# Умершие в октябре 2022 года
Это список известных людей, соответствующих установленным критериям значимости (см. Википедия:Критерии значимости персоналий), умерших в октябре 2022 года.
Причина смерти указывается лишь в исключительных случаях (убийство, самоубийство, гибель в результате военных действий, смертная казнь, ДТП или несчастные случаи). В остальных случаях — не указывается.

## 31 октября

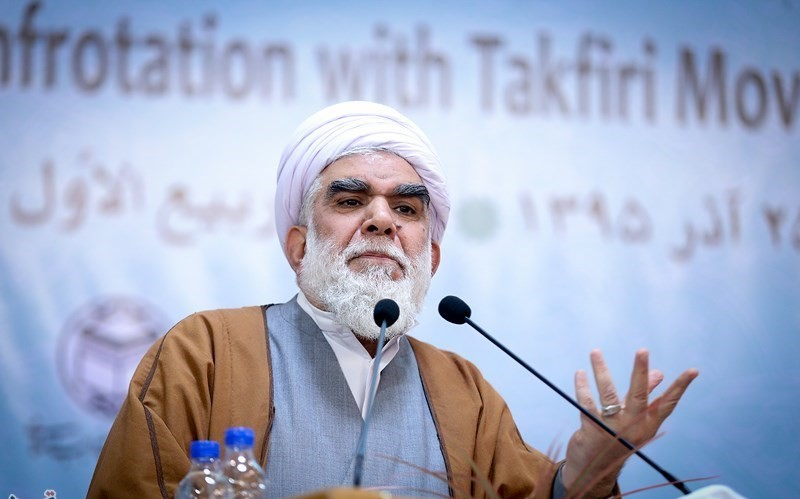
Аббас Али Ахтари

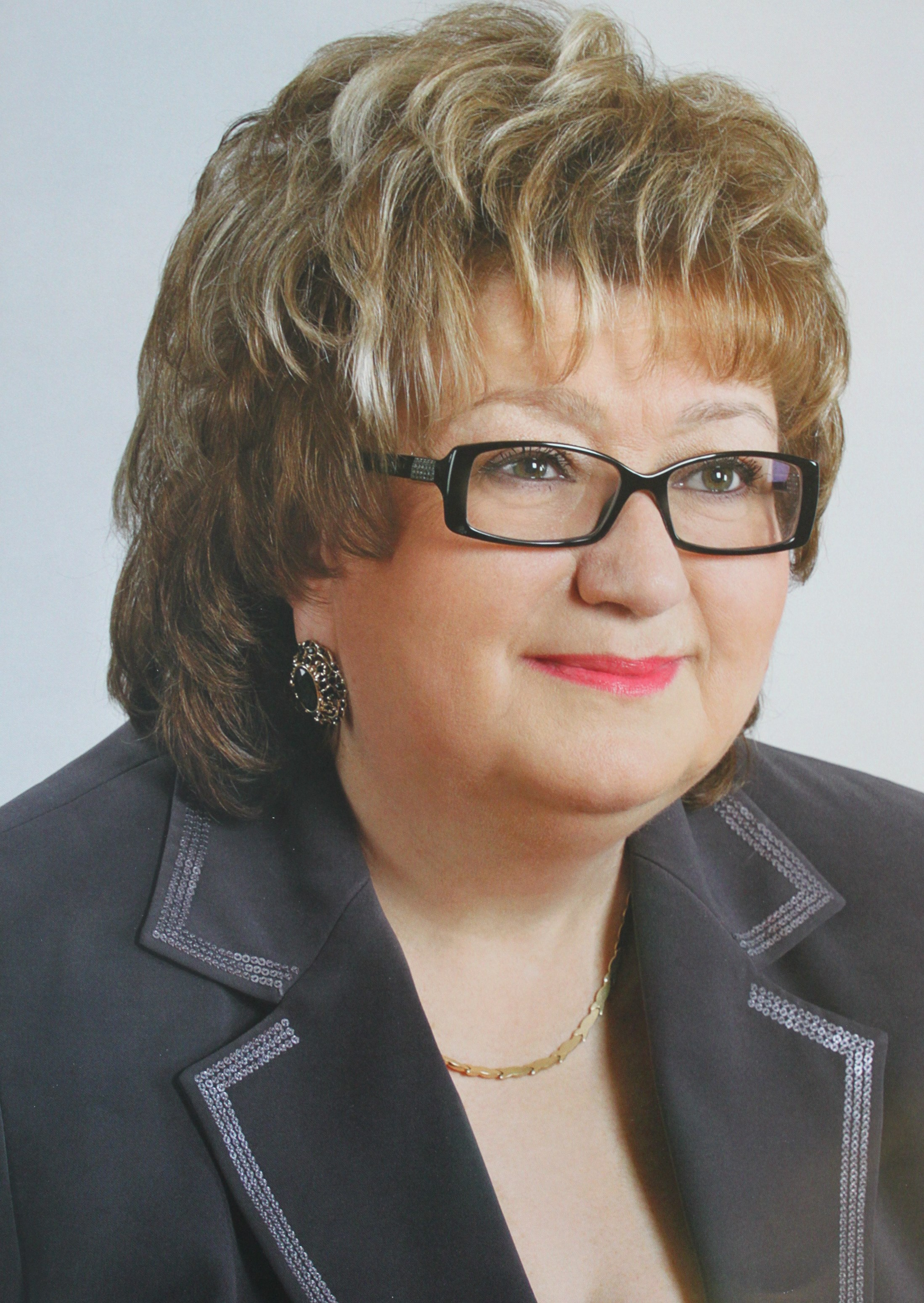
Майя Пильдес

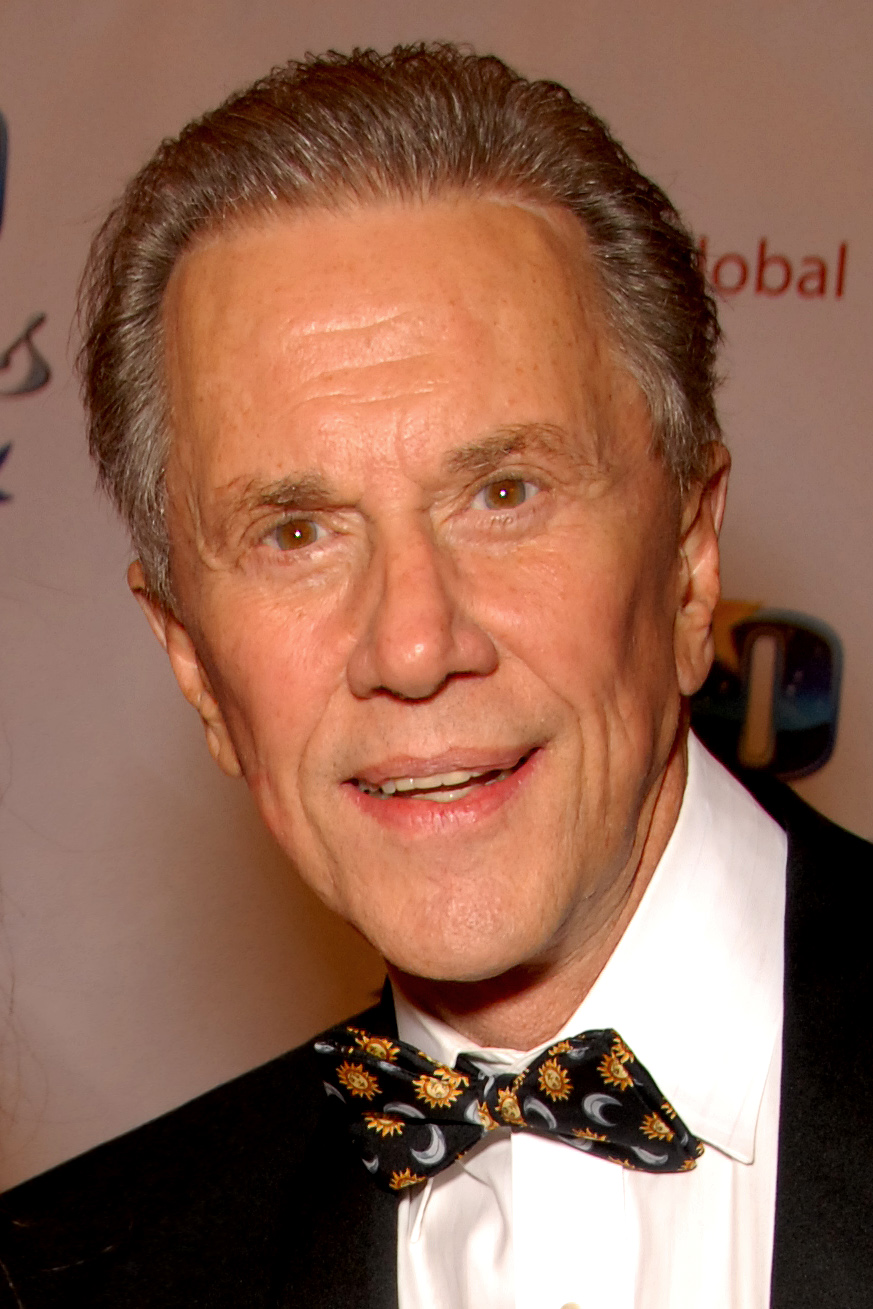
Эндрю Прайн

- Амброж, Михал[чеш.] (68) — чешский рок-певец, гитарист и автор песен[1].
- Ахтари, Аббас Али (82) — иранский аятолла, депутат Исламского консультативного совета (1980—1984, 2004—2008), член Совета экспертов (с 2020)[2].
- Зервос, Илиас[греч.] (65) — греческий актёр[3].
- Мансфилд, Джереми[англ.] (59) — южноафриканский радиоведущий[4].
- Олумакайе, Хамфри Бамисеби[англ.] (53) — иерарх Церкви Нигерии, епископ Лагоса[англ.] (с 2018)[5].
- Петрицкий, Вилли Александрович (91) — советский и российский культуролог и библиофил, доктор философских наук (1993)[6].
- Пильдес, Майя Борисовна (71) — российский педагог, народный учитель Российской Федерации (2005)[7].
- Прайн, Эндрю (86) — американский актёр[8].
- Родионов, Михаил Анатольевич (76) — советский и российский востоковед, доктор исторических наук (1991), профессор[9].
- Чакраборти, Сонали[англ.] (59) — индийская киноактриса[10].
- Шахвердян, Ваге Суренович (77) — советский и армянский режиссёр, народный артист Армении (2003)[11].

## 30 октября

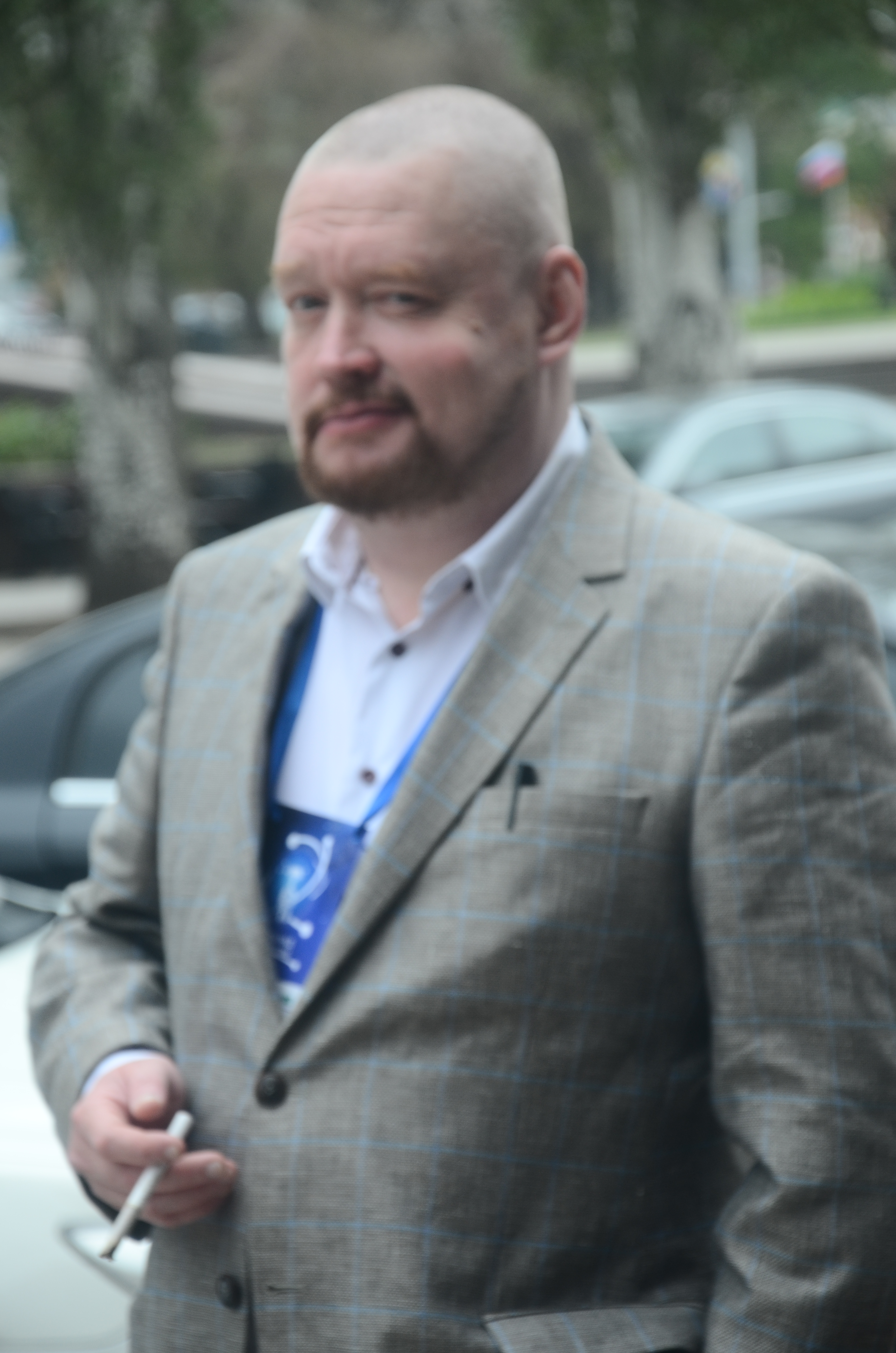
Андрей Мартьянов

- Вишневская, Люцина[пол.] (67) — польский политик, депутат Сейма (2005—2007)[12].
- Дерводелский, Александр (95) — болгарский диссидент, политик, журналист, один из лидеров антикоммунистического и национал-демократического движения в Болгарии[13].
- Дунаев, Николай Иванович (85) — советский и российский актёр, заслуженный артист Российской Федерации (1996)[14].
- Ионеску, Штефан[англ.] (87) — румынский хоккеист и тренер национальной сборной (1976—1980), участник Олимпийских игр (1964, 1968)[15].
- Кён, Розмари[норв.] (83) — иерарх Церкви Норвегии, епископ Хамара (1993—2006)[16].
- Лукач, Миклош[англ.] (75/76) — венгерский политический деятель, депутат Парламента (1990—1994)[17].
- Мартьянов, Андрей Леонидович (49) — русский писатель-фантаст и переводчик[18].
- Перкинс, Дональд Хилл (97) — британский физик-экспериментатор, член Лондонского королевского общества (1966)[19].
- Рид, Шейн[англ.] (49) — новозеландский акватлонист и триатлонист, трёхкратный чемпион мира по акватлону (1998, 1999, 2004)[20].
- Фёдоров, Ревель Фёдорович (92) — советский и российский живописец и график, народный художник РСФСР (1986), академик РАХ (2009)[21].

## 29 октября

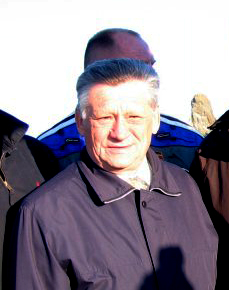
Михаил Машковцев

- Калашник, Евгений Андреевич (71) — советский и российский актёр, заслуженный артист Российской Федерации (1994)[22].
- Каразия, Райан (40) - американский певец и автор песен, известный как основатель и ведущий вокалист исландского пост-рок/электронного проекта Low Roar , а также фронтмен инди-группы Audrye Sessions из Окленда.
- Ланге, Вольфганг (84) — восточногерманский гребец-байдарочник, чемпион мира (1963)[23].
- Машковцев, Михаил Борисович (75) — российский государственный деятель, губернатор Камчатской области (2000—2007)[24].
- Миляева, Людмила Семёновна (96) — советский и украинский искусствовед, действительный член Академии искусств Украины (2000)[25].
- Мойнихан, Донал[англ.] (81) — ирландский политик, депутат Палаты представителей (1982—1989, 1992—2007)[26].
- Нола, Лукас[хорв.] (58) — хорватский кинорежиссёр[27].
- Пинхас-Коэн, Хава[англ.] (67) — израильская писательница и поэт[28].

## 28 октября

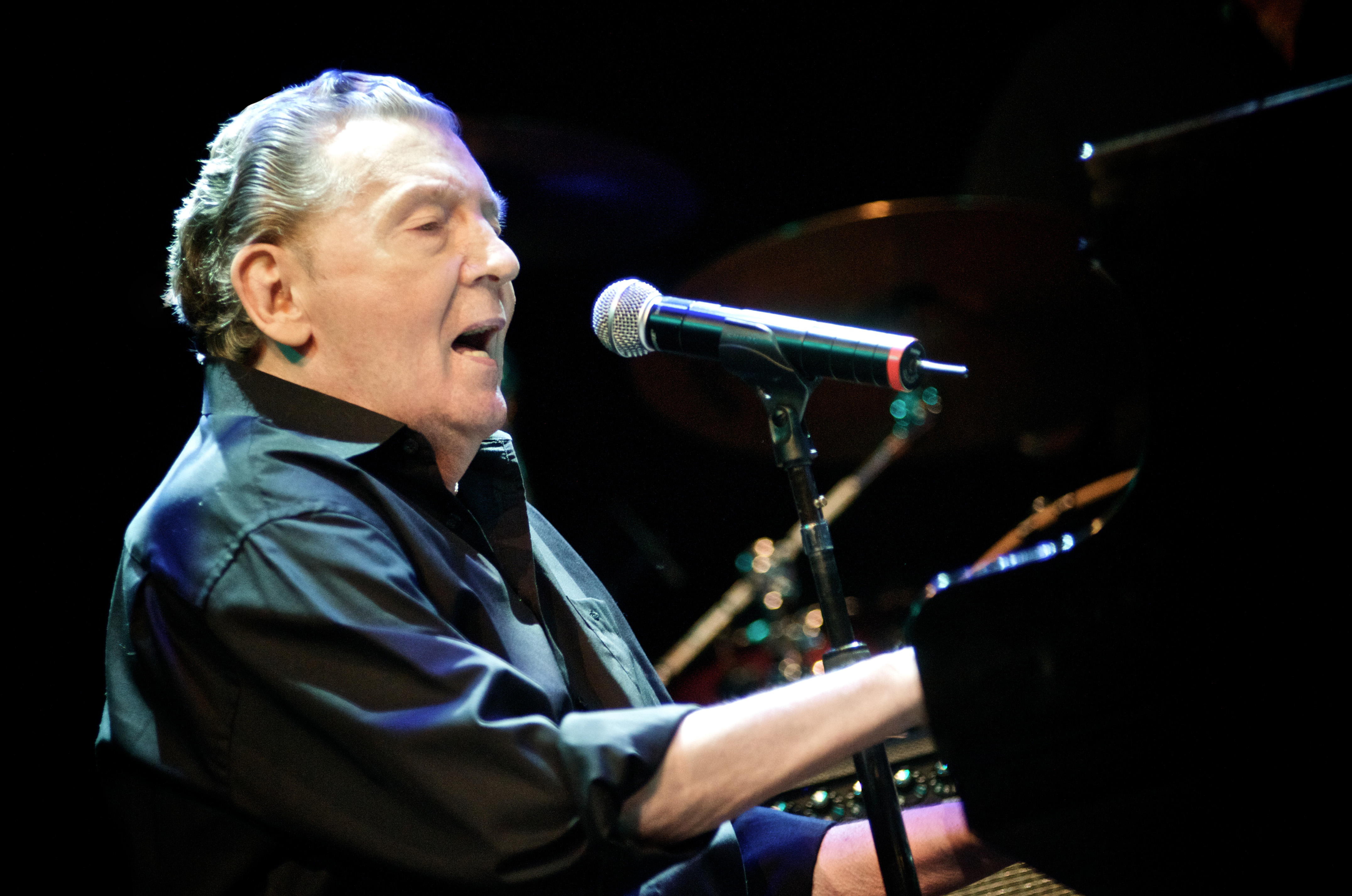
Джерри Ли Льюис

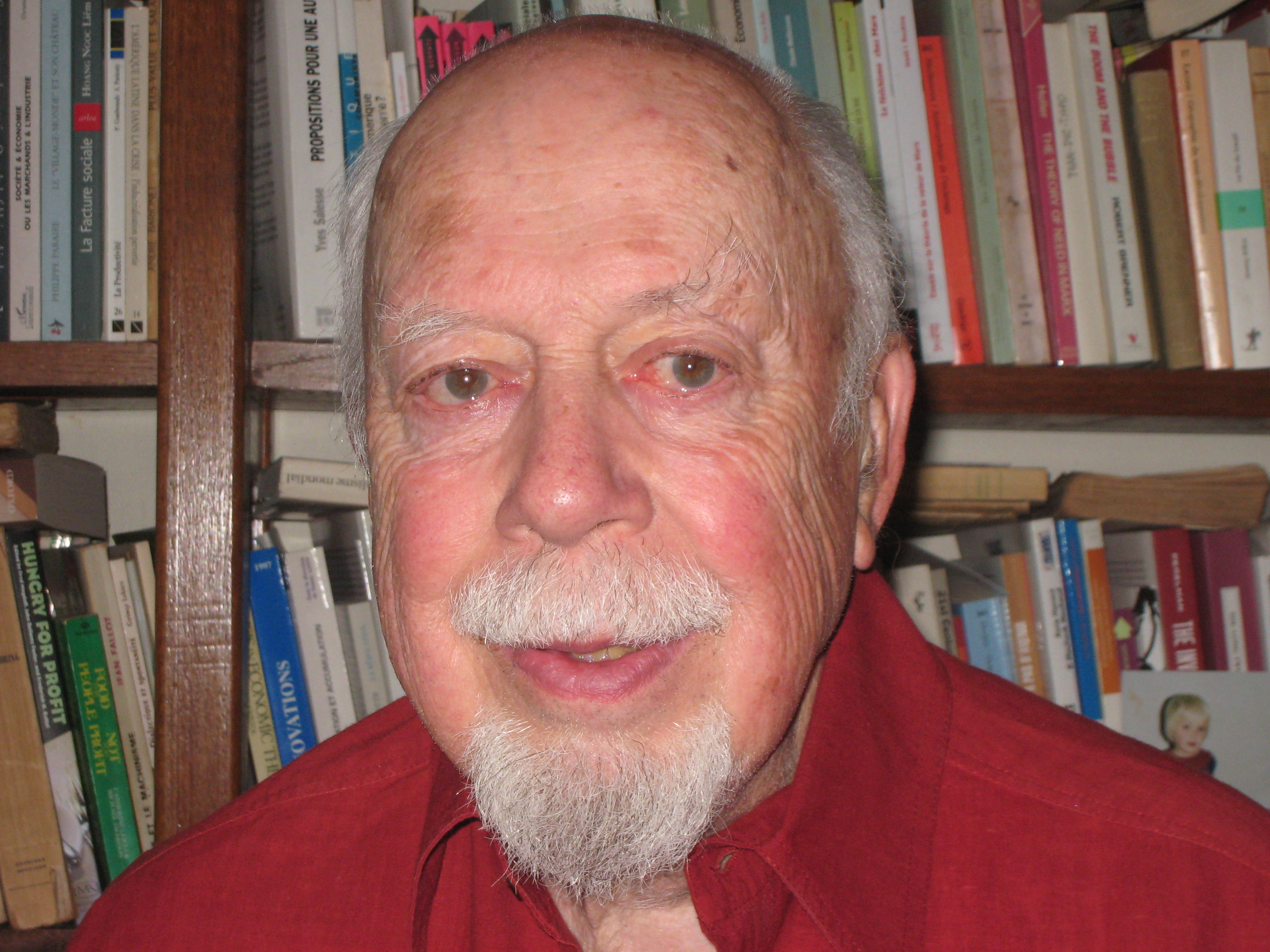
Франсуа Шене

- Жан-Батист, Эрик (52) — гаитянский политик и бизнесмен; убийство[29].
- Гослар, Ханнели (93) — израильская медсестра, пережившая Холокост, подруга Анны Франк[30].
- Дэйли, Герман (84) — американский экономист и эколог[31].
- Йёнис, Пео[швед.] (75) — шведский музыкант, певец и дирижёр[32].
- Лазарская, Хелена[пол.] (88) — польская оперная певица (сопрано)[33].
- Льюис, Джерри Ли (87) — американский певец, пианист, композитор, один из основоположников рок-н-ролла[34].
- Пантаев, Владлен Данилович (80) — советский и российский бурятский композитор, заслуженный работник культуры Российской Федерации, отец Ирины Пантаевой[35].
- Шене, Франсуа (88) — французский экономист марксистского направления[36].

## 27 октября

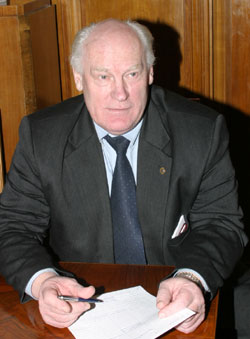
Александр Михалёв

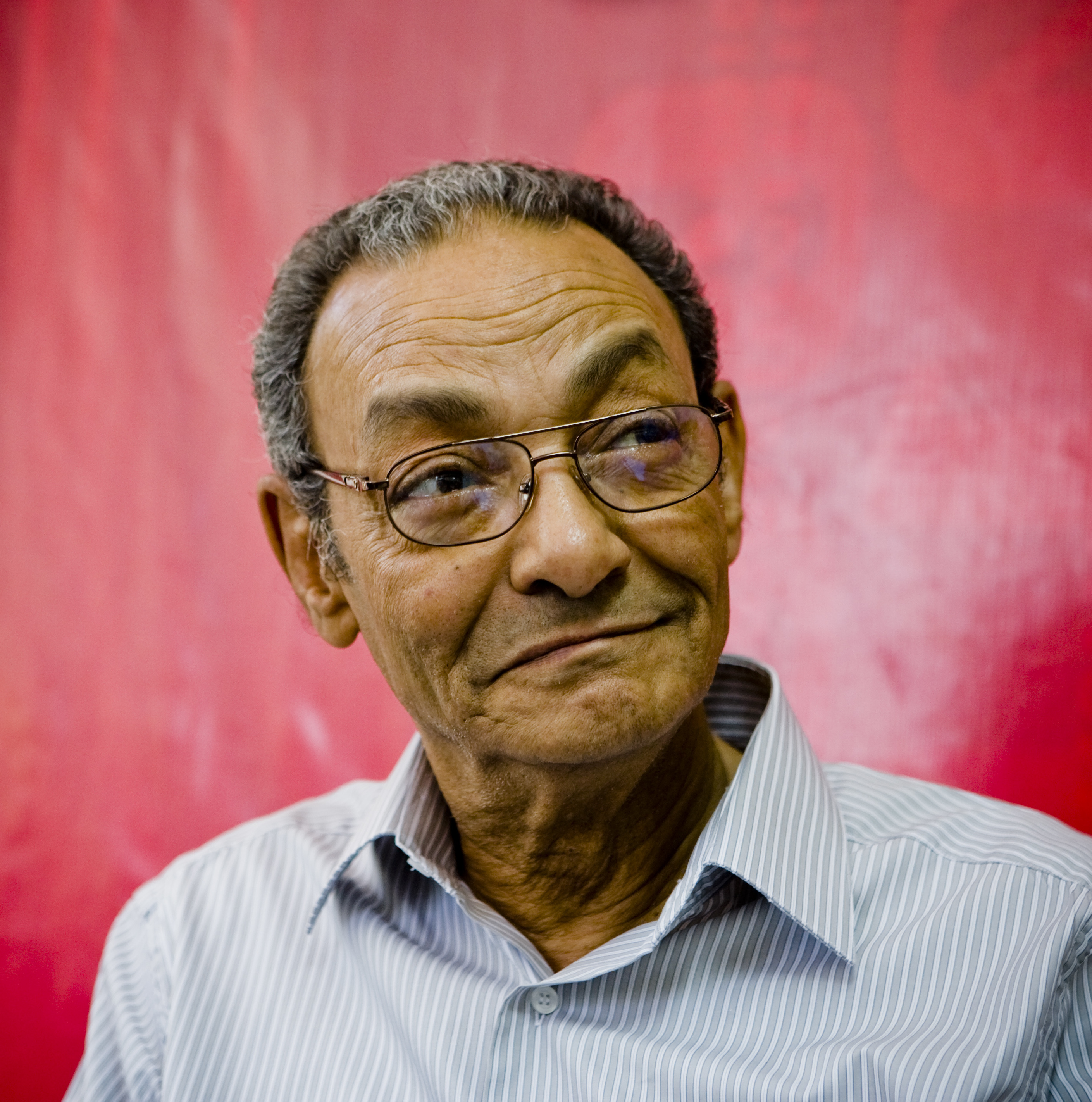
Баха Тахер

- Глигоров, Владимир[серб.] (77) — сербский экономист и политолог[37].
- Коробейников, Иван Михайлович (83) — советский военачальник, командующий Среднеазиатским пограничным округом (1987—1990), генерал-лейтенант (1989)[38].
- Краузе, Оскар Фридрихович (89) — советский и российский детский хирург, заслуженный врач Российской Федерации[39].
- Михалёв, Александр Васильевич (81) — советский и российский математик, доктор физико-математических наук (1990), заслуженный профессор МГУ (2005), заслуженный деятель науки Российской Федерации (2003)[40].
- Оландер, Морис[фр.] (76) — французский историк[41].
- Рейдерман, Илья Исаакович (84) — русский поэт, философ и культуролог[42].
- Тахер, Баха (87) — египетский писатель[43].
- Хахубия, Ираклий[груз.] (51) — грузинский политик, депутат Парламента (с 2020); самоубийство (тело обнаружено в этот день)[44].
- Хейсканен, Янне (43) — финский барабанщик; ДТП[45].

## 26 октября

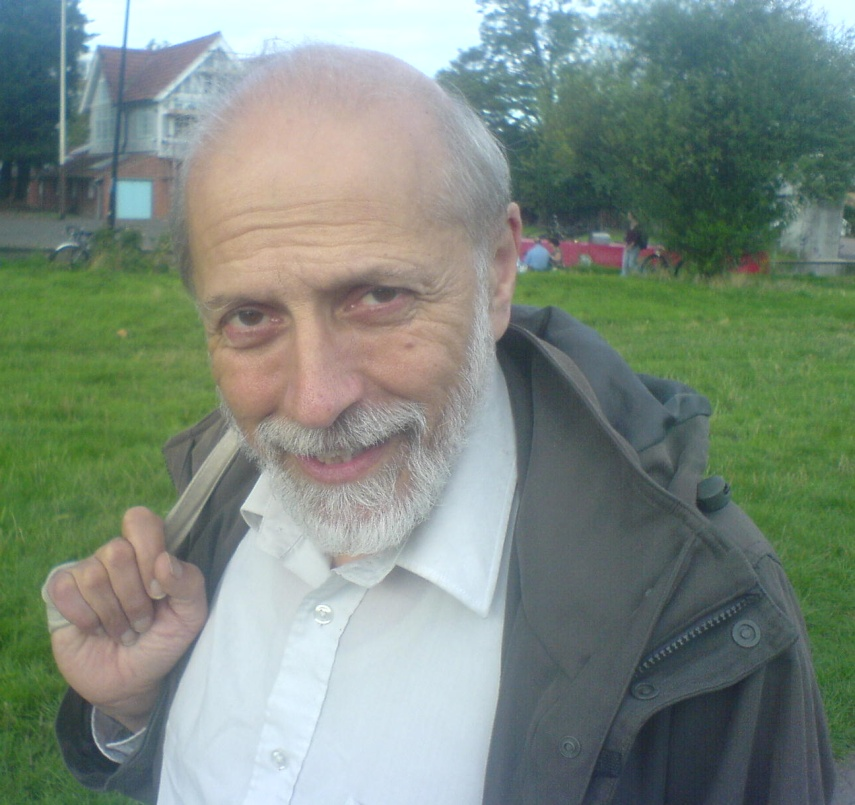
Майкл Басман

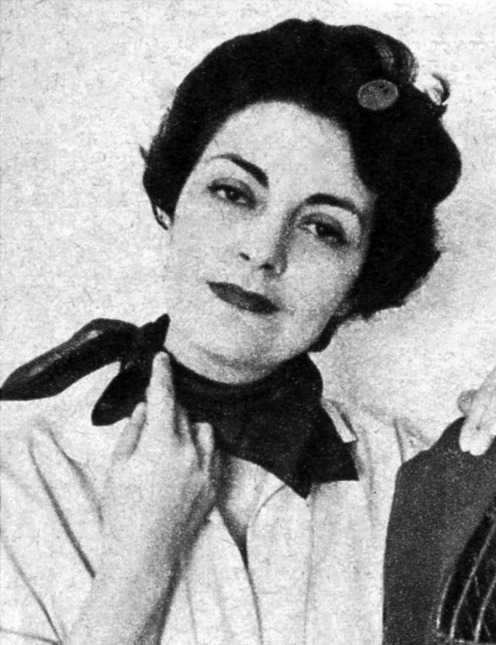
Лия Оригони

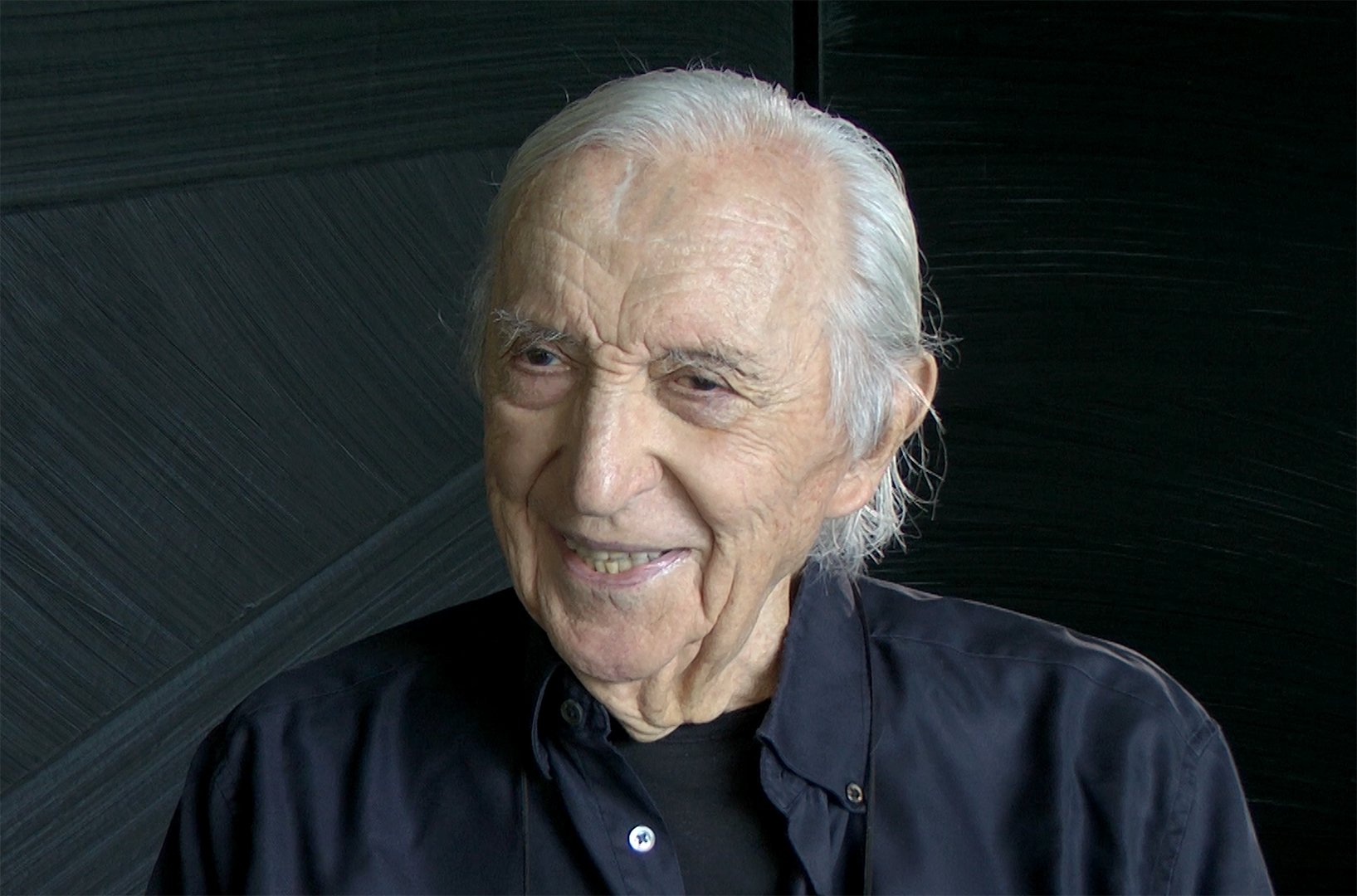
Пьер Сулаж

- Абдуллаев, Машаллах Бабакиши оглы (72) — азербайджанский военнослужащий, Национальный Герой Азербайджана (1992)[46].
- Басман, Майкл (76) — британский шахматист[47].
- Костров, Владимир Андреевич (87) — русский поэт, переводчик, драматург[48].
- Налётов, Иннокентий Иннокентьевич (78) — советский и российский военачальник, начальник штаба — первый заместитель командующего Северным флотом (1992—1996), командующий морскими силами ФПС России (1996—1999), адмирал (1996)[49].
- Оригони, Лия (103) — итальянская певица и актриса[50].
- Сулаж, Пьер (102) — французский художник-абстракционист[51].
- Форгач, Имре[венг.] (73) — венгерский юрист и государственный деятель, министр юстиции и правоохранительных органов (2009—2010)[52].
- Шрофф, Эсмаэль (62) — индийский кинорежиссёр[53].

## 25 октября

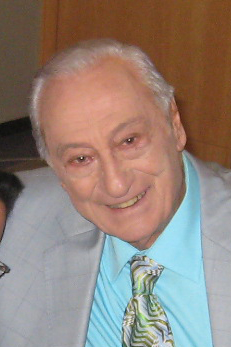
Халит Кыванч

- Басс, Джулз[англ.] (87) — американский режиссёр, продюсер и композитор мультипликационных фильмов[54].
- Бурианова, Зузана[чеш.] (75) — чешская актриса и певица[55].
- Гронец, Бранислав[словац.] (81) — чехословацкий и словацкий дирижёр, пианист, аранжировщик и композитор[56].
- Кыванч, Халит (97) — турецкий теле- и радиоведущий, юморист, спортивный журналист и писатель[57].
- Павлидис, Аристотелис (78) — греческий государственный деятель, министр по делам Эгейского моря (2004—2007)[58].
- Путров, Владимир Михайлович (84) — советский и российский тренер по биатлону, заслуженный тренер СССР[59].
- Робинсон, Брайан[англ.] (91) — британский велогонщик, победитель велогонки Критериум Дофине (1961)[60].
- Страделла, Франко[итал.] (81) — итальянский политический деятель, депутат Парламента (1996—2013)[61].
- Стрит, Тони[англ.] (96) — австралийский политик, член Парламента (1966—1984), министр иностранных дел (1980—1983)[62].
- Умеров, Нузет Абибулаевич (90) — крымскотатарский поэт, прозаик, переводчик, журналист[63].
- Черных, Иван Васильевич (95) — советский и российский писатель[64].
- Эренгросс, Бэлла Ароновна (100) — советский и российский культуролог[65].

## 24 октября

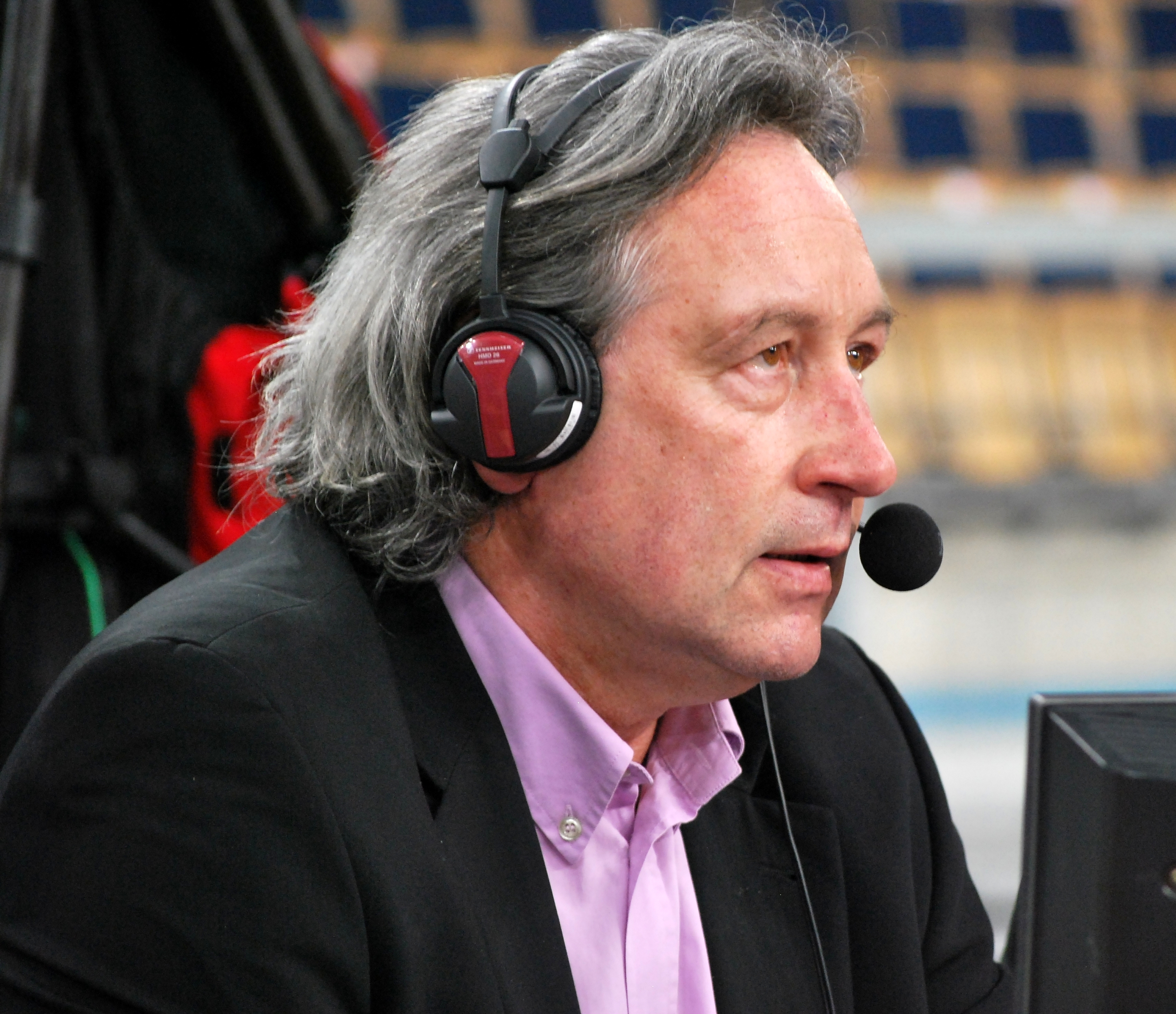
Томаш Вуйтович

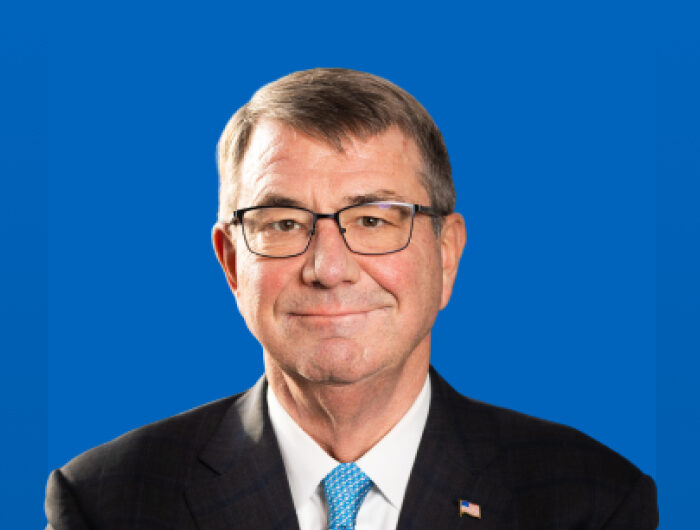
Эштон Картер

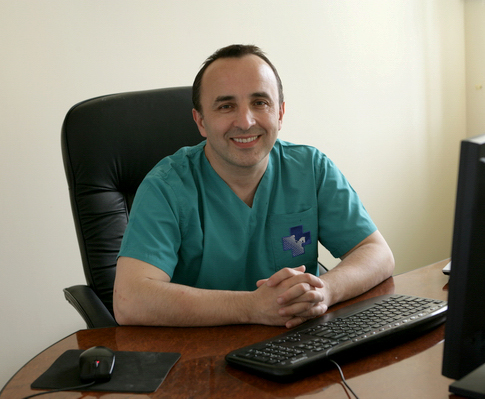
Миломир Ковач

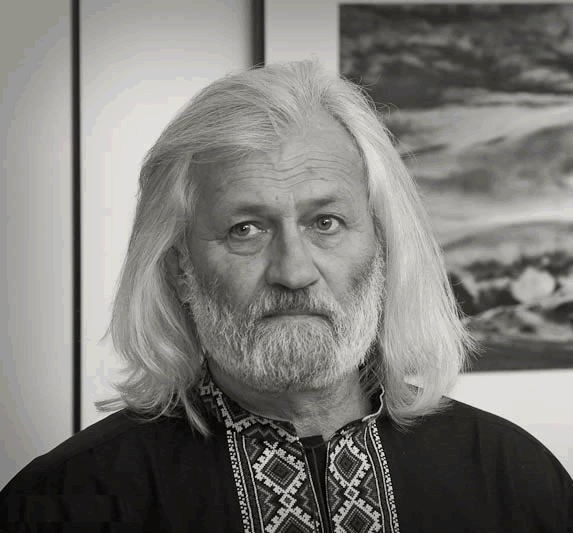
Юрий Косин

- Вуйтович, Томаш (69) — польский волейболист, олимпийский чемпион (1976), чемпион мира (1974)[66].
- Джордан, Лесли (67) — американский актёр[67].
- Журбенко, Анатолий[греч.] (46) — греческий баскетболист[68].
- Картер, Эштон (68) — американский государственный деятель, министр обороны (2015—2017)[69].
- Ковач, Миломир (60) — немецкий ветеринарный хирург[70].
- Корчмару, Ион Фёдорович (84) — советский и молдавский терапевт, член-корреспондент Академии наук Молдавии (1995)[71].
- Косин, Юрий Александрович (74) — украинский фотохудожник[72].
- Кулаков, Владимир Пантелеевич (86) — советский и белорусский государственный деятель, председатель Витебского облисполкома (1984—1994) и Витебского облсовета (1994—1999)[73].
- Моран, Патрисия (97) — мексиканская актриса[74].
- Станишич, Петар (88) — югославский и сербский волейболист, волейбольный тренер, театральный актёр, журналист и радиоведущий[75].
- Фэруэтер, Кен[англ.] (77) — политический деятель Папуа — Новой Гвинеи, депутат Парламента (2007—2017)[76].
- Ян, Питер[англ.] (87) — гонконгский кинорежиссёр и киноактёр[77].

## 23 октября

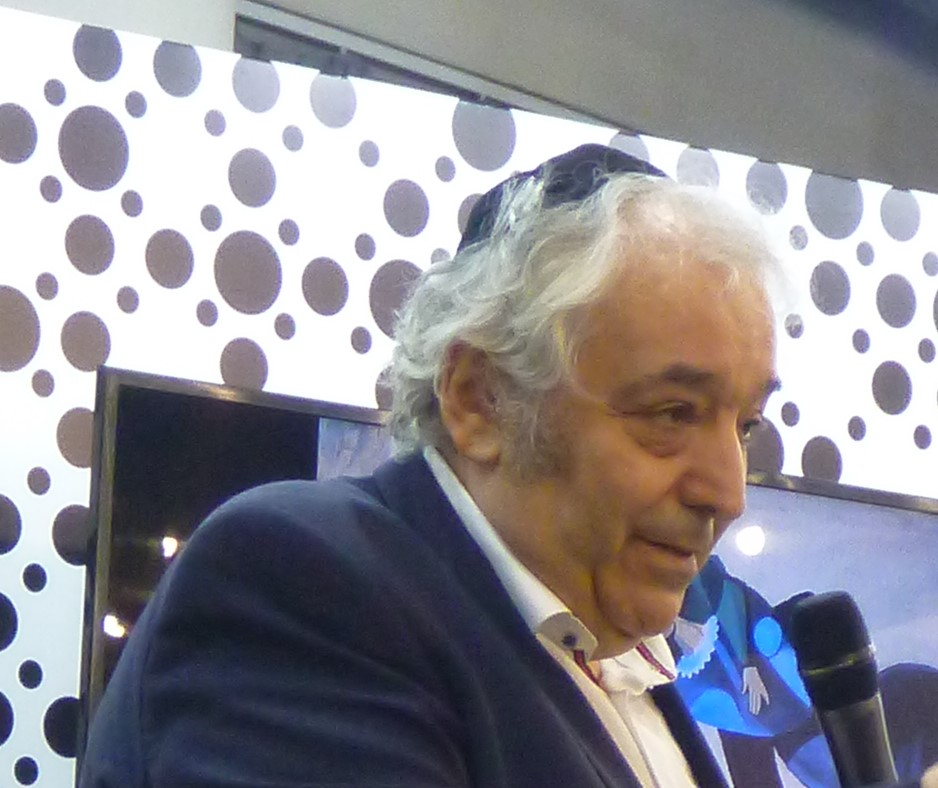
Леонид Кацис

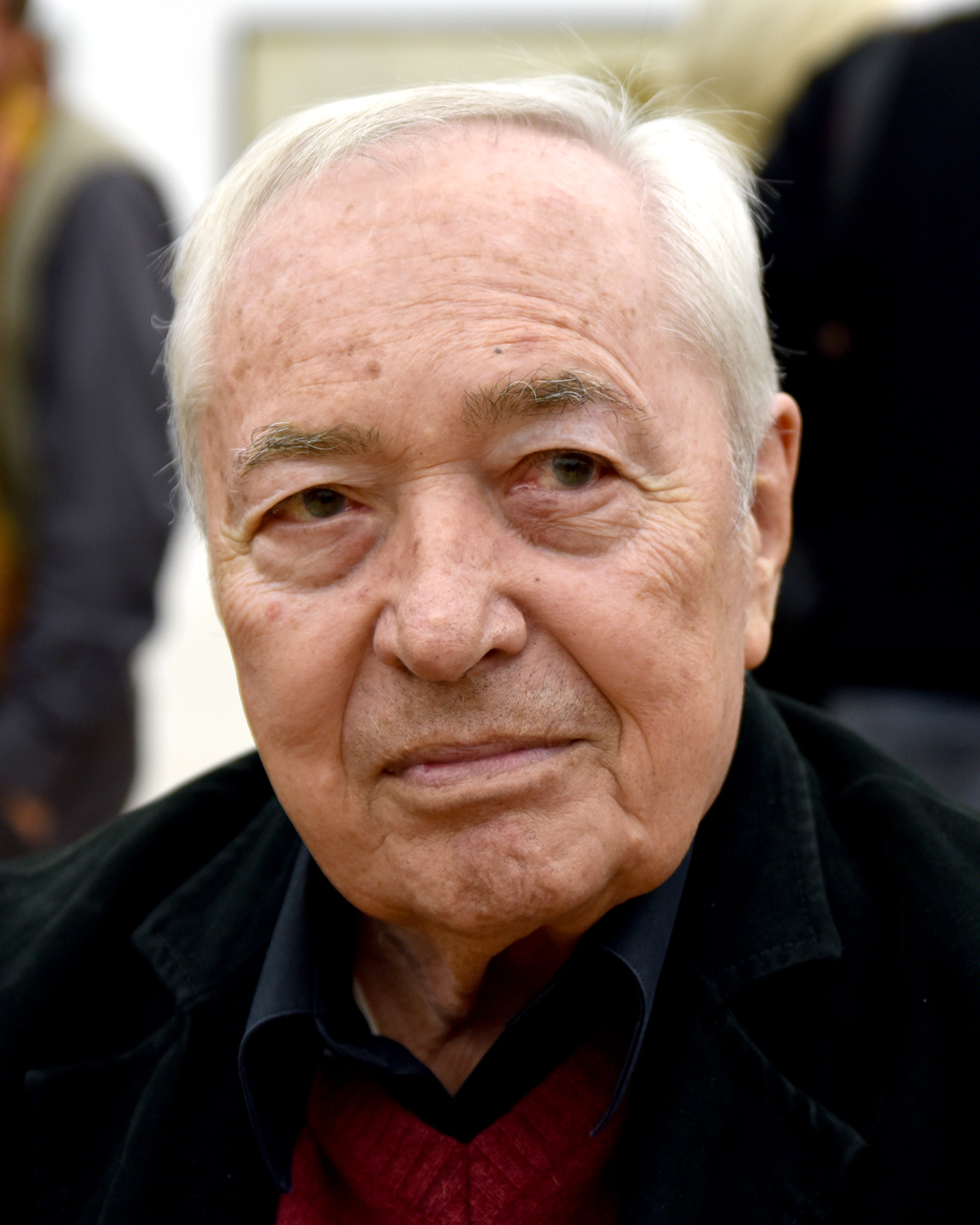
Либор Пешек

- Абдуллаев, Сулейман[азерб.] (83) — советский и азербайджанский ханенде, заслуженный артист Азербайджана (2012)[78].
- Аму Хаджи (94) — иранец, наиболее известный как «самый грязный человек на планете»[79].
- Ботникова, Алла Борисовна (98) — советский и российский литературовед-германист и театральный критик, доктор филологических наук (1978), профессор ВГУ (1979)[80].
- Кацис, Леонид Фридович (63) — российский филолог, историк культуры, литературный критик, специалист по русско-еврейской культуре и литературе[81].
- Копса, Майкл[англ.] (66) — канадский киноактёр[82].
- Морейра, Адриану[порт.] (100) — португальский политик и государственный деятель, министр по делам заморских территорий (1961—1963), председатель партии социально-демократического центра (1986—1988), депутат Ассамблеи Республики (1980—1995)[83].
- Муромцев, Геннадий Ильич[бел.] (90) — советский и белорусский скульптор[84].
- Пешек, Либор (89) — чехословацкий и чешский дирижёр[85].
- Писаренко, Галина Алексеевна (88) — советская и российская певица (сопрано), народная артистка РСФСР (1982)[86].
- Полищук, Леонид Григорьевич (97) — советский и российский художник-монументалист, народный художник Российской Федерации (2012), член-корреспондент РАХ (2009)[87].
- Пэн Иган[кит.] (90) — китайский архитектор, академик Китайской академии наук (1995)[88].
- Фукс, Мариан[пол.] (108) — польский историк, директор Еврейского исторического института (1968—1969, 1971—1973)[89].
- Шахмагонов, Николай Фёдорович (74) — российский писатель[90].
- Эдвардс, Дон (86) — американский кантри-певец, гитарист[91].

## 22 октября

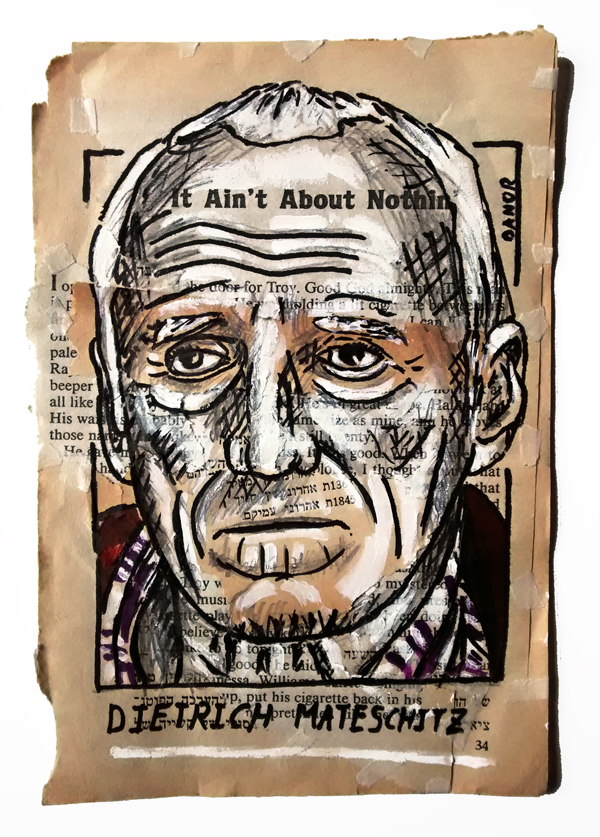
Дитрих Матешиц

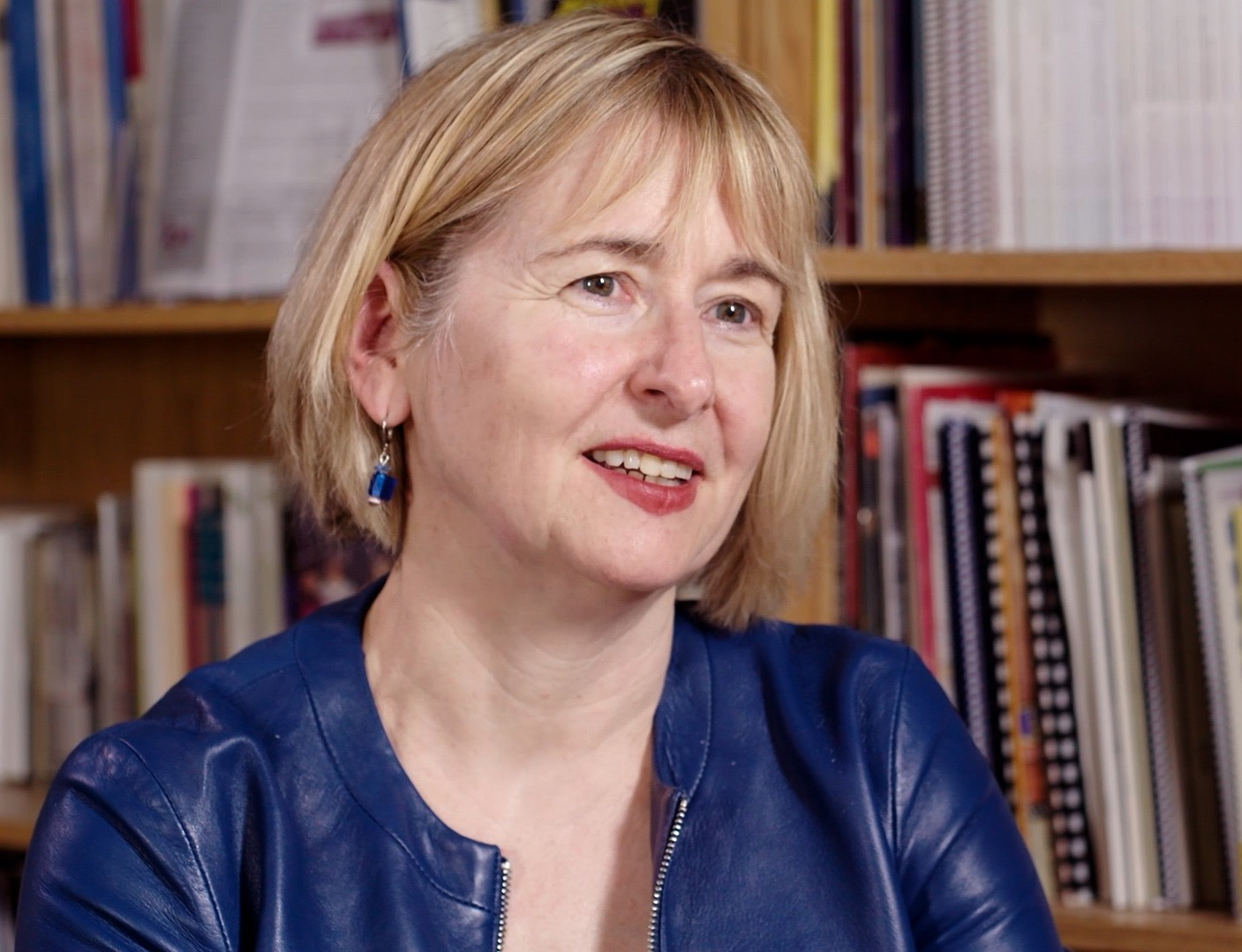
Лори Сен-Мартен

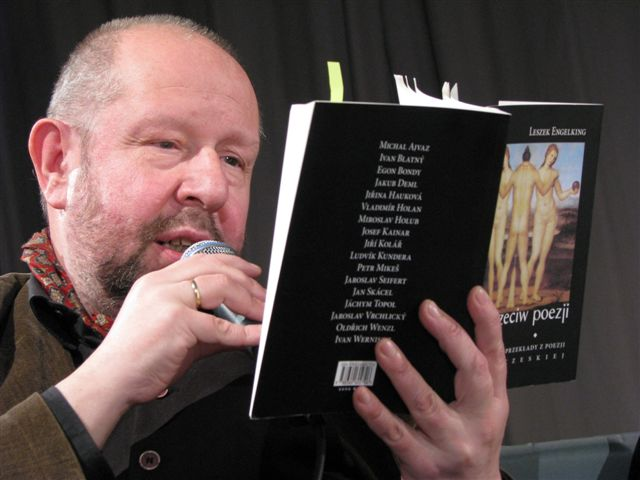
Лешек Энгелькинг

- Бранцузский, Отмар[чеш.] (66) — чехословацкий и чешский актёр[92].
- Колбёшин, Анатолий Иванович (81) — советский и российский певец (тенор), заслуженный артист России (1996)[93].
- Коувни, Патрик (88) — ирландский католический прелат и ватиканский дипломат, архиепископ Сатриано (с 1985), апостольский нунций в ряде государств (1985—2009)[94].
- Лилипали, Йохан[нидерл.] (79) — нидерландский политик, депутат Палаты представителей (1986—1998)[95].
- Матешиц, Дитрих (78) — австрийский предприниматель, создатель компании Red Bull GmbH[96].
- Рошаль-Строева, Марианна Григорьевна (97) — советский кинорежиссёр, дочь Г. Л. Рошаля и В. П. Строевой[97].
- Сен-Мартен, Лори (63) — канадская франкоязычная писательница и переводчик[98].
- Энгелькинг, Лешек (67) — польский поэт, писатель, переводчик, литературный критик и литературовед[99].

## 21 октября

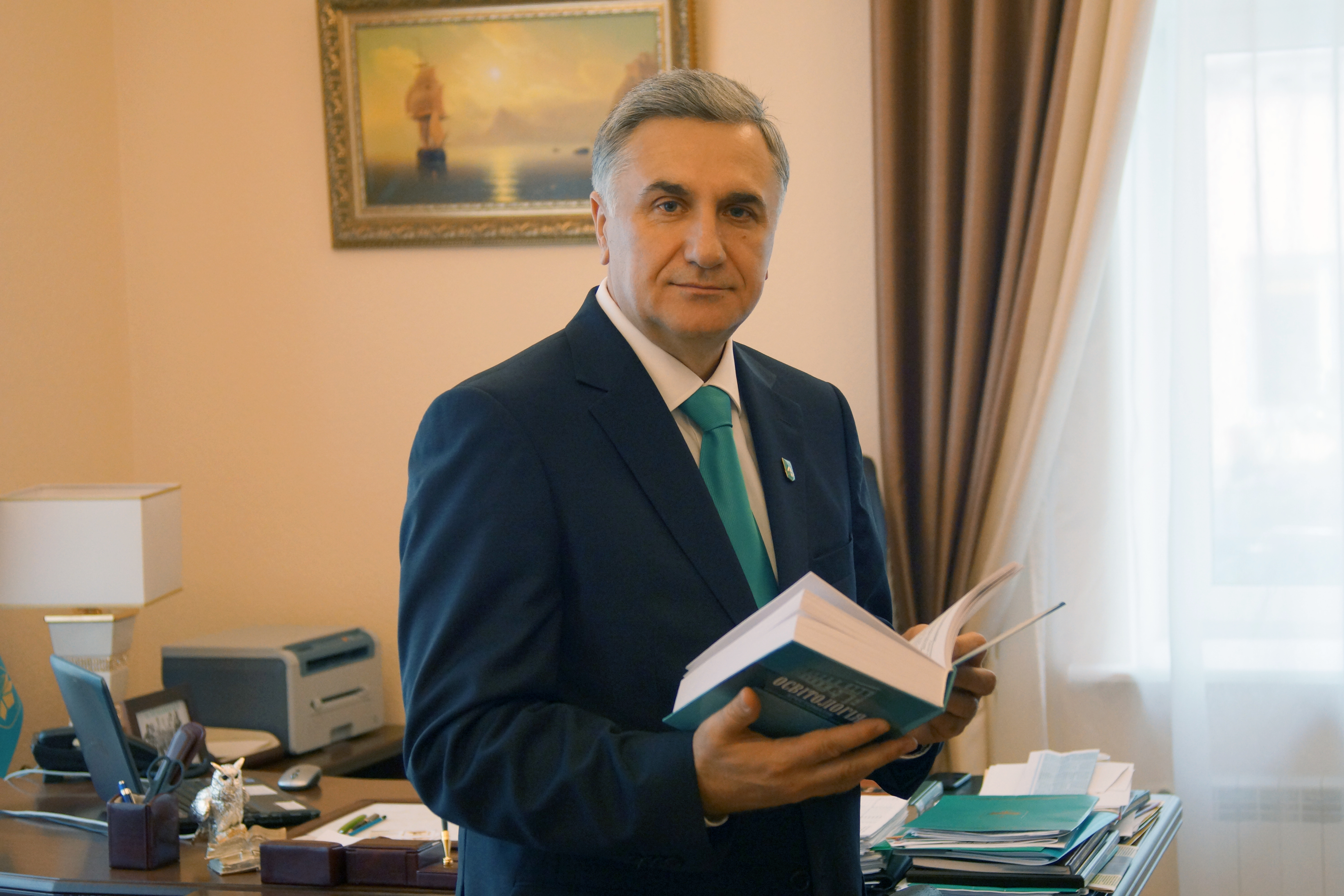
Виктор Огневьюк

- Блад, Мэй[англ.] (84) — североирландский политик, член Палаты лордов (1999—2018)[100].
- Гетов, Милен[болг.] (96) — болгарский кинорежиссёр[101].
- Добродомов, Игорь Георгиевич (86) — советский и российский лингвист[102].
- Дубенков, Геннадий Алексеевич (72) — советский и украинский партийный, государственный и политический деятель, народный депутат 1 созыва (1990—1994)[103].
- Кудо, Масато (32) — японский футболист, игрок национальной сборной[104].
- Новосёлов, Фёдор Иванович (92) — советский и российский военачальник, заместитель главнокомандующего — начальник кораблестроения и вооружения ВМФ (1986—1992), адмирал (1989)[105].
- Огневьюк, Виктор Александрович (63) — украинский педагог, доктор философских наук (2003), действительный член Национальной академии педагогических наук Украины (2010), заслуженный работник образования Украины (2004)[106].
- Оплустил, Густав[чеш.] (96) — чехословацкий и чешский сценарист, режиссёр и актёр[107].
- Осава, Ёсими[яп.] (96) — японский дзюдоист[108].
- Суарес, Сильвана (64) — аргентинская фотомодель, Мисс мира (1978)[109].
- Сюй Гуанчунь (77) — китайский политический и партийный деятель, глава парткома КПК провинции Хэнань (2004—2009)[110].
- Фибигр, Вальдемар (56) — чешский гребец-каноист[111].
- Шелдал, Питер Чарльз[англ.] (80) — американский поэт и публицист[112].

## 20 октября

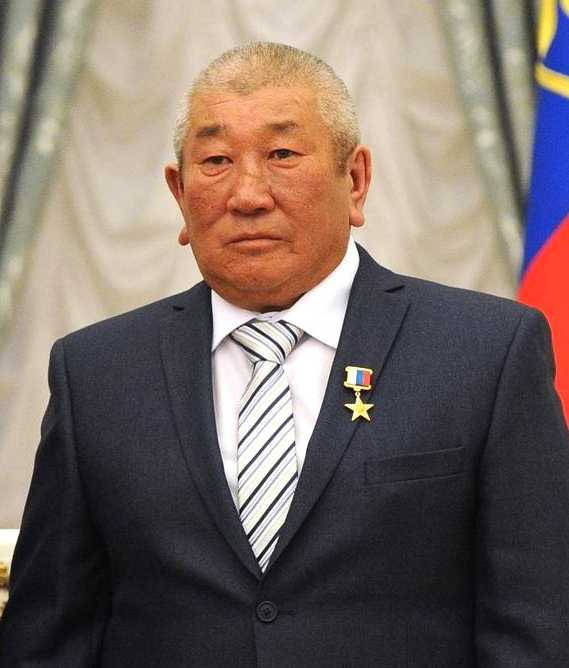
Далай Гунгаев

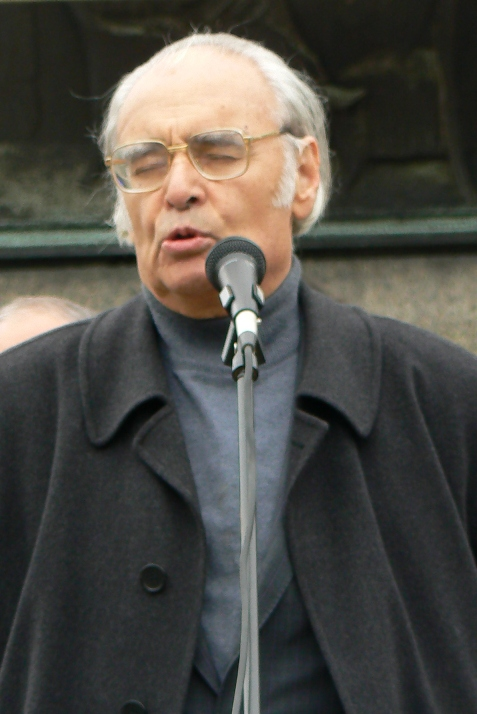
Антон Дончев

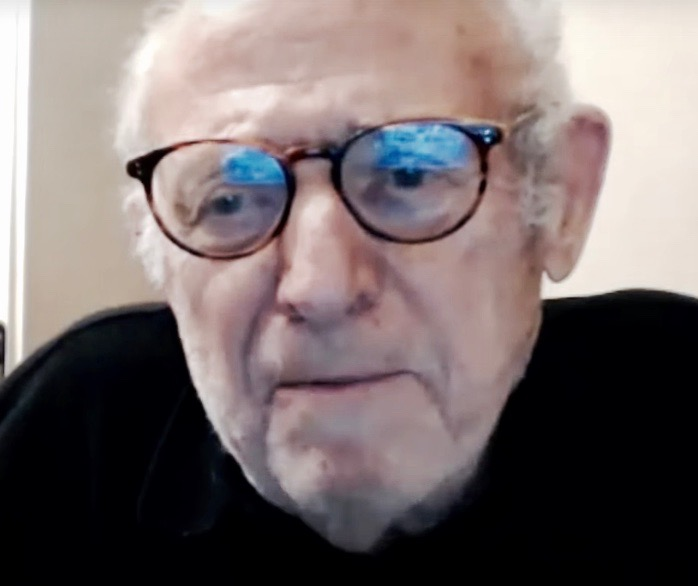
Шарль Мельман

- Аиш, Филипп (59) — французский скрипач[113].
- Браун, Тони (55) — американский баскетбольный судья[114].
- Бро, Жак[фр.] (89) — канадский поэт и переводчик[115].
- Гунгаев, Далай Гынинович (66) — российский передовик сельского хозяйства, Герой Труда Российской Федерации (2016)[116].
- Дончев, Антон (92) — болгарский прозаик и сценарист, академик БАН (2003)[117].
- Мейсак, Рон[англ.] (86) — американский актёр[118].
- Мельман, Шарль (91) — французский невропсихиатр и психоаналитик, основатель Международной лакановской ассоциации (1982)[119].
- Миллар, Джимми (87) — шотландский футболист[120].
- Саймон, Люси[англ.] (82) — американский композитор[121].
- Цзин Тин (88) — гонконгская певица и актриса[122].

## 19 октября

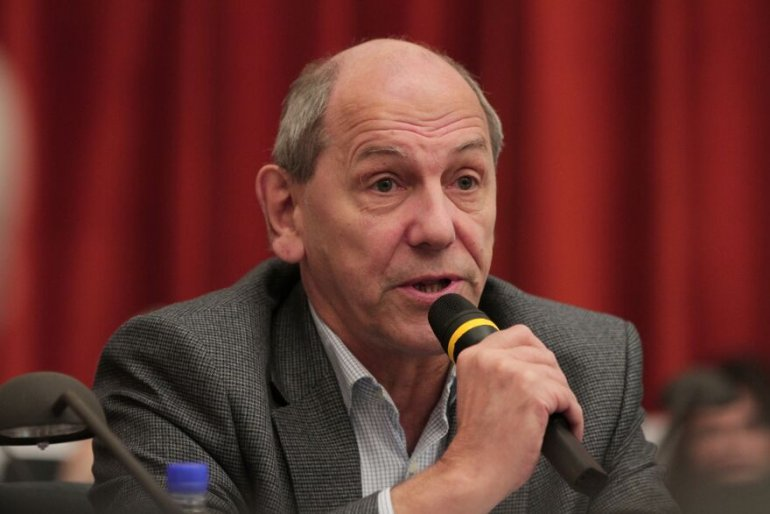
Валерий Рубаков

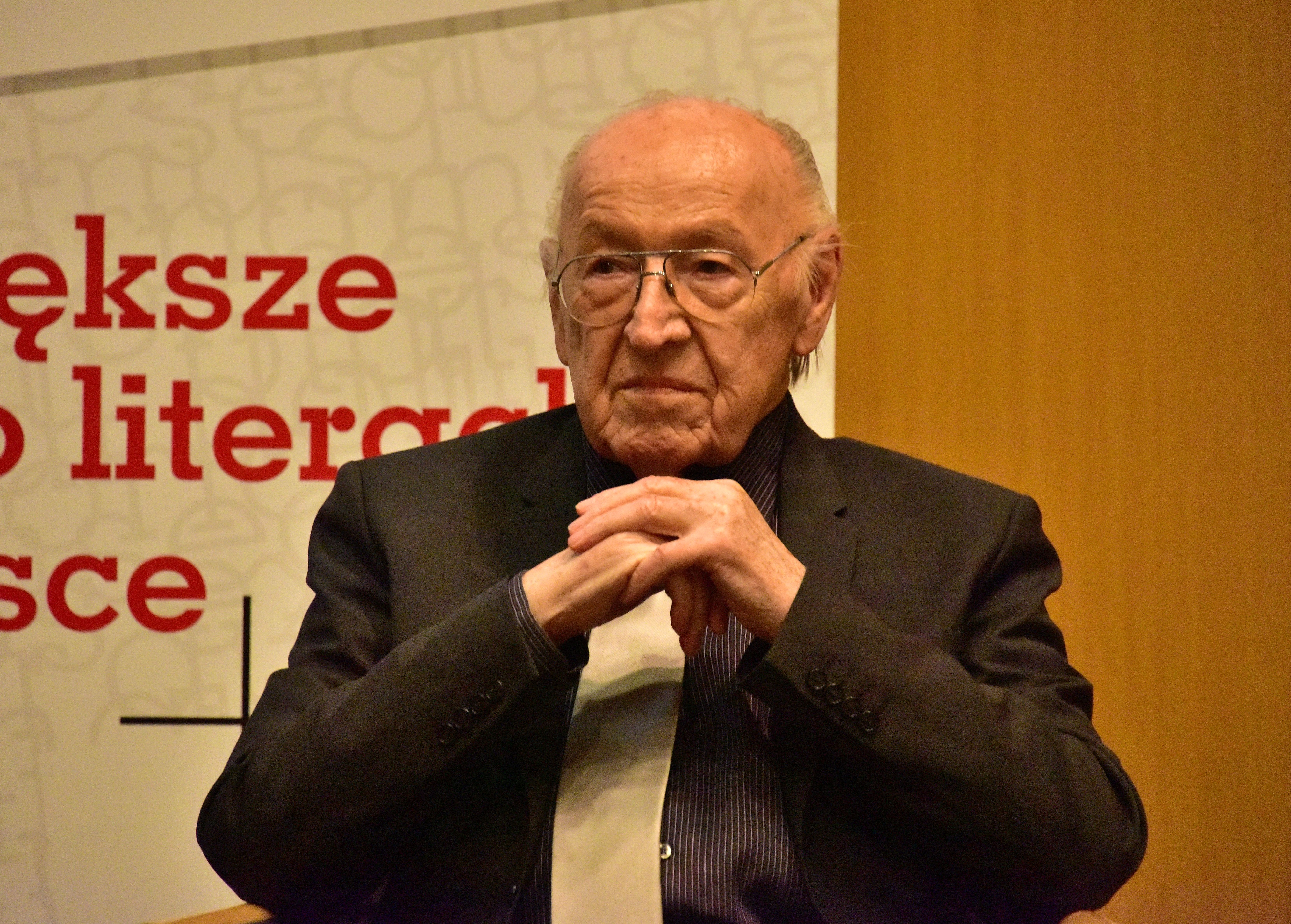
Станислав Чосек

- Боррас, Омар (93) — уругвайский футбольный тренер[123].
- Варуинге, Филип (77) — кенийский боксёр, бронзовый (1968) и серебряный (1972) призёр Олимпийских игр[124].
- Гусаков, Алексей Гаврилович (83) — советский военный моряк, гидронавт и офицер-испытатель, капитан 1-го ранга, Герой Советского Союза (1989)[125].
- Капель, Франсиско[исп.] (88) — испанский баскетболист, игрок национальной сборной[126].
- Катала, Николь (86) — французская политическая деятельница, депутат Национального собрания (1988—2002)[127].
- Кеосаян, Давид Эдмондович (61) — российский киноактёр и кинопродюсер, сын кинорежиссёра Эдмонда Кеосаяна[128].
- Коноплёв, Кир Александрович (92) — советский и российский физик и альпинист, сотрудник ПИЯФ, чемпион СССР по альпинизму (1964, 1968)[129].
- Кунья, Далия да[порт.] (93) — португальская спортивная гимнастка, участница Олимпийских игр (1952, 1960)[130].
- Мерхав, Дина[ивр.] (86) — израильский скульптор[131].
- Погребной, Виктор Николаевич (74) — советский и российский тренер по лёгкой атлетике, заслуженный тренер России[132].
- Рубаков, Валерий Анатольевич (67) — российский физик-теоретик, академик РАН (1997)[133].
- Саймон, Джоанна[англ.] (85) — американская оперная певица (меццо-сопрано), журналист, лауреат премии «Эмми»[134].
- Чосек, Станислав (83) — польский политик и дипломат, министр по делам профсоюзов и социальной политики (1980—1985), секретарь ЦК ПОРП (1986—1989), член политбюро ЦК ПОРП (1988—1989), посол в СССР и России (1989—1996)[135].

## 18 октября

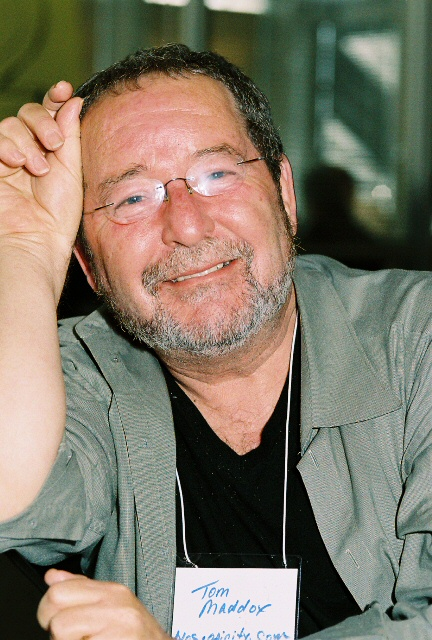
Том Мэддокс

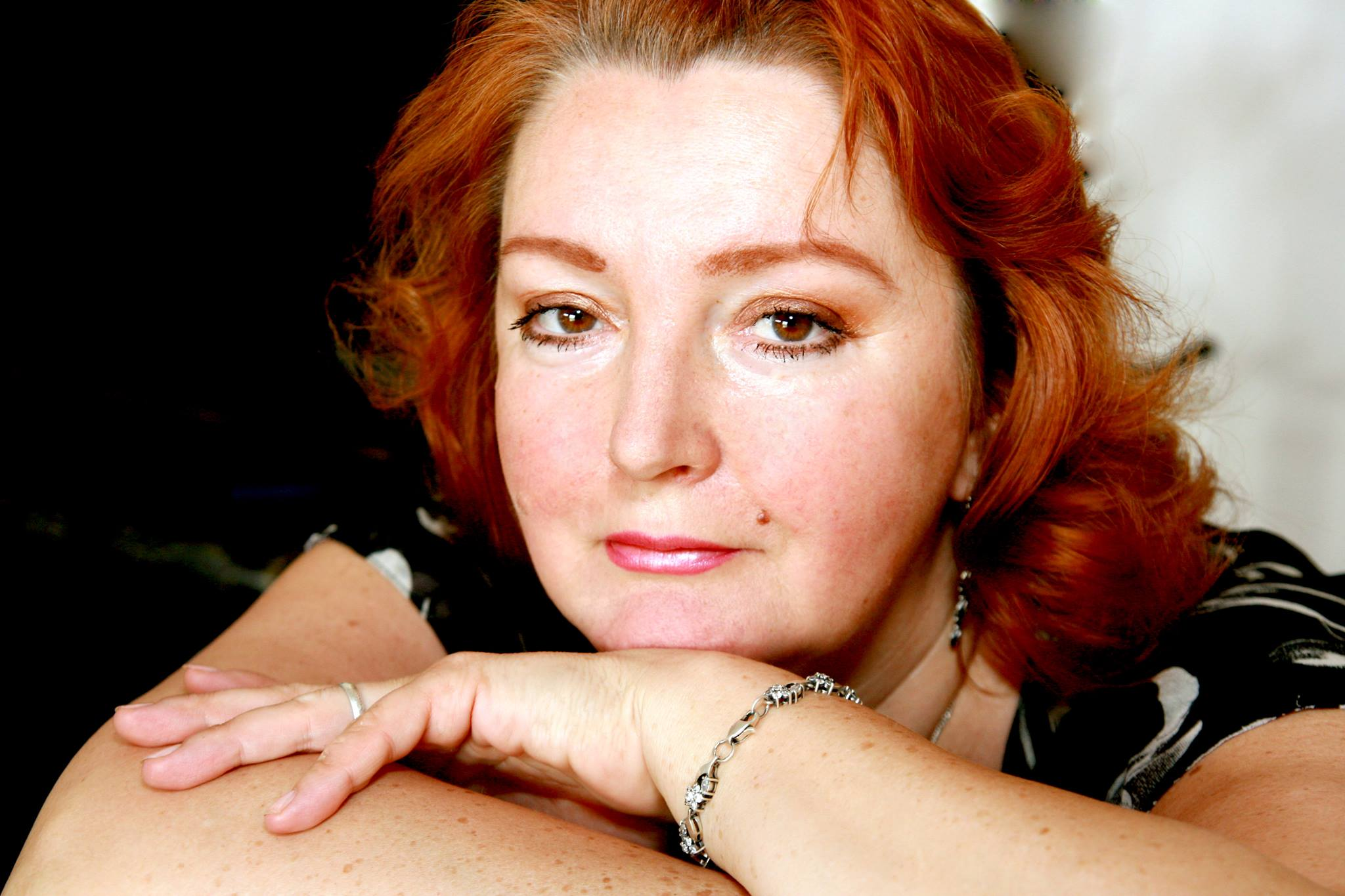
Надежда Швец

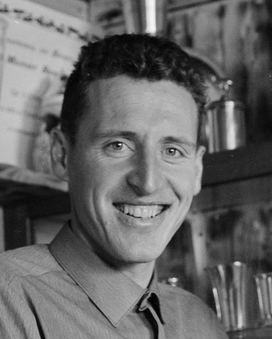
Уле Эллефсетер

- Арриго, Роберт[англ.] (67) — мальтийский политик, депутат Палаты представителей (c 2003 года)[136].
- Гатти, Франко (80) — итальянский поп-певец, участник группы Ricchi e Poveri[137].
- Гордон, Роберт[англ.] (75) — американский рокабилли-певец[138].
- Дункан, Чарльз Уильям (96) — американский бизнесмен и государственный деятель, президент The Coca-Cola Company (1972—1974), министр энергетики США (1979—1981)[139].
- Зубаков, Юрий Антонович (78) — российский дипломат, посол в Литве (1999—2003) и в Молдавии (2003—2004)[140].
- Ласточкин, Александр Николаевич (83) — советский и российский геоморфолог, доктор геолого-минералогических наук, почётный профессор СПбГУ[141].
- Мэддокс, Том (77) — американский писатель[142].
- Рыжов, Алексей Андреевич (91) — советский и российский механик-конструктор авиационных газотурбинных двигателей и энергетических установок, доктор технических наук (1997), профессор (1987), народный депутат СССР (1989—1991)[143].
- Симьон, Эуджен[рум.] (89) — румынский литературный критик, историк литературы, публицист, член (1992) и президент (1998—2006) Румынской академии[144].
- Уоллмен, Харви (87) — американский политик, губернатор Южной Дакоты (1978—1979)[145].
- Швец, Надежда Фёдоровна (63) — советская и украинская художница, режиссёр[146].
- Эллефсетер, Уле (83) — норвежский лыжник, двукратный олимпийский чемпион (1968), чемпион мира (1966)[147].

## 17 октября

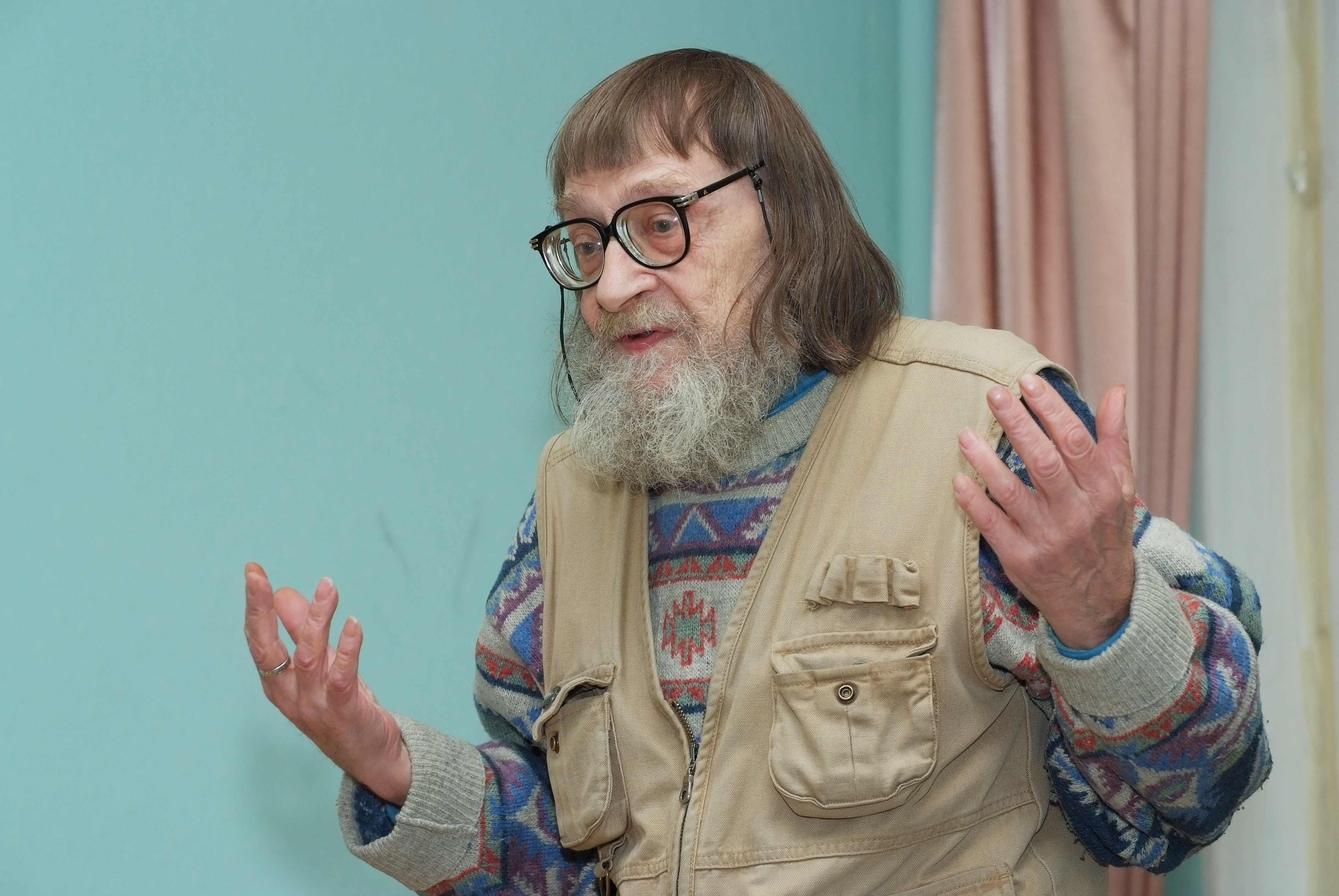
Михаил Ерёмин

- Азиз, Масум[англ.] (70) — бангладешский актёр, лауреат Национальной кинопремии (2006)[148].
- Акбари, Ахмад[англ.] (75) — иранский рапирист и саблист, участник Олимпийских игр (1976) (о смерти объявлено в этот день)[149].
- Беспалый, Борис Яковлевич (69) — украинский политик, депутат Верховной рады (1998—2007)[150].
- Ерёмин, Михаил Фёдорович (86) — советский и российский поэт, переводчик[151].
- Кеворков, Виталий Александрович (84) — советский и российский композитор, заслуженный деятель искусств Российской Федерации (1996)[152].
- Климов, Юрий Михайлович (82) — советский гандболист и тренер, чемпион Олимпийских игр (1976), заслуженный мастер спорта СССР (1973)[153].
- Понти, Майкл (84) — американский пианист, лауреат конкурса пианистов имени Бузони (1964)[154].
- Раджеш Перумал[англ.] (37) — малайзийский футболист; ДТП[155].
- Рохас Эррера, Роберто[англ.] (55) — боливийский политический деятель, депутат Парламента (2010—2015)[156].
- Саркисов, Ашот Аракелович (98) — советский и российский военный и научный деятель, вице-адмирал (1978), академик РАН (1994)[157].
- Саука, Леонардас (91) — советский и литовский фольклорист, языковед, переводчик, хабилитированный доктор гуманитарных наук, профессор, академик Академии наук Литвы (1996), лауреат научной премии Литвы (1970)[158].
- Сенковский, Збигнев[пол.] (66) — польский профсоюзный деятель и политик, депутат Сейма (1997—2001)[159] (о смерти объявлено в этот день).
- Сонье, Клод[фр.] (79) — французский политик, сенатор (1989—2008)[160].
- Тобяш, Здзислав (96) — польский актёр и театральный режиссёр[161].
- Туре, Юнусси (81) — малийский политический и государственный деятель, премьер-министр (1992—1993)[162].
- Фалес, Иосиф Георгиевич[укр.] (84) — советский футболист и тренер, украинский спортивный учёный[163].
- Фрейбергс, Андрис[латыш.] (84) — советский и латвийский театральный художник, народный художник Латвийской ССР (1988), почётный зарубежный член РАХ (2015)[164].
- Халим, Сайед Юсуф[перс.] (62) — афганский судья, председатель Верховного суда Афганистана (2014—2021)[165].
- Холси, Алан[англ.] (73) — английский поэт[166].

## 16 октября

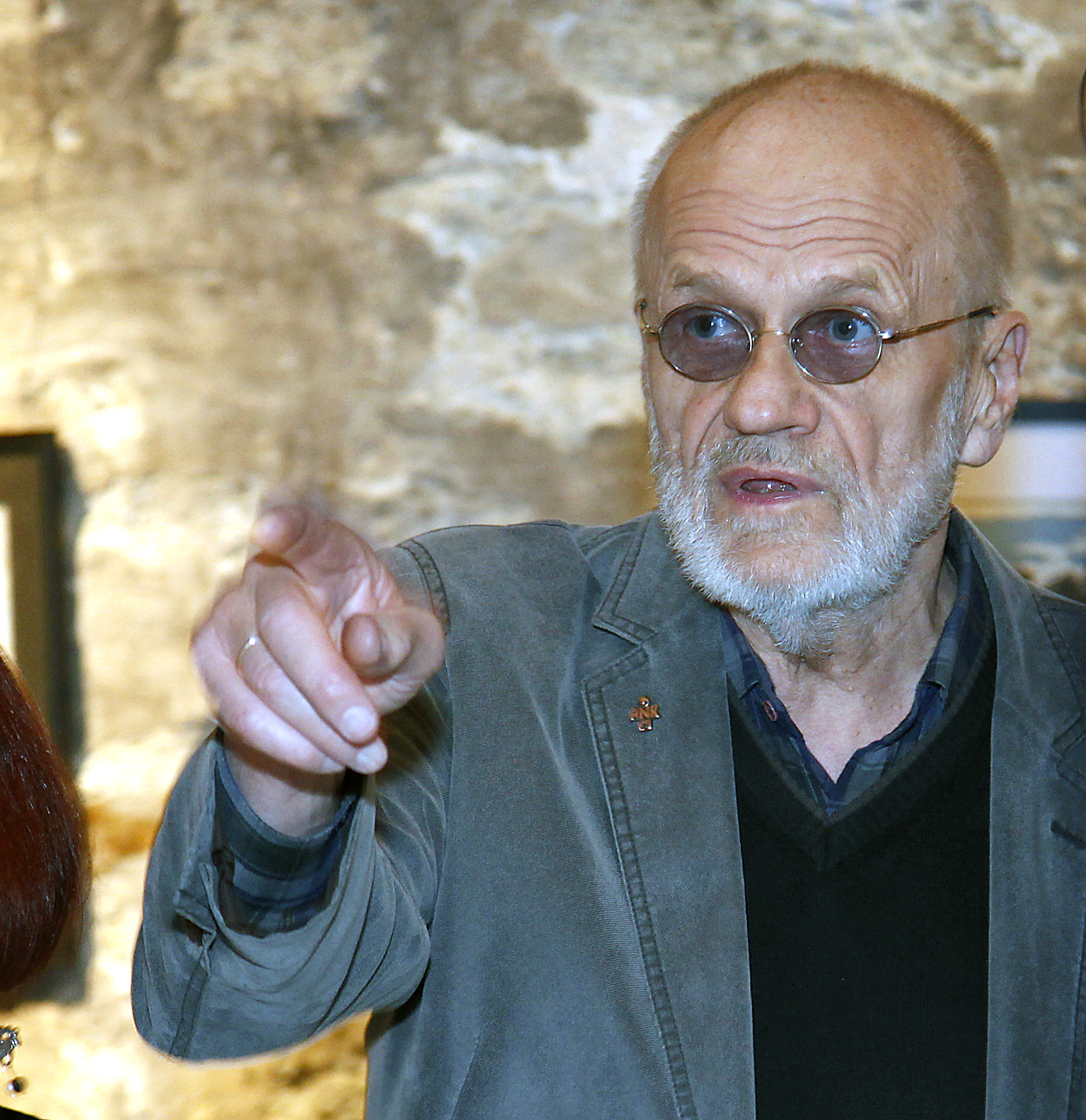
Юри Аррак

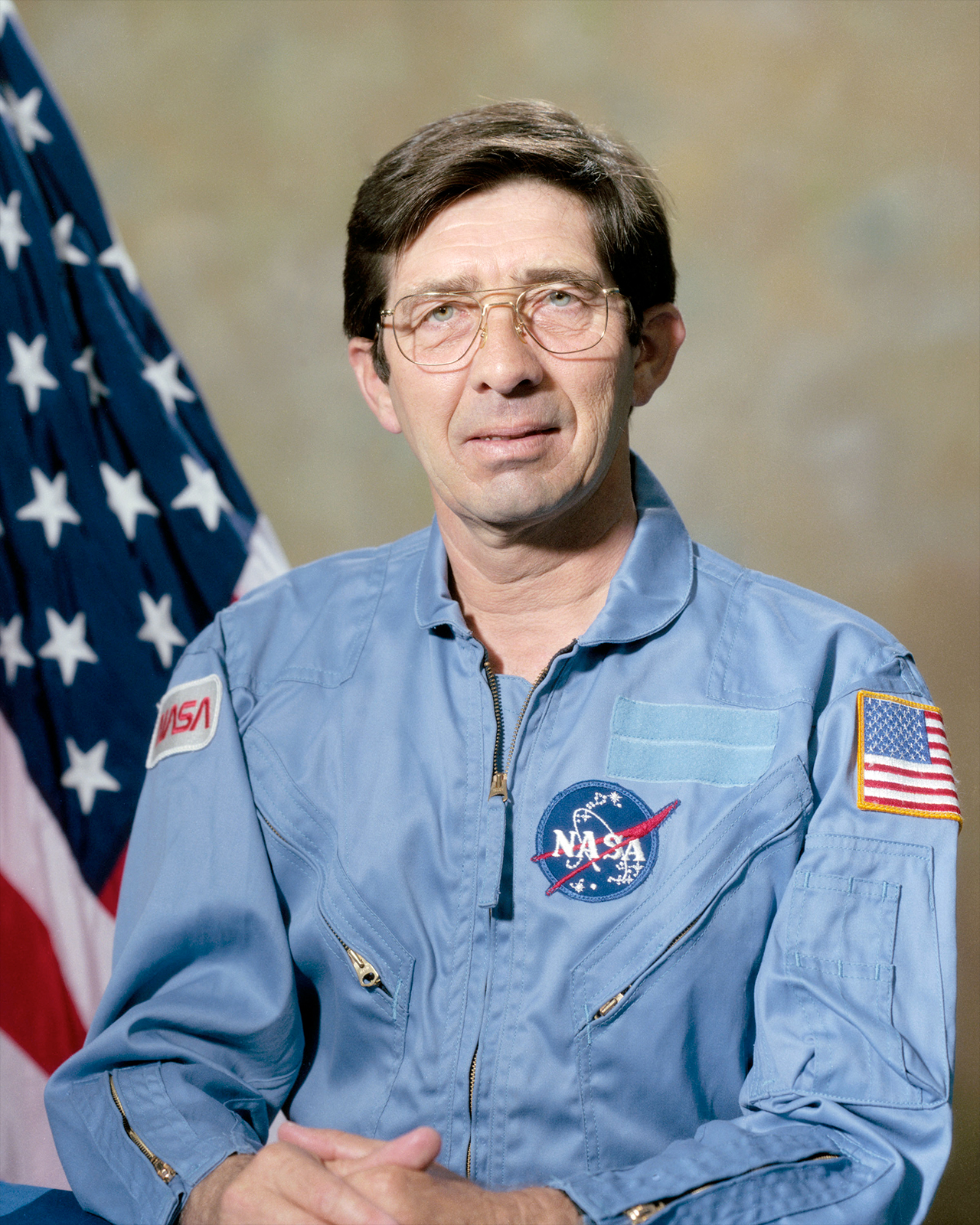
Лодевейк ван ден Берг

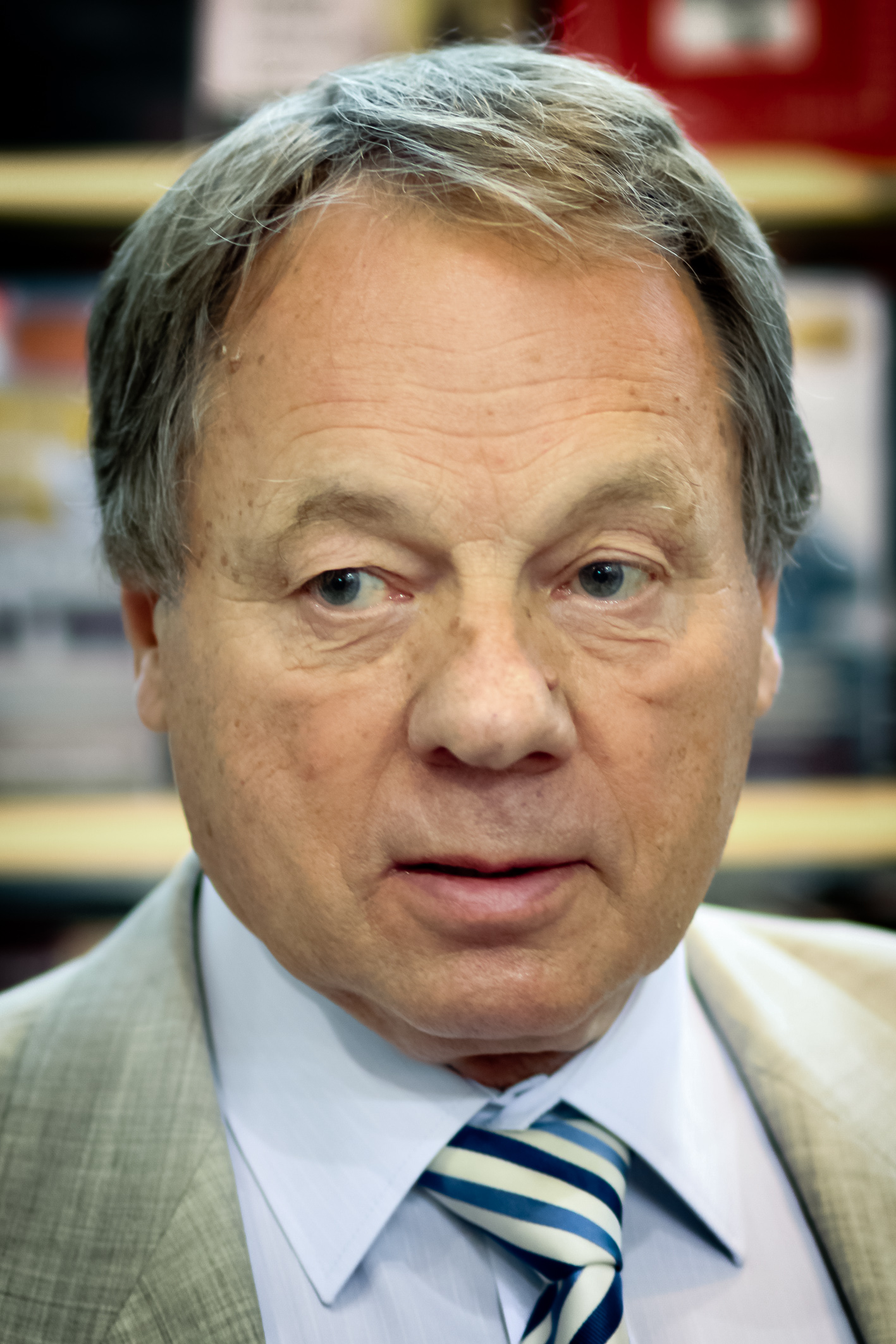
Олег Попцов

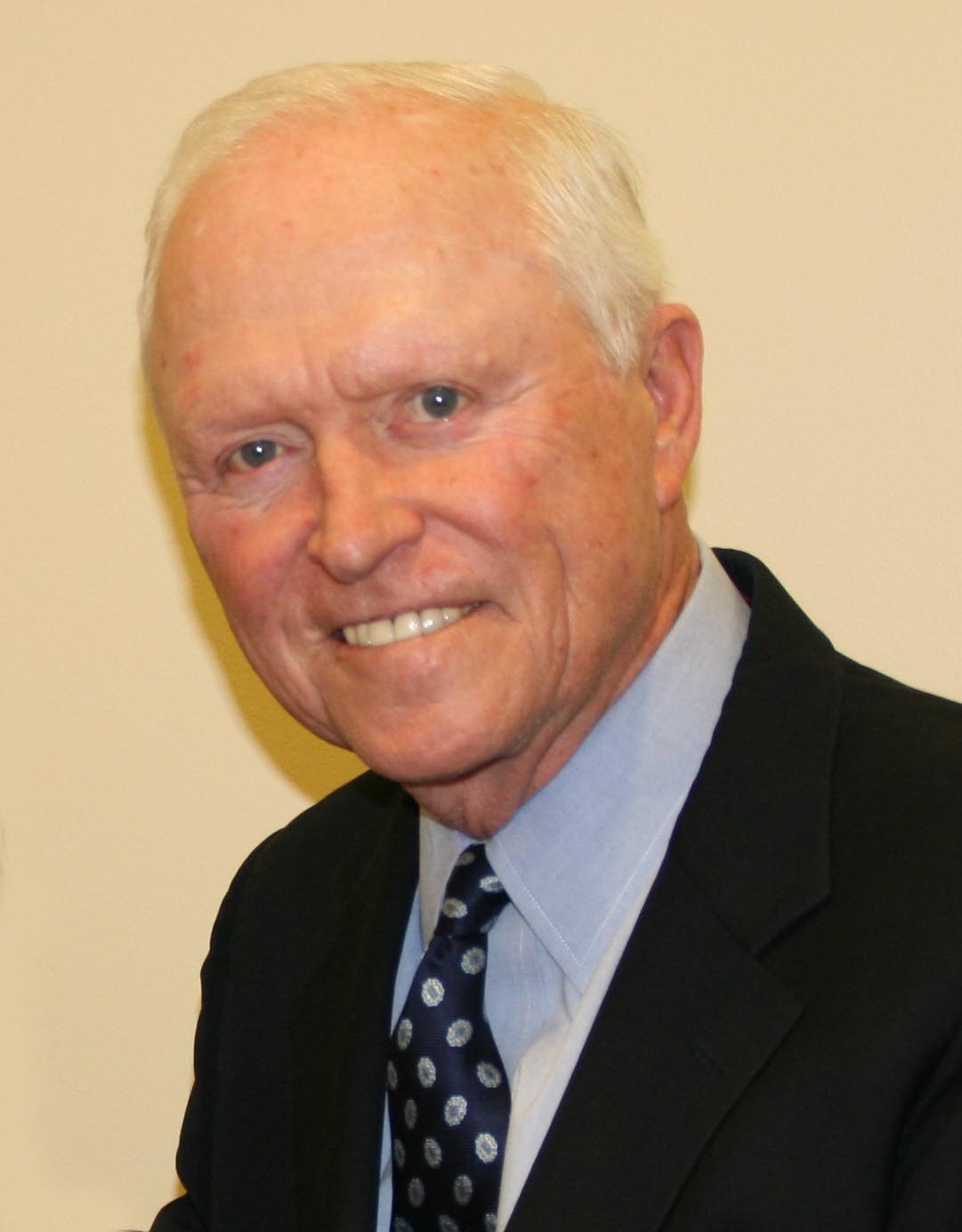
Бенджамин Сивилетти

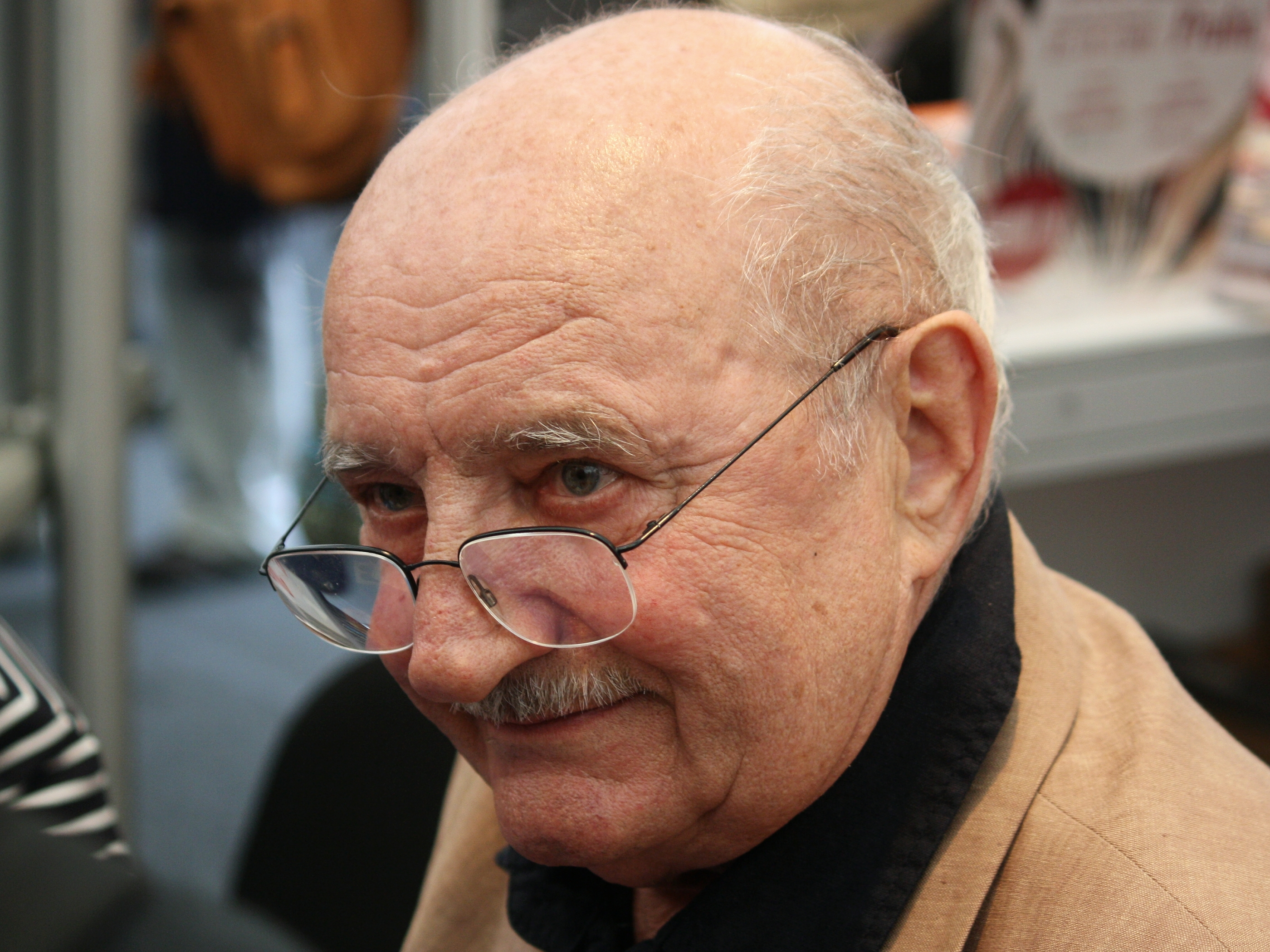
Йозеф Сомр

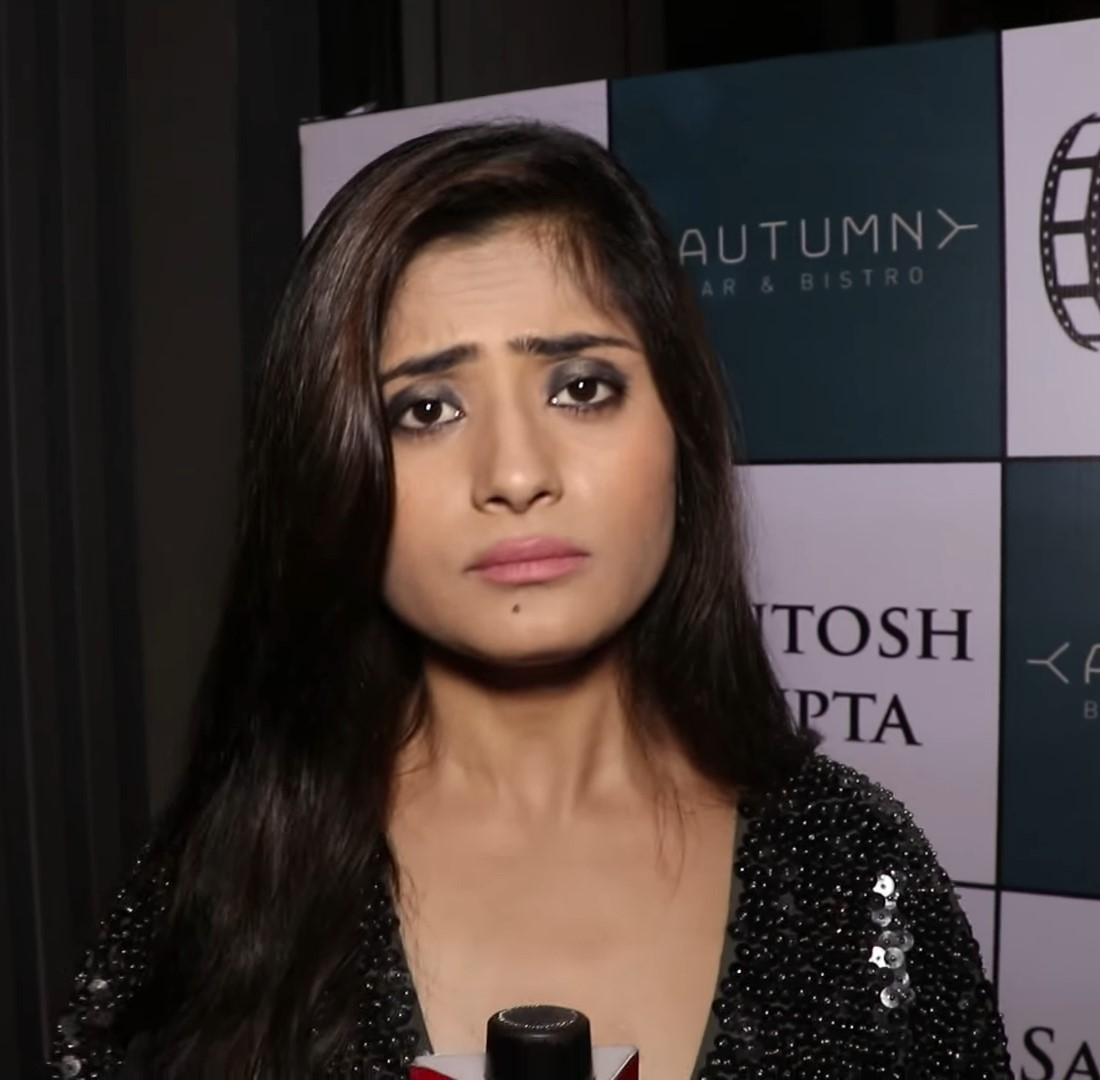
Вайшали Таккар

- Аррак, Юри (85) — эстонский живописец, график, художник по металлу, основоположник эстонского авангардизма[167].
- Бялик, Михаил Григорьевич (93) — советский и российский пианист и музыковед, заслуженный деятель искусств РСФСР (1982)[168].
- Ван ден Берг, Лодевейк (90) — американский химический инженер и астронавт[169].
- Голт, Малколм[англ.] (93) — тринидадский католический прелат, епископ Бриджтауна (1995—2005)[170].
- Дункан-Джонс, Кэтрин (81) — британский литературовед, исследователь творчества Уильяма Шекспира[171].
- Лукаш, Александр Александрович (94) — советский передовик производства, Герой Социалистического Труда (1971)[172].
- Обухов, Алексей Александрович (84) — советский и российский дипломат и искусствовед, заместитель министра иностранных дел СССР (1990—1991), посол России в Дании (1992—1996), почётный член РАХ[173].
- Ориэшкова, Петра[чеш.] (81) — чехословацкая и чешская художница и скульптор[174].
- Платонов, Георгий Фёдорович (99) — участник Великой Отечественной войны, Герой Советского Союза (1945)[175].
- Попцов, Олег Максимович (88) — деятель советского и российского телевидения, председатель ВГТРК (1990—1996), директор телекомпании ТВ-Центр (2001—2005), заслуженный деятель искусств Российской Федерации (2005)[176].
- Рожков, Вячеслав Александрович (83) — советский и российский почвовед, директор Почвенного института (2000—2006), член-корреспондент РАСХН (2003—2014), член-корреспондент РАН (2014)[177].
- Сванепул, Франси[африк.] (50) — южноафриканская телеведущая и актриса[178].
- Сивилетти, Бенджамин (87) — американский юрист, генеральный прокурор США (1979—1981)[179].
- Сладков, Вячеслав Григорьевич (71) — советский и российский оперный певец (баритон), заслуженный артист Российской Федерации (1996)[180].
- Сомр, Йозеф (88) — чехословацкий и чешский актёр[181].
- Старков, Вадим Фёдорович (86) — советский и российский археолог, доктор исторических наук (1987), сотрудник Института археологии РАН[182].
- Таккар, Вайшали (30) — индийская актриса; самоубийство[183].

## 15 октября

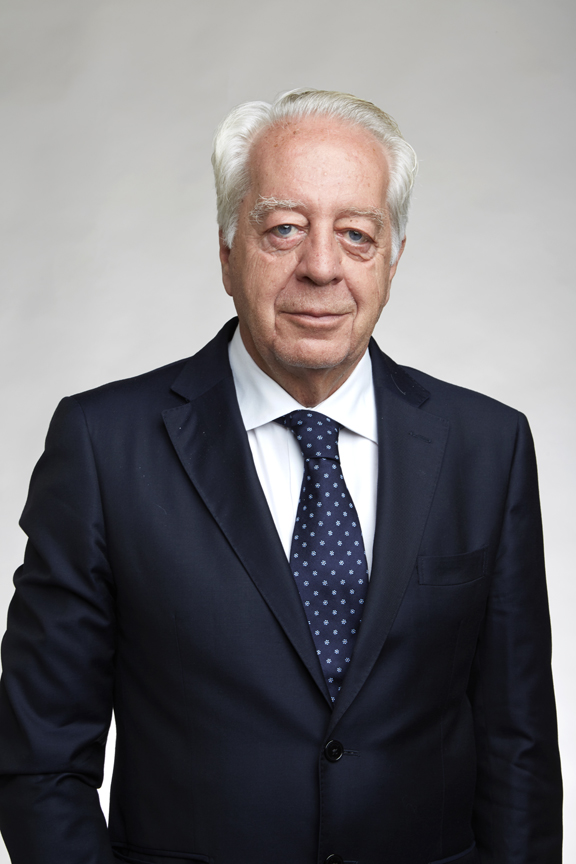
Туллио Поццан

- Бенджамин, Майкл (41) — гаитянский певец, автор песен, гитарист и продюсер, известный под псевдонимом Микабен[184].
- Жук, Алесь (75) — советский и белорусский писатель и литературный переводчик[185].
- Кабрал, Милтон[порт.] (101) — бразильский инженер и политик, депутат Парламента (1964—1971), сенатор (1971—1978, 1979—1986), губернатор Параибы (1986—1987)[186].
- Калкаван, Биллур[тур.] (59) — турецкая актриса[187].
- Магомедов, Исрафил Летифович (30) — российский военнослужащий, командир батареи противотанковых управляемых ракет 200-й отдельной мотострелковой бригады Северного флота, участник российско-украинской войны, Герой России (2022, посмертно); погиб в бою[188].
- Мушкамбаров, Николай Николаевич (71) — советский и российский биофизик и гистолог, доктор биологических наук (1990), профессор (1992)[189].
- Поццан, Туллио (73) — итальянский биохимик[190].
- Симс, Джойс[англ.] (63) — американская певица и автор песен[191].
- Слипер, Томас[англ.] (66) — американский композитор и дирижёр[192].
- Тилова, Валентина[чеш.] (89) — чешская киноактриса[193].
- Троттер, Стив (59) — американский каскадёр-любитель[194].
- Хомкин, Александр Львович (77) — российский физик, доктор физико-математических наук, профессор, сотрудник ОИВТ РАН[195].
- Чаевская, Нина Сергеевна (104) — советский педагог и общественный деятель[196].

## 14 октября

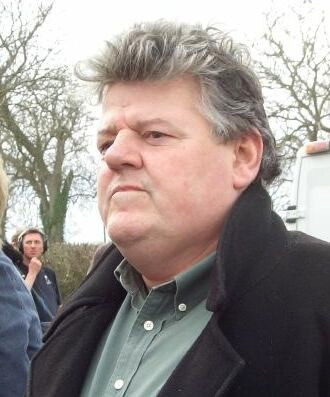
Робби Колтрейн

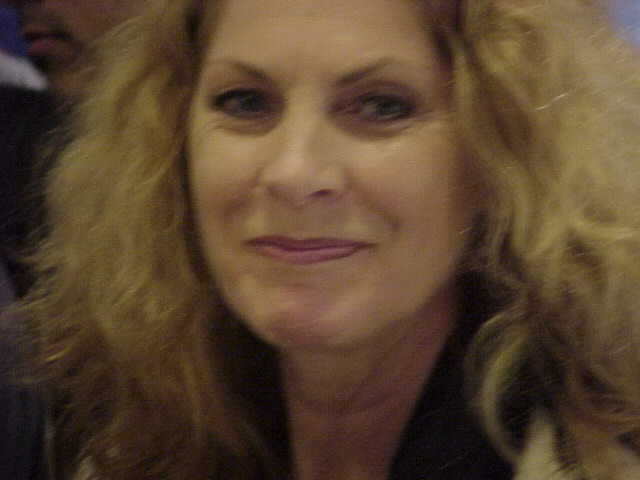
Кей Паркер

Александр Суконик

- Блесс, Светлана (79) — советская и латвийская актриса[197].
- Ван дер Граф, Ян[нидерл.] (85) — нидерландский церковный деятель, генеральный секретарь Реформистской ассоциации протестантских церквей в Нидерландах[198].
- Венкато, Роберто[англ.] (70) — итальянский яхтсмен, участник Олимпийских игр (1976)[199].
- Вольтер, Ральф[нем.] (95) — немецкий актёр театра и кино[200].
- Вребос, Жюльен[англ.] (75) — бельгийский кинорежиссёр[201].
- Габури, Этьен[англ.] (92) — канадский архитектор[202].
- Колтрейн, Робби (72) — британский теле- и киноактёр, известный по роли Рубеуса Хагрида в фильмах о Гарри Поттере[203].
- Костина, Татьяна Васильевна (67) — советская и казахская журналистка, главный редактор газеты «Казахстанская правда» (2003—2017)[204].
- Кропилак, Станислав[словац.] (67) — чехословацкий баскетболист, участник Олимпийских игр (1976, 1980)[205].
- Кьямуангана Матета, Жорж[фр.] (78) — конголезский саксофонист, джазовый дирижёр и композитор[206].
- Николаидис, Александрос (42) — греческий тхэквондист, двукратный призёр Олимпийских игр (2004, 2008), чемпион Европы (2008)[207].
- Николеско, Марьяна[рум.] (73) — румынская оперная певица (сопрано)[208].
- Номбела, Сесар[исп.] (75) — испанский микробиолог[209].
- Паркер, Кей (78) — американская порноактриса[210].
- Ракич, Любиша (91) — сербский нейробиолог, академик САНУ (1983), иностранный член РАН (1991; иностранный член АН СССР с 1982)[211].
- Рэбсон, Джан[англ.] (68) — американский киноактёр[212].
- Суконик, Александр Юльевич (90) — русский писатель[213].
- Уайт, Тед[англ.] (96) — американский киноактёр[214].
- Феликс Крес (56) — польский писатель-фантаст[215].
- Чистяков, Константин Николаевич (94) — советский передовик сельского хозяйства, Герой Социалистического Труда (1966)[216].

## 13 октября

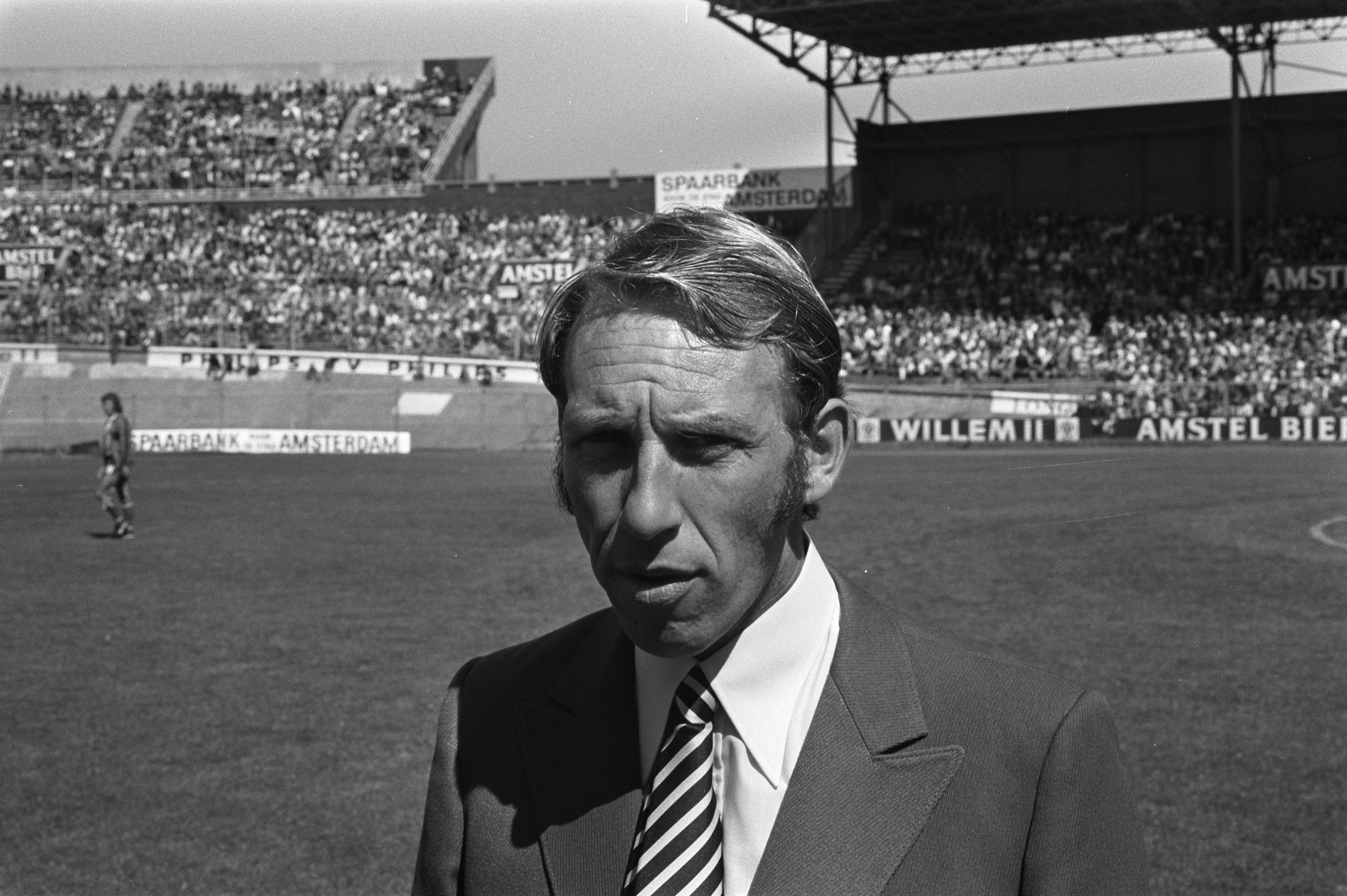
Пим ван де Мент

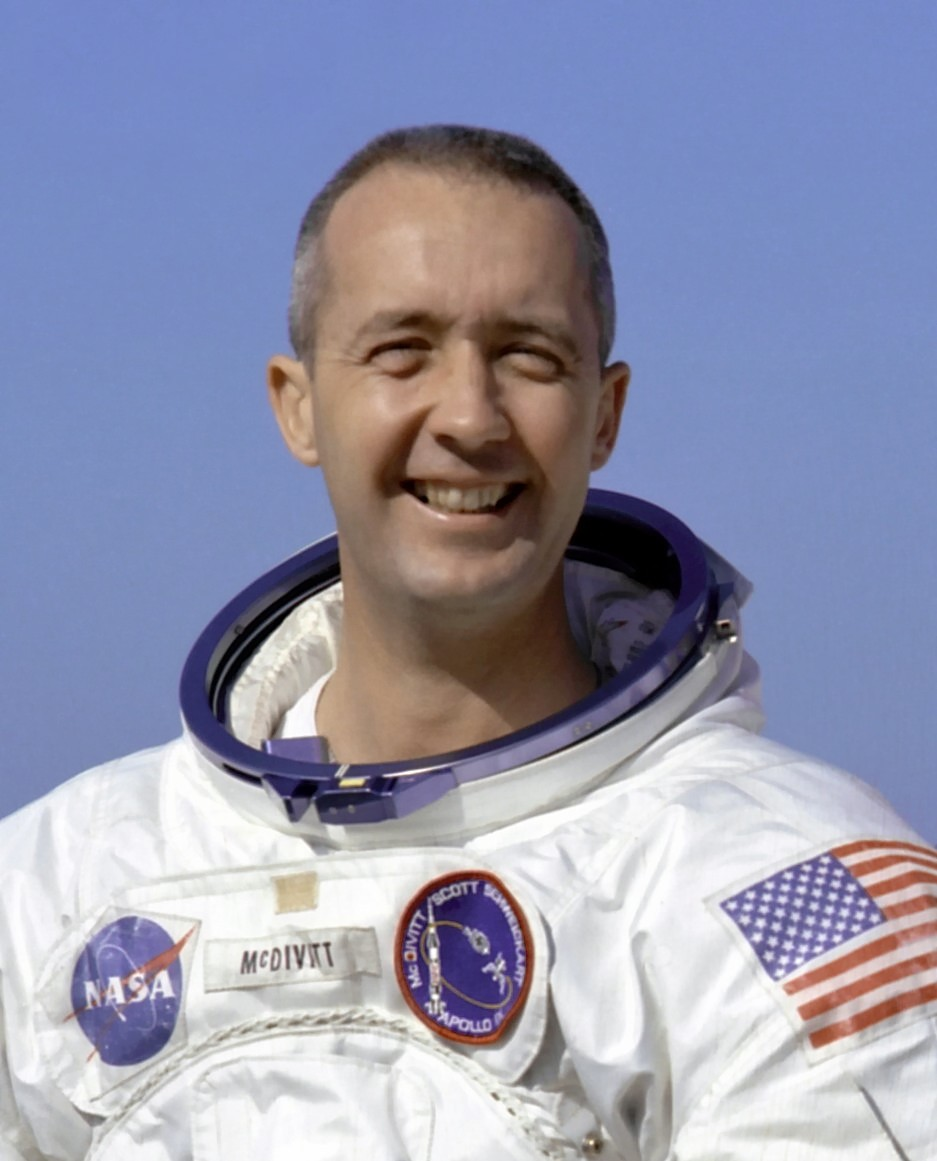
Джеймс Макдивитт

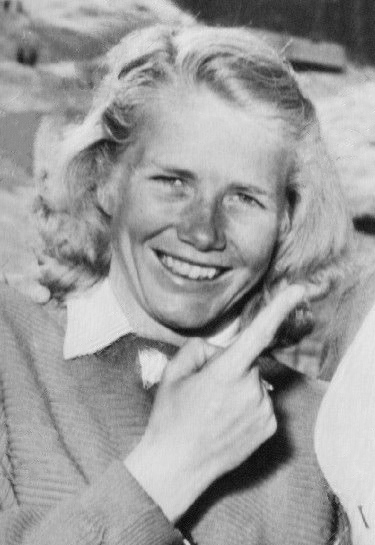
Дагмар Ром

- Баневич, Бранко (89) — черногорский писатель, литературный критик и эссеист[217].
- Барнаби, Джефф[англ.] (46) — канадский кинорежиссёр, сценарист и музыкант[218].
- Ван де Мент, Пим (84) — нидерландский футбольный тренер[219].
- Лишчак, Йозеф[словац.] (75) — чехословацкий и словацкий юрист, словацкий политический деятель, министр юстиции Словакии (1994—1998)[220].
- Макдивитт, Джеймс Олтон (93) — американский астронавт[221].
- Мохамед Латифф Мохамед[англ.] (72) — сингапурский малайский писатель[222].
- Ром, Дагмар (94) — австрийская горнолыжница[223].
- Сарафис, Ставрос[греч.] (72) — греческий футболист и тренер, игрок национальной сборной[224].
- Сёдерберг, Курт Леннарт[швед.] (81) — шведский футболист[225].
- Файков, Юрий Иванович (83) — советский и российский конструктор специальных боеприпасов, доктор технических наук (1990), профессор (1995), действительный член РАРАН (1993), лауреат Ленинской премии (1982)[226].
- Хрусталёв, Анатолий Николаевич (77) — советский и российский певец, заслуженный артист Российской Федерации (2009)[227].
- Шенк, Майк[англ.] (56) — американский рок-гитарист и киноактёр[228].

## 12 октября

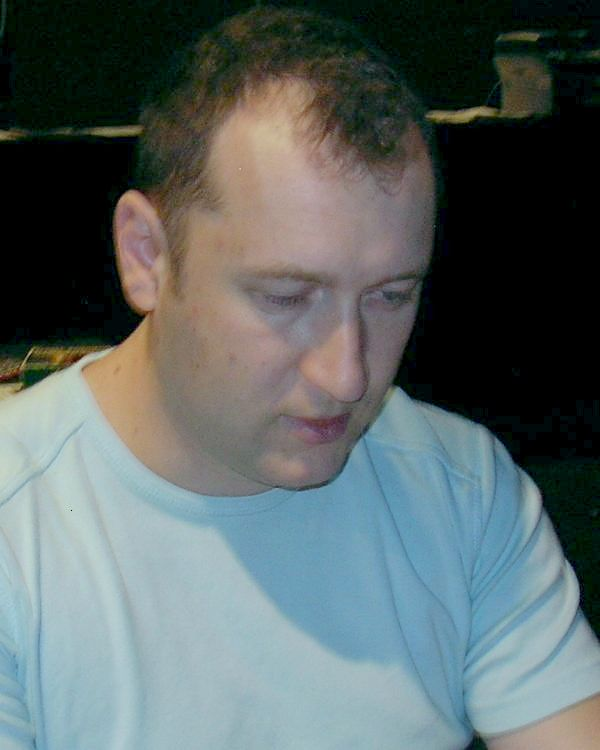
Константин Ланда

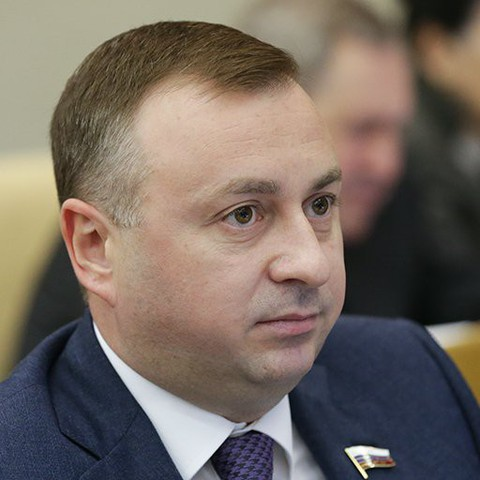
Николай Петрунин

- Адам Ферреро, Бернардо[исп.] (80) — испанский композитор, музыковед и дирижёр[229].
- Джексон, Люциус (80) — американский баскетболист[230].
- Креста, Жак[фр.] (67) — французский политик, депутат Национального собрания (2012—2017)[231].
- Ланда, Константин Юрьевич (50) — российский шахматист, гроссмейстер (1995)[232].
- Отеллин, Владимир Александрович (84) — советский и российский гистолог, член-корреспондент РАМН (1997—2014), член-корреспондент РАН (2014)[233].
- Петрунин, Николай Юрьевич (46) — российский политический деятель, депутат Государственной думы (с 2016 года)[234].
- Понячик, Карен[исп.] (57) — чилийская журналистка и государственный деятель, министр горнодобывающей промышленности (2006—2008)[235].
- Попова-Эванс, Екатерина Джоновна (85) — советский и российский звукорежиссёр, заслуженный деятель искусств Российской Федерации[236].
- Проскурнин, Василий Владимирович (79) — советский и российский военачальник, командующий ВВС Балтийского флота (1990—1998), генерал-лейтенант авиации, заслуженный военный лётчик СССР (1982)[237].
- Уэст, Роберт[англ.] (94) — американский химик, доктор наук (1954), заслуженный профессор Университета Ёнсе[238].

## 11 октября

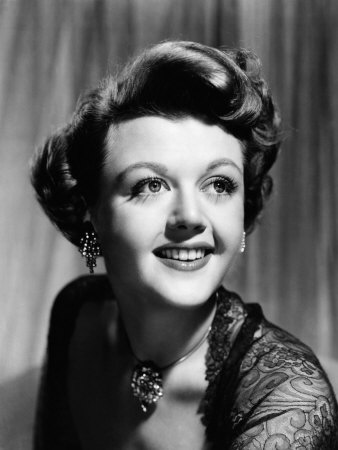
Анджела Лэнсбери

- А. Гопалакришнан[англ.] (85) — индийский инженер-ядерщик, председатель Совета по регулированию атомной энергии (1993—1996)[239].
- Ана, Дору[рум.] (68) — румынский киноактёр[240].
- Арутюнян, Владимир Микаелович (82) — советский и армянский радиофизик, академик НАН РА (1996)[241].
- Брассар, Андре[фр.] (76) — канадский театральный и кинорежиссёр и актёр, лауреат Премии генерал-губернатора в области исполнительских искусств (2002)[242].
- Голдвин, Берил[англ.] (91) — британская балерина, прима-балерина компании «Балет Рамбер»[243].
- Дени, Луи[англ.] (94) — канадский хоккеист («Монреаль Канадиенс»)[244].
- Крозье, Джо[англ.] (93) — канадский хоккеист («Торонто Мейпл Лифс») и тренер («Баффало Сейбрз»)[245].
- Лэнсбери, Анджела (96) — англо-американская актриса и певица[246].
- Мацунага, Хикару[яп.] (93) — японский политик, министр образования (1984—1985), министр международной торговли и промышленности (1989—1990), министр финансов (1998)[247].
- Рахман, Шейх Энни[англ.] (62) — бангладешский политик, депутат Национальной ассамблеи Бангладеш (с 2018 года)[248].
- Руста Азад, Реза[англ.] (60) — иранский учёный и университетский администратор, ректор Технологического университета имени Шарифа (2010—2014)[249].
- Стеман, Виктор[нидерл.] (22) — нидерландский автогонщик, занимавший 2-е место в чемпионате мира по суперспорту 300; авария[250].
- Чейка, Ярослав[чеш.] (86) — чехословацкий и чешский актёр, танцор и мим[251].
- Шафер, Наум Григорьевич (91) — советский и казахский музыковед, коллекционер, композитор и литературовед[252].

## 10 октября
- Бизакко, Роберто[итал.] (83) — итальянский актёр[253].
- Бригенти, Серджо (90) — итальянский футболист[254].
- Вуд, Аллан[англ.] (79) — австралийский пловец, бронзовый призёр Олимпийских игр (1964 — дважды)[255].
- Камаргу, Мариу Сезар[порт.] (75) — бразильский киноактёр[256].
- Керр, Анита[англ.] (94) — американская певица и музыкальный продюсер, трёхкратный лауреат премии «Грэмми» (1965, 1966)[257].
- Кэллан, Майкл[англ.] (86) — американский киноактёр[258].
- Логунов, Виктор Алексеевич (78) — советский велосипедист, серебряный призёр Олимпийских игр (1964)[259].
- Мартин Фред[англ.] (95) — американский художник[260].
- Никамп, Джим[англ.] (76) — американский хоккеист (Детройт Ред Уингз)[261].
- Пезл, Карел[чеш.] (95) — чехословацкий и чешский военный деятель, начальник генерального штаба Вооружённых сил Чехословакии и Чешской Республики[262].
- Пельц, Роман Шлёмович (85) — советский и канадский шахматист[263].
- Порхомовский, Виктор Яковлевич (77) — российский филолог-африканист, доктор филологических наук (1993), сотрудник ИЯз РАН (с 1971) и профессор МГУ (1996); несчастный случай[264][265].
- Райт, Джеймс[англ.] (83) — американский историк, президент Дартмутского колледжа (1998—2009)[266].
- Робертс, Джо[англ.] (86) — американский баскетболист[267].
- Рындина, Наталия Вадимовна (86) — советский и российский археолог, доктор исторических наук (1994), профессор кафедры археологии МГУ (с 1998)[268].
- Семеусов, Валерий Александрович (85) — советский и российский юрист, доктор юридических наук (1988), профессор[269].
- Суббу Арумугам[англ.] (94) — индийский писатель и музыкант, лауреат премии Академии Сангит Натак[270].
- Тирский, Григорий Александрович (93) — советский и российский учёный-механик и педагог высшей школы[271].
- Факкьяно, Фердинандо[итал.] (95) — итальянский политик и государственный деятель, министр культурного и природного наследия (1989—1991), министр торгового флота (1991—1992), министр координации гражданской защиты (1992—1993), член Палаты депутатов (1987—1994)[272].
- Шидловский, Леон[исп.] (91) — чилийский и израильский композитор и художник, лауреат Национальной премии Чили в области музыкального искусства (2014)[273].
- Эдди, Кит[англ.] (77) — английский футболист («Шеффилд Юнайтед»)[274].
- Ядав, Мулайам Сингх[англ.] (82) — индийский политик и государственный деятель, основатель и лидер Самаджвади парти (с 2019 года), главный министр штата Уттар-Прадеш (1989—1991, 1993—1995, 2003—2007), министр обороны Индии (1996—1998), депутат Лок сабхи (с 2009 года)[275].

## 9 октября

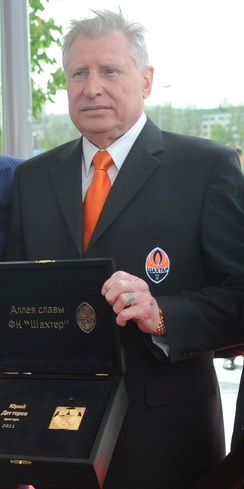
Юрий Дегтерёв

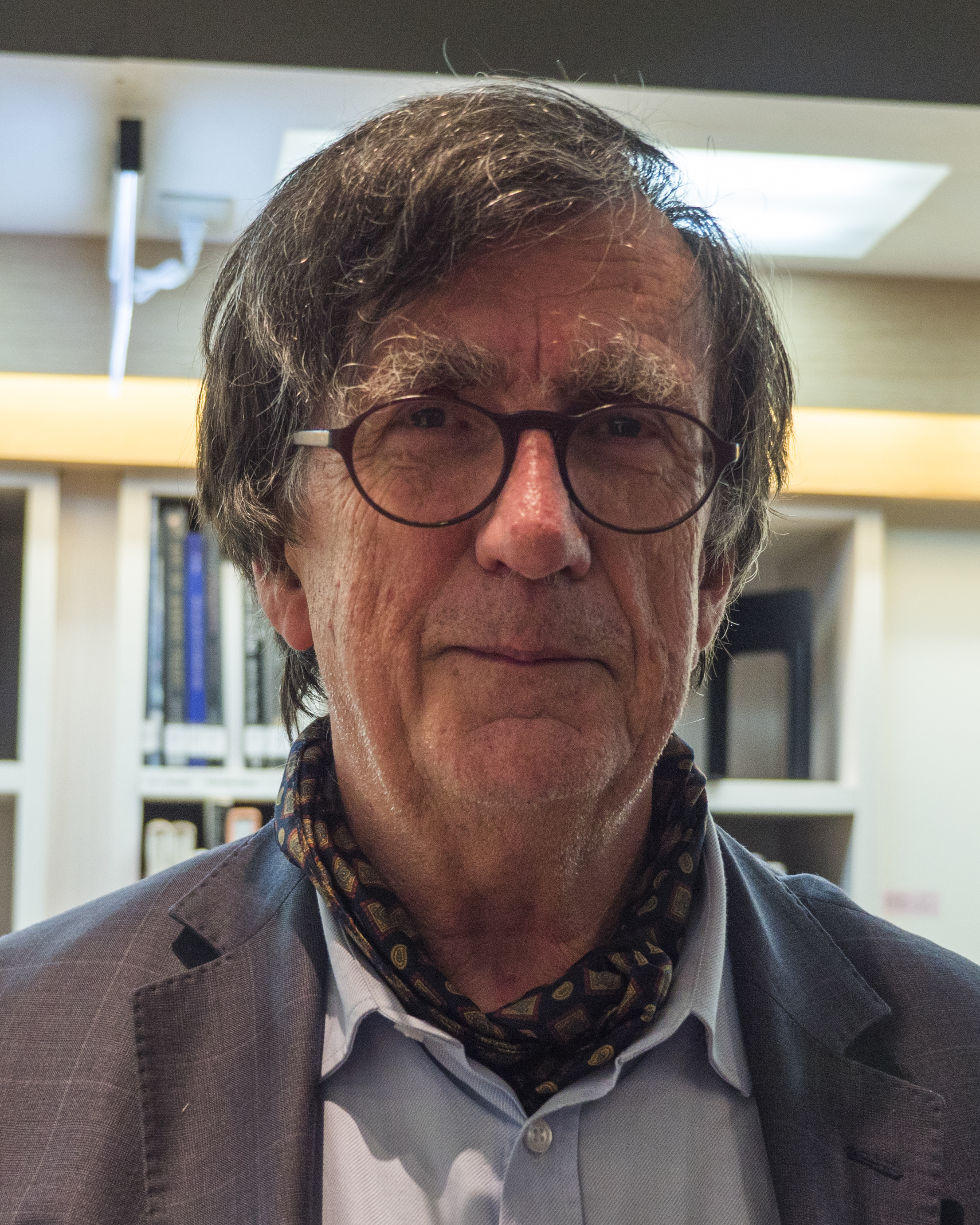
Бруно Латур

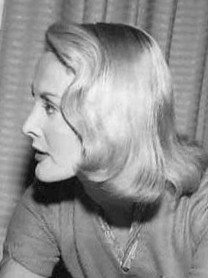
Айлин Райан

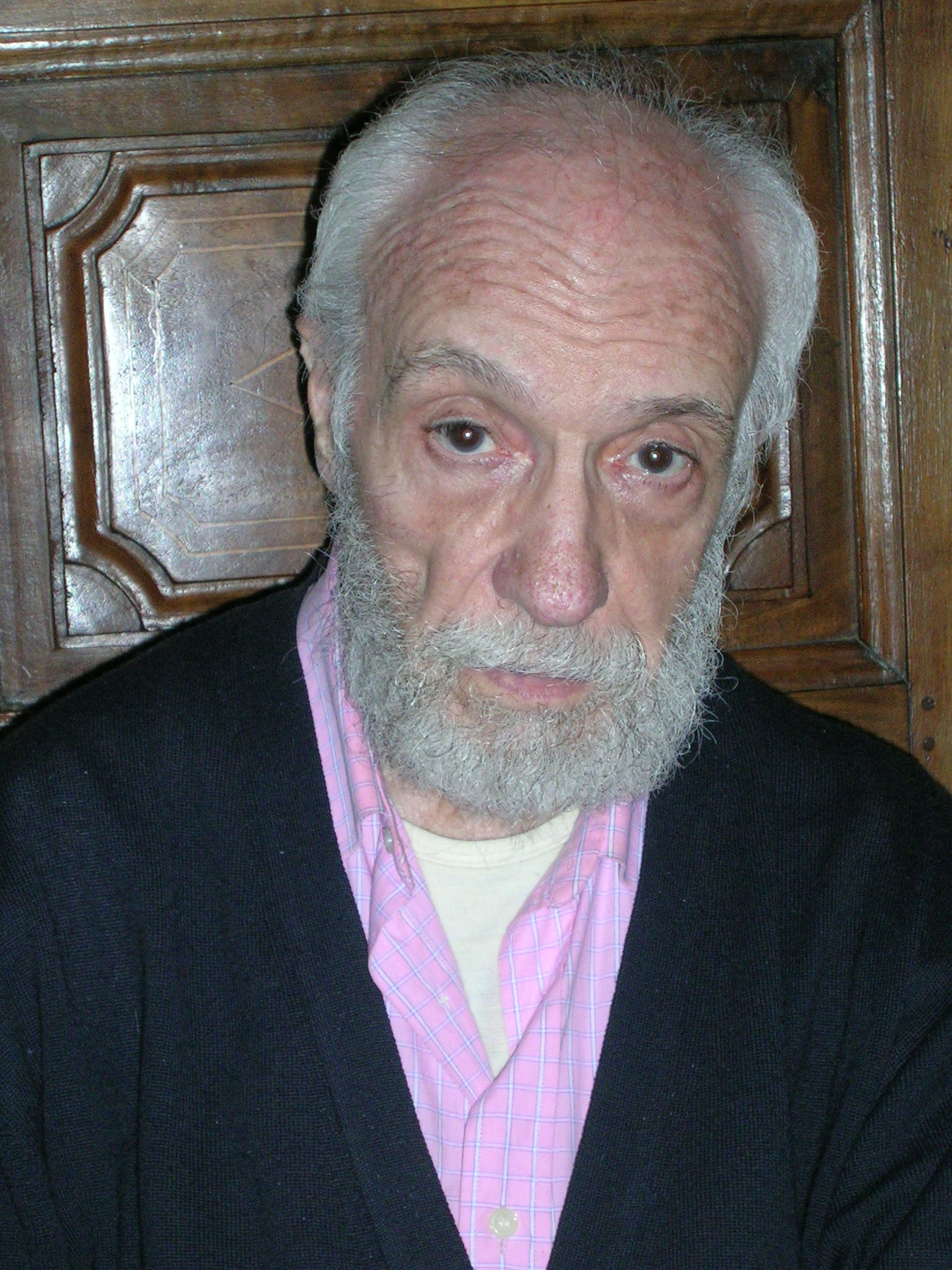
Жузеп Соле

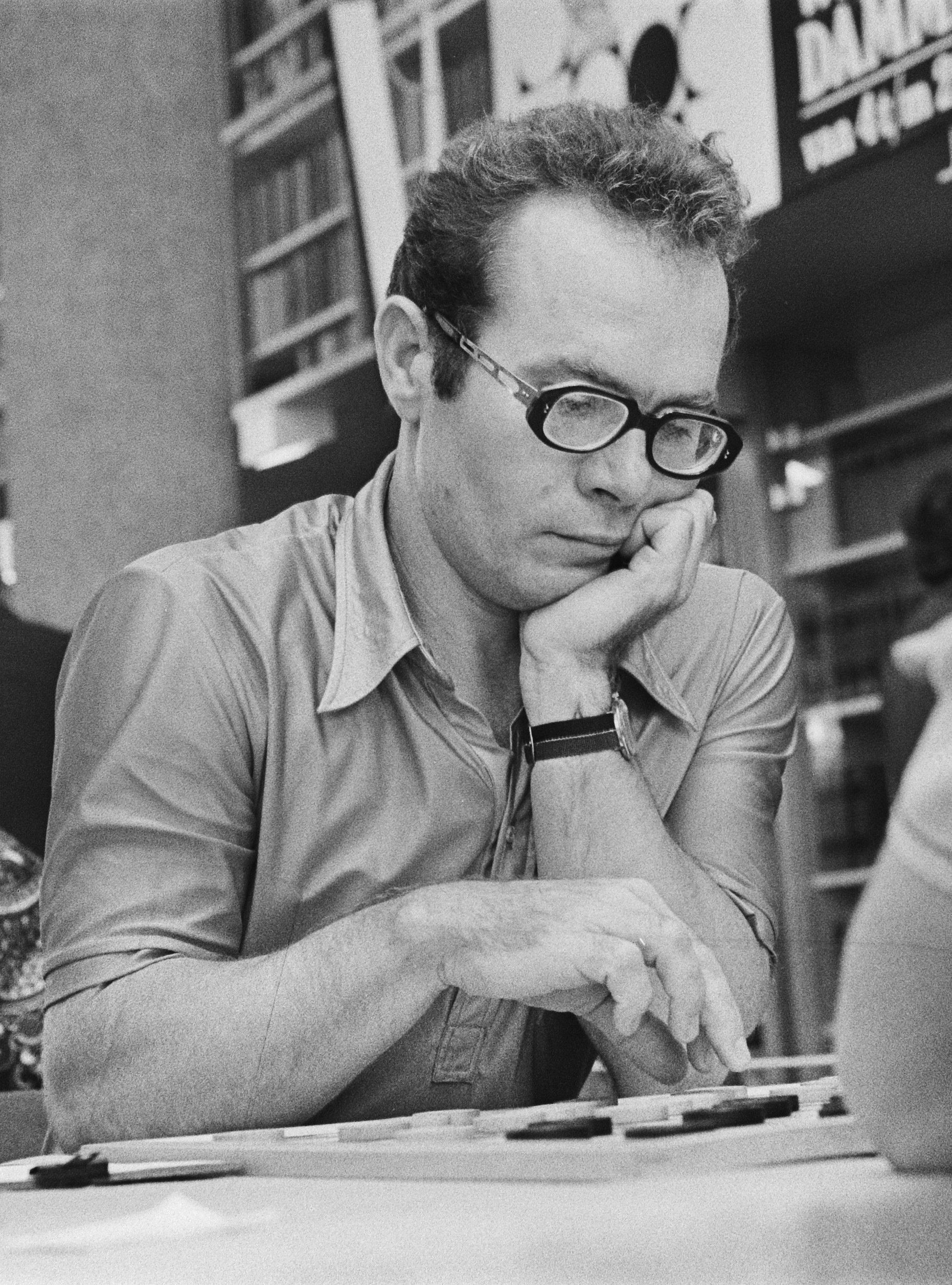
Вячеслав Щёголев

- Ао, Темсула[англ.] (75) — индийская поэтесса, новеллистка и этнограф[276].
- Беляев, Александр Михайлович (47) — российский музыкальный журналист, музыкальный критик и переводчик с английского языка[277].
- Бялый, Лешек Тадеуш[пол.] (82) — польский политик, депутат Сейма (1991—1993)[278].
- Варнавин, Игорь Викторович (81) — советский и российский актёр, заслуженный артист РСФСР (1990)[279].
- Гасымова, Рухангиз Наги кызы[азерб.] (82) — советский и азербайджанский композитор, заслуженный деятель искусств Азербайджана (2005)[280].
- Громов, Валентин Владимирович (92) — советский и российский художник, живописец и график[281].
- Дегтерёв, Юрий Витальевич (74) — советский футболист, вратарь национальной сборной[282].
- Латур, Бруно (75) — французский социолог науки и философ[283].
- Макеев, Сергей Иванович (56) — советский и российский футболист[284].
- Мерино, Франсиско[исп.] (91) — испанский актёр[285].
- Полчанинов, Ростислав Владимирович (103) — деятель русской эмиграции, активист НТС, журналист и писатель[286].
- Райан, Айлин (94) — американская актриса[287].
- Сайдулаев, Адам Хусимович (65) — советский тяжелоатлет[288].
- Соле, Жузеп (87) — испанский (каталонский) композитор, музыкальный критик, историк и теоретик музыки[289].
- Филимонов, Владимир Николаевич (75) — российский актёр и режиссёр, заслуженный артист Российской Федерации (1999)[290].
- Финк, Никки[англ.] (68) — американская журналистка и блоггер, основательница и автор веб-сайта Deadline.com (с 2006 года)[291].
- Царьков, Владимир Георгиевич (88) — советский военачальник, командующий Московским округом ПВО (1987—1989), генерал-полковник авиации (1989), заслуженный военный лётчик СССР (1975)[292].
- Щёголев, Вячеслав Иванович (81) — советский шашист, международный гроссмейстер (1960) по международным шашкам, двукратный чемпион мира (1960, 1964), четырёхкратный чемпион СССР[293].

## 8 октября
- Агилера Гомес, Мануэль[исп.] (86) — мексиканский экономист и политик, сенатор (1991—1993)[294].
- Балтар, Брижида[порт.] (62) — бразильская художница и скульптор[295].
- Бенгстон, Билли Эл[англ.] (88) — американский художник и скульптор[296].
- Бомонт, Габриэль[англ.] (80) — британский кинорежиссёр[297].
- Влас, Мейке де[нидерл.] (80) — нидерландская гребчиха, серебряный призёр чемпионата Европы по академической гребле (1964) в одиночной лодке[298].
- Дункан, Джон (73) — шотландский футболист и тренер[299].
- Дэвидсон, Огунладе[англ.] (73) — сьерра-леонский учёный и политик, министр энергетики и водных ресурсов (2009—2011)[300].
- Карстенс, Гербен[нидерл.] (80) — нидерландский велогонщик, чемпион Олимпийских игр (1964) в командной гонке на 100 километров[301].
- Коэн, Наталия[исп.] (103) — аргентинская художница и писательница[302].
- Лопес Варгас, Фаустино[исп.] (64) — мексиканский политик, сенатор (2022); ДТП[303].
- Трамбл, Ангус[англ.] (58) — австралийский искусствовед и историк, директор Австралийской национальной портретной галереи[304].
- Тобин, Питер (76) — британский серийный убийца, насильник и грабитель[305].
- Хаммонд, Джулиан[англ.] (79) — американский баскетболист («Денвер Наггетс»)[306].
- Чепкут, Уильям[англ.] — кенийский политик, депутат Национальной ассамблеи Кении (2017—2022)[307].
- Чорногуз, Олег Фёдорович (86) — украинский писатель-сатирик и журналист[308].
- Шаньон, Андре[фр.] (94) — канадский бизнесмен и филантроп[309].

## 7 октября
- Бали, Арун[англ.] (79) — индийский актёр[310].

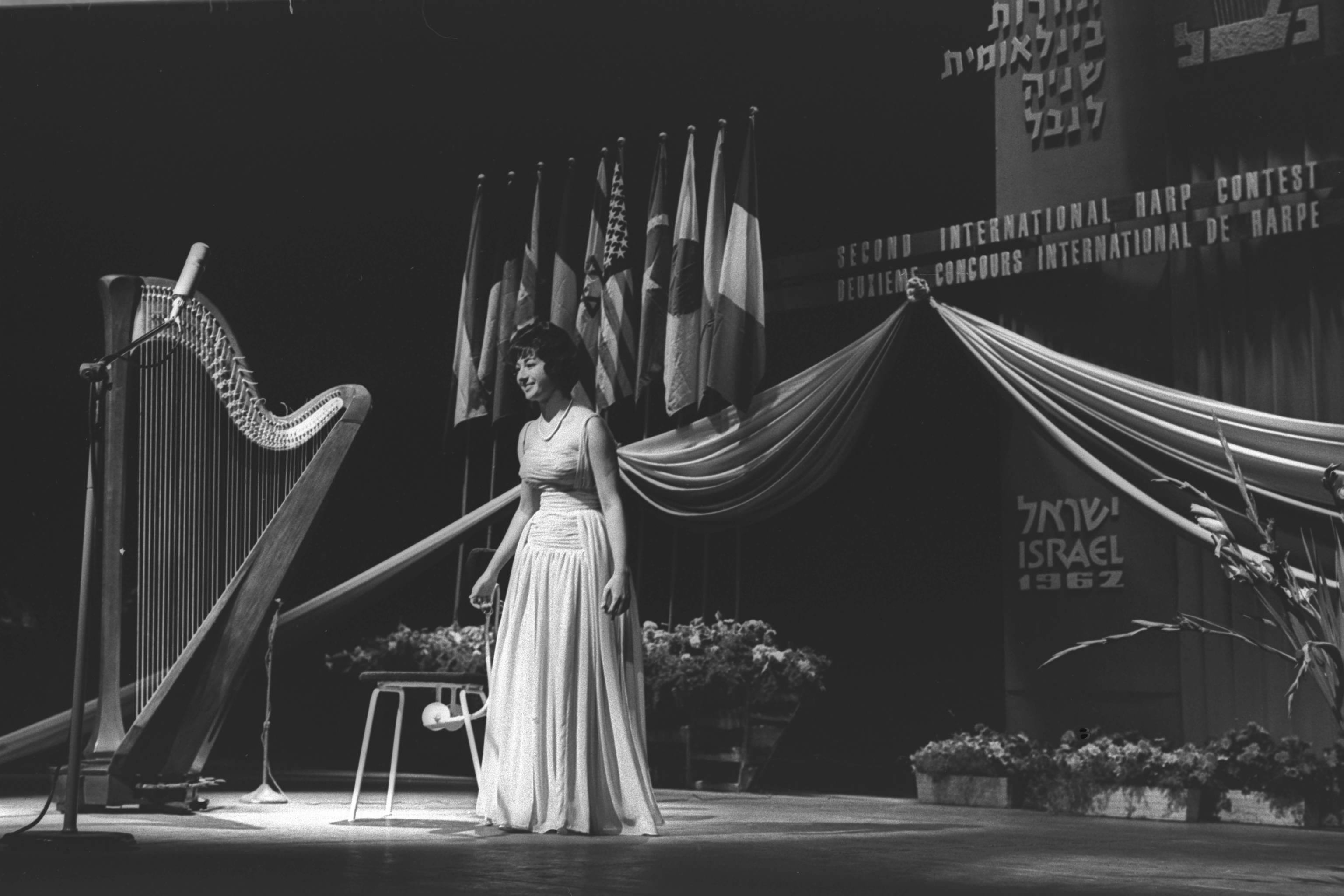
Сусанна Милдонян

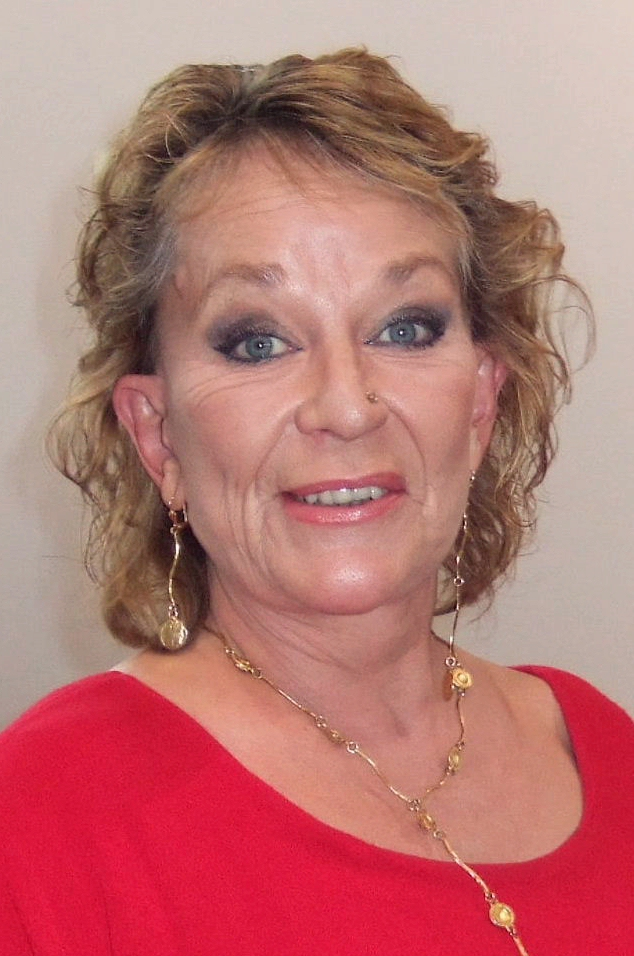
Анна Вальгрен

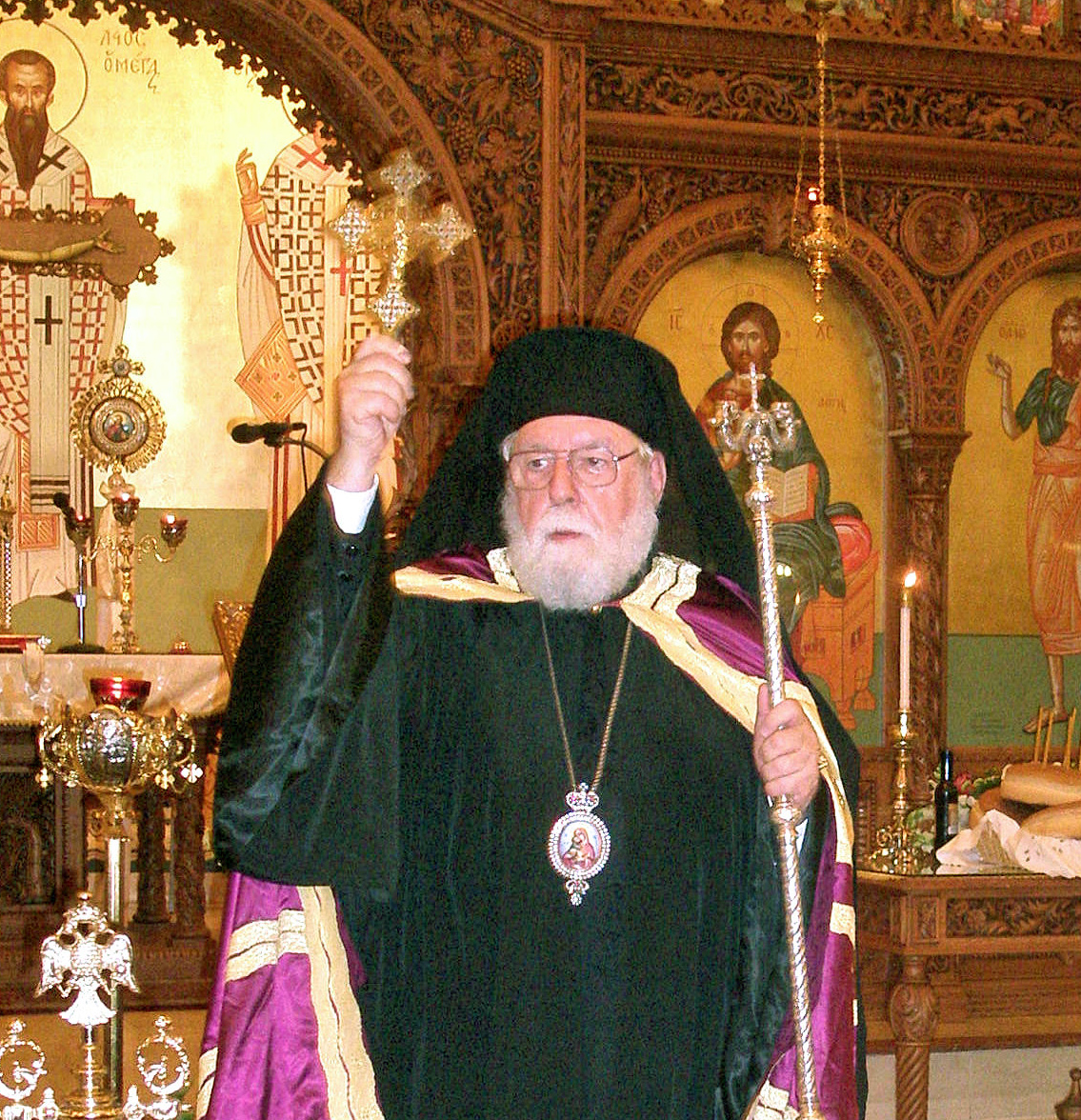
Илия (Катре)

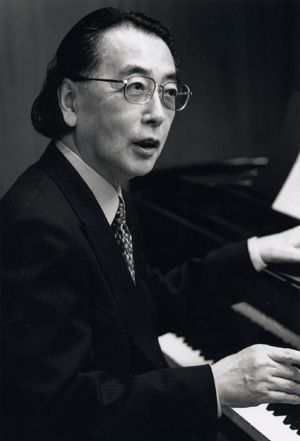
Тоси Итиянаги

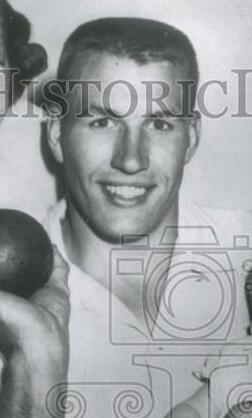
Билл Нидер

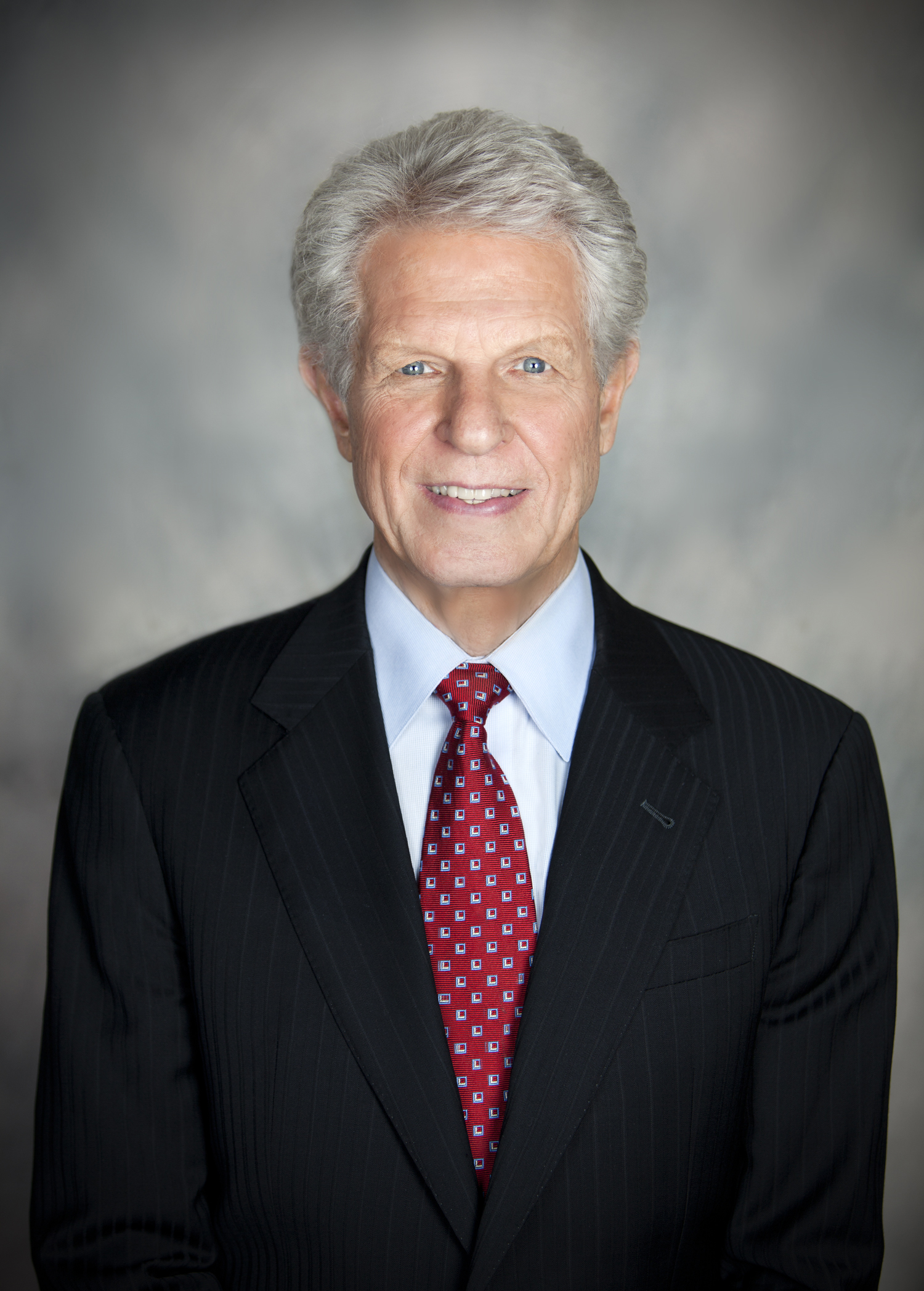
Эл Райс

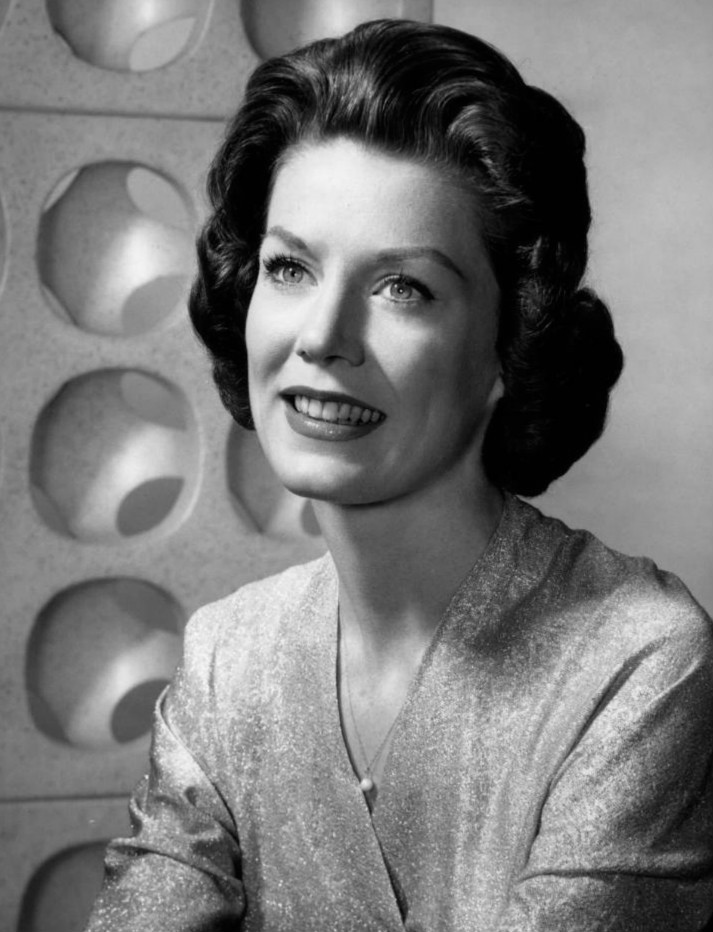
Анн Флуд

- Вальгрен, Анна (80) — шведская писательница[311].
- Волфферс, Иван[нидерл.] (74) — нидерландский врач и писатель[312].
- Гаипов, Даврон Рузметович[узб.] (61) — советский и узбекский певец и музыкант[313].
- Гонсалес Гортасар, Фернандо[исп.] (79) — мексиканский архитектор, скульптор и писатель, лауреат Национальной премии в области наук и искусств (2012)[314].
- Илия (Катре) (85) — американский иерарх Константинопольского патриархата, управляющий Албанской епархией Америки (с 2002)[315].
- Итиянаги, Тоси (89) — японский композитор и пианист[316].
- Кьюбер, Ронни[англ.] (80) — американский джазовый саксофонист[317].
- Ломов, Александр Анатольевич (68) — российский учёный, доктор технических наук (2003), профессор (2004), ректор ЯГТУ (2006—2017)[318].
- Макгиббон Бренда[англ.] (78) — канадский математик, доктор наук, профессор[319].
- Милдонян, Сусанна (82) — бельгийская арфистка и музыкальный педагог[320][321].
- Нетаньяху, Шошана (99) — израильский юрист, судья Верховного суда Израиля (1981—1993)[322].
- Нидер, Билл (89) — американский легкоатлет, чемпион Олимпийских игр в толкании ядра (1960)[323].
- Райс, Эл (95) — американский маркетолог и писатель, соавтор концепции позиционирования в маркетинге[324].
- Робежник, Юре[словен.] (89) — словенский пианист и композитор[325].
- Стокер, Остин[англ.] (92) — американский киноактёр[326].
- Флуд, Энн (87) — американская актриса[327].
- Гранчар, Дмитрий Борисович (40) — украинский военнослужащий, младший сержант, участник российско-украинской войны, Герой Украины (2023, посмертно); погиб в бою.

## 6 октября

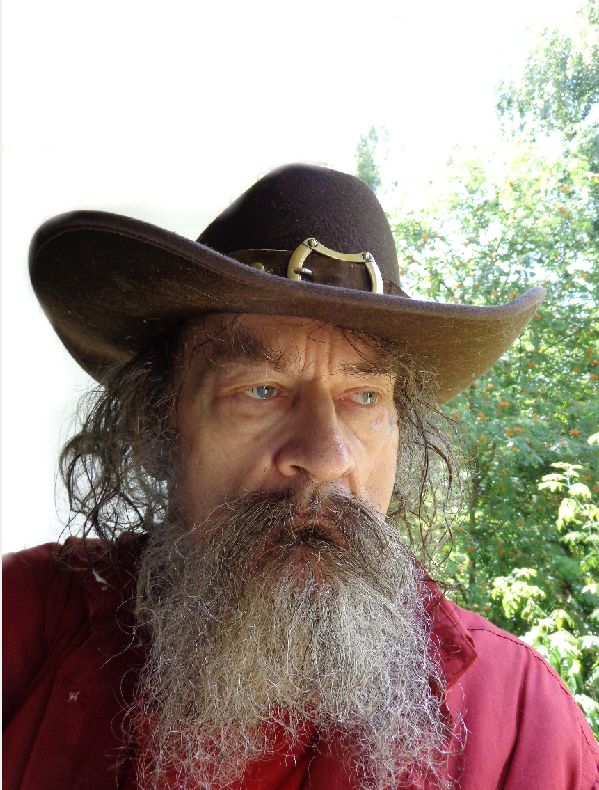
Андрей Купцов

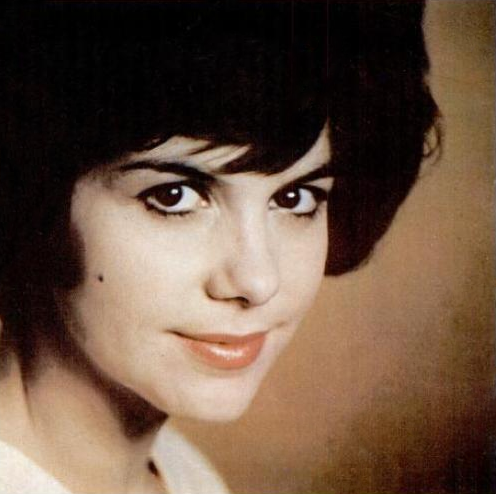
Джоди Миллер

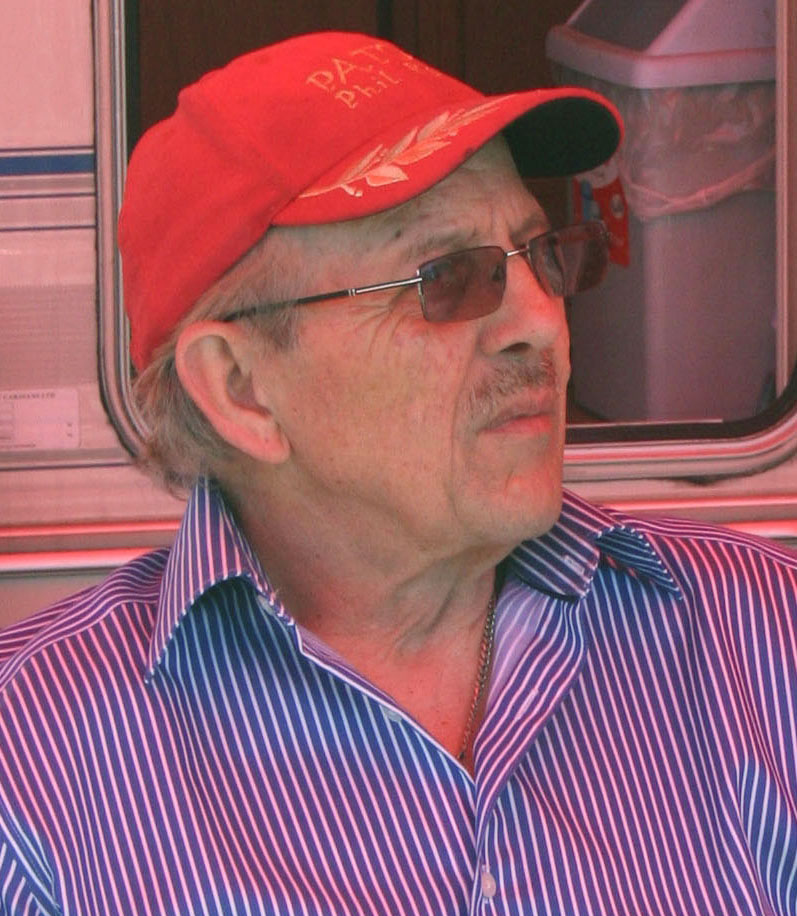
Фил Рид

- Ализаде, Араз Мамед Мубариз оглы (70) — азербайджанский политик, основатель (1989), председатель (1989—1995 и с 2012) и сопредседатель (1995—2012) Социал-демократической партии Азербайджана, депутат Национального собрания (2015—2020)[328].
- Байре, Текесте[англ.] (69) — эритрейский профсоюзный деятель, генеральный секретарь Национальной конфедерации эритрейских рабочих (с 1994 года)[329].
- Бергер, Ханс[нем.] (84) — немецкий политик и профсоюзный деятель, депутат бундестага (1990—1998)[330].
- Бунес, Карл-Фредрик[норв.] (82) — норвежский спринтер, участник Олимпийских игр (1960)[331].
- Гальчинский, Анатолий Степанович (86) — советский и украинский экономист и политолог, заслуженный деятель науки и техники Украины (1992)[332].
- Клир, Генрих (95) — австрийский писатель, альпинист, предприниматель и политический деятель[333].
- Купцов, Андрей Георгиевич (72) — русский писатель и публицист[334].
- Ли, Сара[англ.] (30) — американская женщина-рестлер (WWE)[335].
- Миллер, Джоди (80) — американская кантри-певица, лауреат премии «Грэмми» (1966)[336].
- Николайсен, Руне[норв.] (63) — норвежский саксофонист, флейтист и композитор[337].
- Реднер, Рой (95) — американский экономист, академик Американской академии искусств и наук (1970) и Национальной академии наук США (1975)[338].
- Рид, Фил (83) — британский мотогонщик, семикратный чемпион мира[339].
- Ромашко, Иван Андреевич (92) — советский и российский артист оперетты, народный артист РСФСР (1988)[340].
- Тенута, Джуди[англ.] (72) — американская комедийная актриса и музыкант[341].
- Туджман, Анкица (96) — первая леди Хорватии (1991—1999), вдова президента Франьо Туджмана[342].
- Халленбартер, Симон (43) — швейцарский биатлонист, участник Олимпийских игр (2006, 2010, 2014); самоубийство[343].
- Шнидерс, Андреас[англ.] (55) — немецкий боксёр, серебряный призёр чемпионата Европы (1991) в супертяжёлом весе[344].
- Юфа, Тамара Григорьевна (85) — советский и российский художник, заслуженный художник Российской Федерации (1999)[345].

## 5 октября

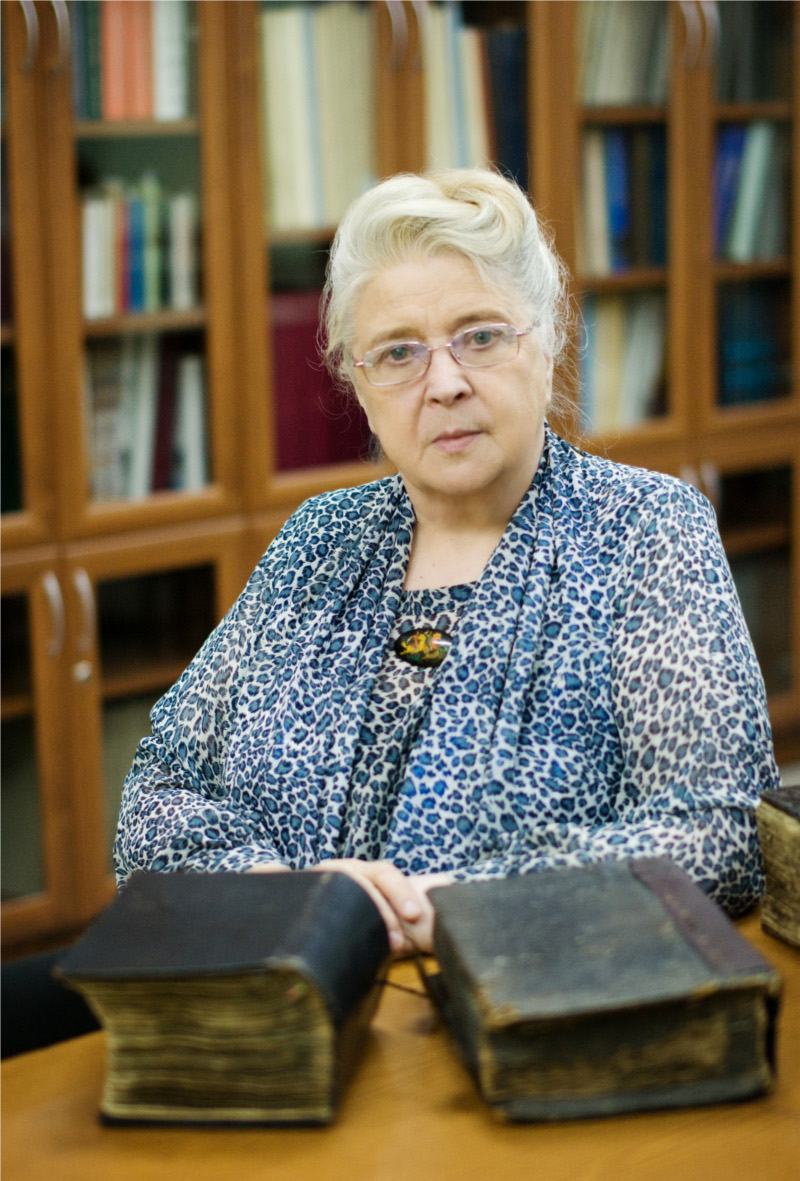
Елена Дергачёва-Скоп

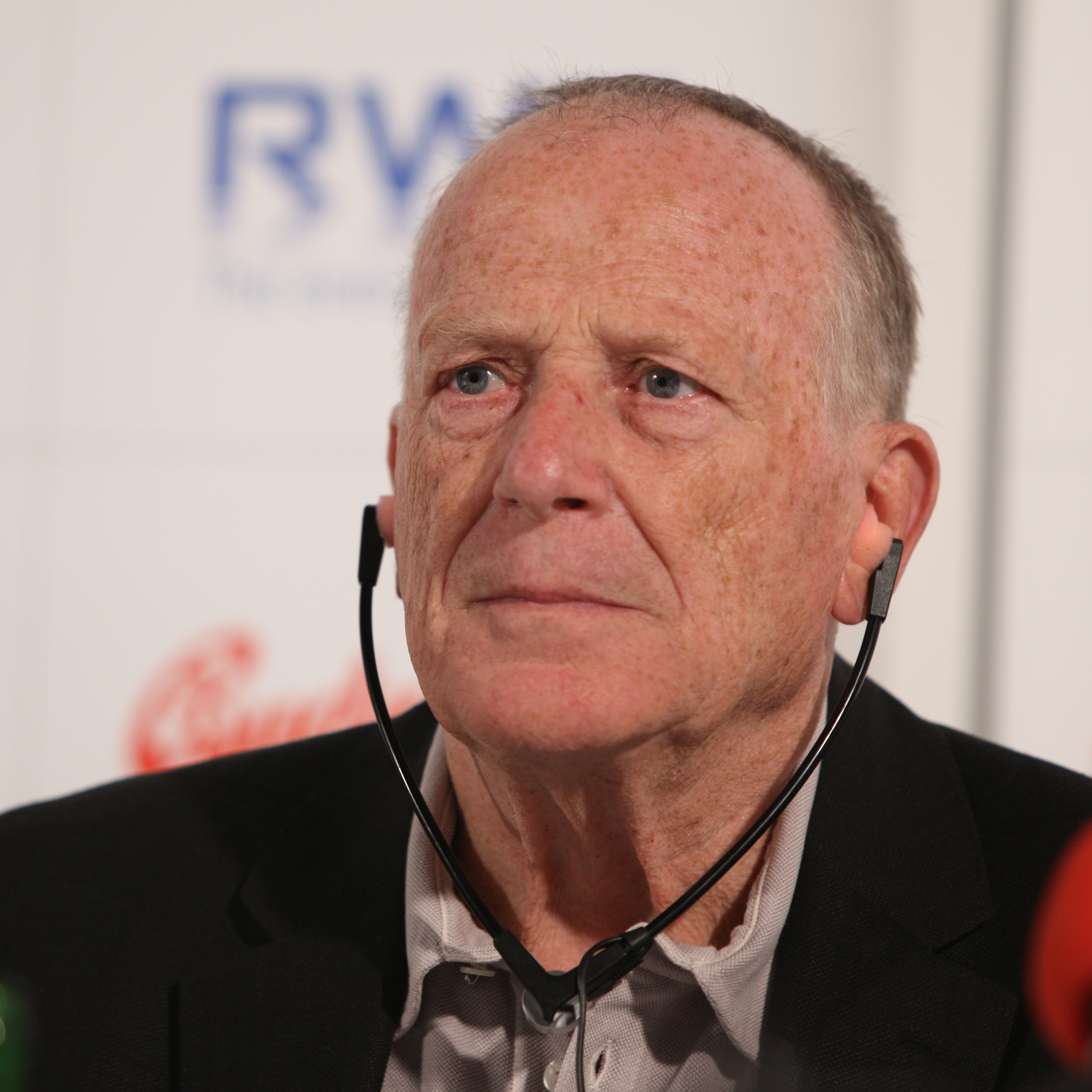
Вольфганг Кольхаазе

- Бавли, Сергей Яковлевич (67) — российский спортивный журналист[346].
- Дергачёва-Скоп, Елена Ивановна (85) — советский и российский литературовед, доктор филологических наук (2000), профессор Гуманитарного института НГУ (2000)[347].
- Кольхаазе, Вольфганг (91) — немецкий сценарист, режиссёр и писатель[348].
- Левчук, Иван Фёдорович (91) — российский праведник народов мира (2002)[349].
- Липтон, Ленни[англ.] (82) — американский писатель, режиссёр, автор текстов песен и изобретатель[350].
- Маличати, Сулейман[англ.] (94) — албанский футболист[351].
- Новиков, Александр Васильевич (86) — советский и российский философ, ректор ВГИКа (1987—2007); самоубийство[352].
- Норполов, Эдуард Доржиевич (26) — российский военнослужащий, старший лейтенант, участник российско-украинской войны, Герой России (2022, посмертно); погиб в бою[353].
- Нюстрём, Анн-Кристин[фин.] (78) — финская певица, участница конкурса песни Евровидение-1966[354].
- Фенди, Франка (87) — итальянский модельер, соглава дома моды Fendi[355].
- Штамм, Барбара[нем.] (77) — немецкий политик, председатель ландтага Баварии (2008—2018)[356].

## 4 октября

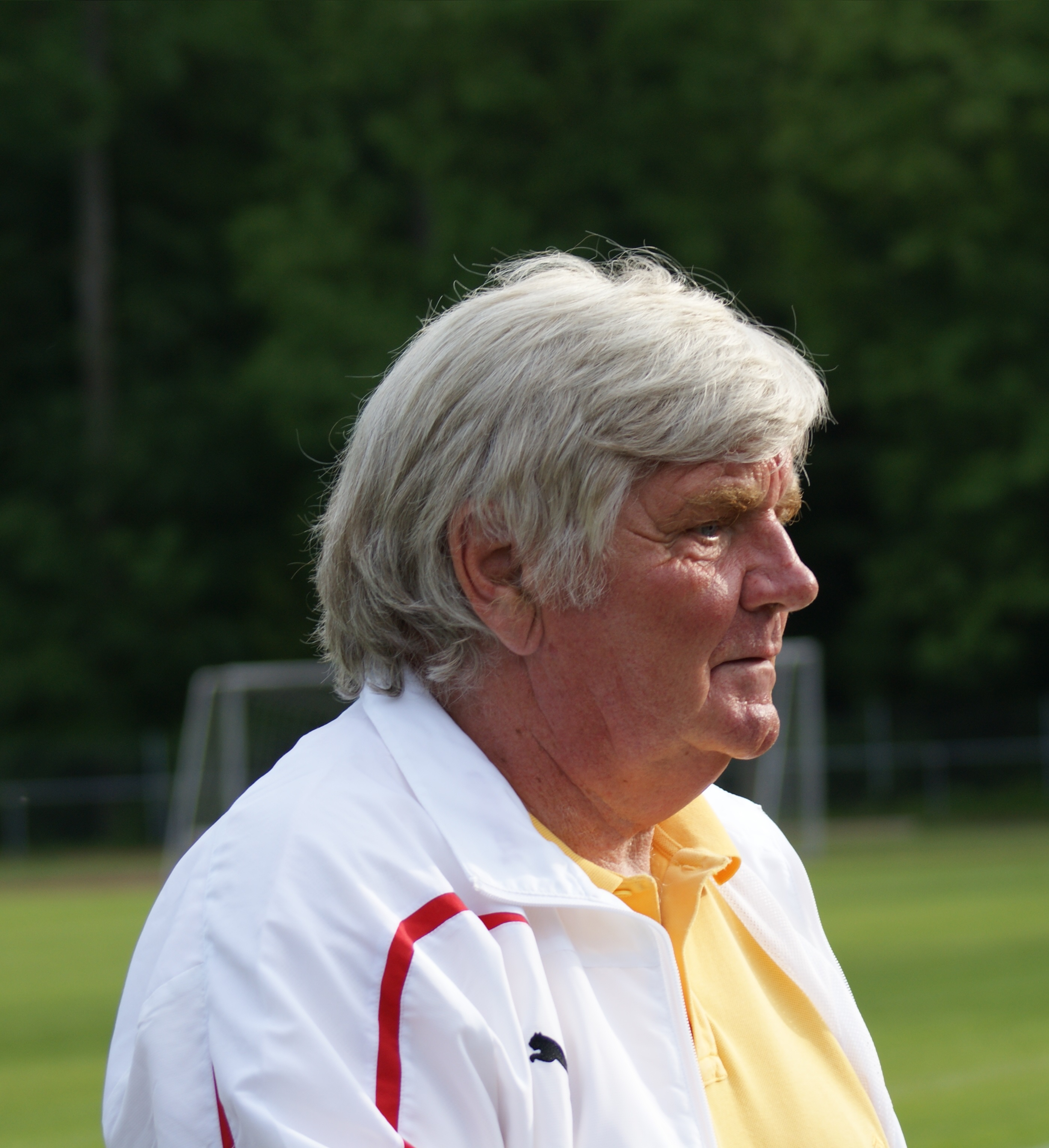
Юрген Зундерман

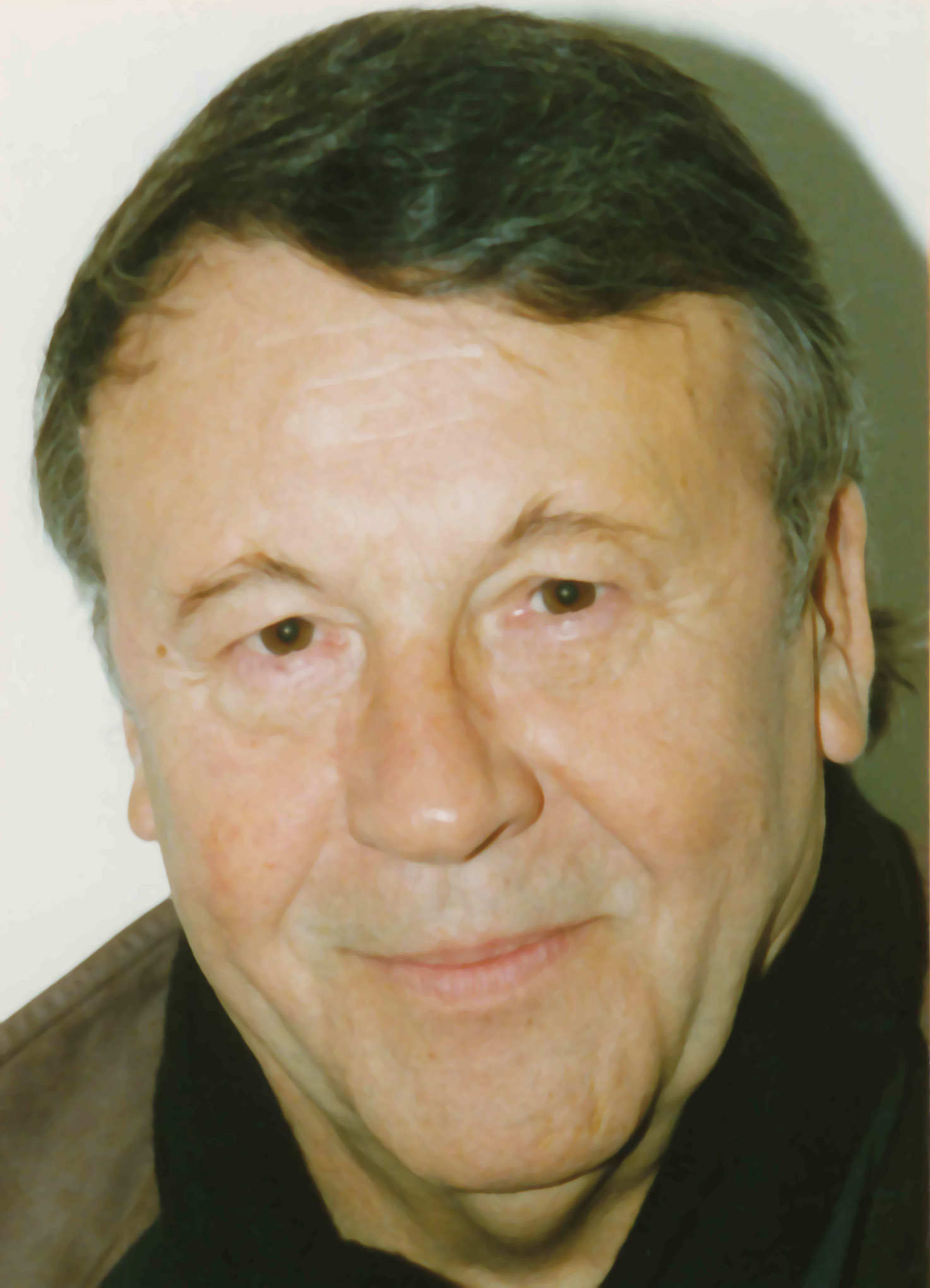
Гюнтер Лампрехт

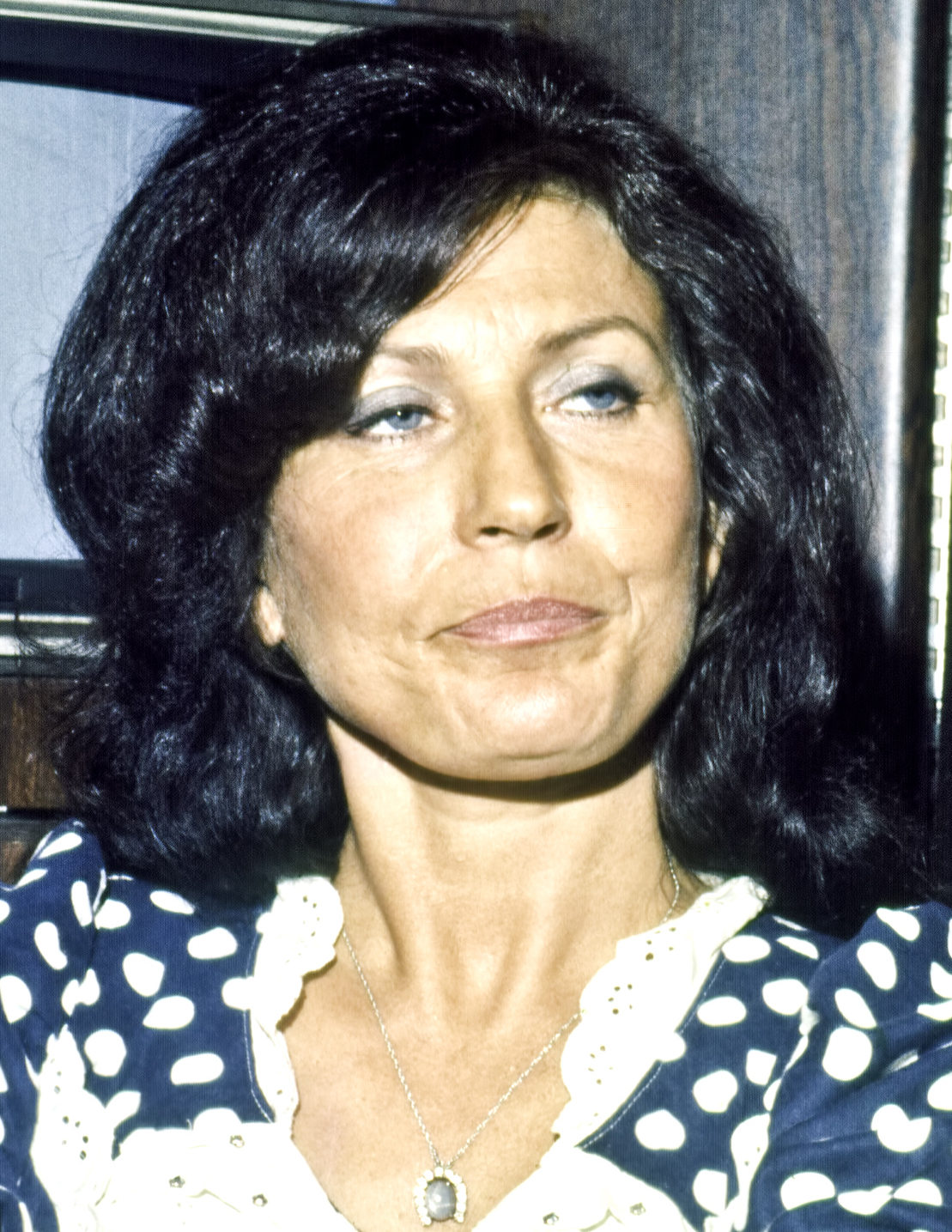
Лоретта Линн

- Альмухаметов, Рашит Валиахметович (88) — советский и российский педагог, ректор Стерлитамакского пединститута (1976—1989)[357].
- Ашер, Филипп[фр.] (86) — французский нейробиолог, член-корреспондент Французской академии наук (1990)[358].
- Бояджиев, Тодор[болг.] (90) — болгарский языковед, член-корреспондент Болгарской академии наук (1989)[359].
- Донских, Виктор Васильевич (87) — советский и российский партийный и государственный деятель, первый секретарь Липецкого обкома КПСС (1989—1991), народный депутат РСФСР / России (1990—1993), Герой Социалистического Труда (1973) (о смерти объявлено в этот день)[360].
- Драйден, Дэйв[англ.] (81) — канадский хоккейный вратарь («Нью-Йорк Рейнджерс», «Чикаго Блэкхокс», «Баффало Сейбрз», «Эдмонтон Ойлерз»), разработчик современной хоккейной маски[361].
- Зундерман, Юрген (82) — немецкий футболист и футбольный тренер[362].
- Ким Дон Гиль[кор.] (94) — южнокорейский поэт и политик, депутат Национального собрания (1992—1996)[363].
- Кутырёв, Владимир Александрович (79) — советский и российский философ, доктор философских наук, профессор ННГУ[364].
- Лаврецова, Наталья Анатольевна (66) — советский и российский поэт и прозаик[365].
- Лампрехт, Гюнтер (92) — немецкий актёр[366].
- Линн, Лоретта (90) — американская кантри-певица, обладатель премий Грэмми (1972, 2004, 2010)[367].
- Муро, Хесус дель (84) — мексиканский футболист и тренер, игрок национальной сборной, участник трёх чемпионатов мира (1958, 1962, 1966)[368].
- Пауло Сезар[исп.] (70) — бразильский футболист[369].
- Робинсон, Питер[англ.] (72) — канадский писатель[370].
- Танака, Сигэки[яп.] (91) — японский стайер, победитель Бостонского марафона (1951)[371].
- Труфакин, Валерий Алексеевич (83) — советский и российский гистолог, директор НИИФФМ (1992—2012), академик АМН СССР / РАМН (1991—2013), академик РАН (2013)[372].
- Чжан Цюшэн[кит.] (83) — китайский детский писатель[373].
- Шмит-Кутте, Люсьен[фр.] (95) — французская горнолыжница, чемпионка мира (1954)[374].
- Яковлев, Геннадий Михайлович[значимость?] (86) — последний носитель алеутского языка в России, руководитель алеутского национального ансамбля «Унанган»[375].

## 3 октября
- Блэнксон, Экоу[англ.] (50) — ганский актёр[376].

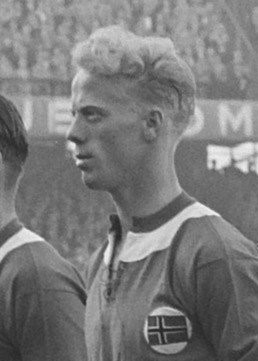
Пер Бредесен

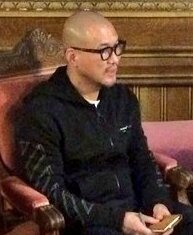
Ким Чен Ги

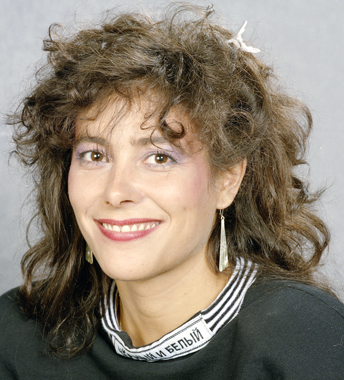
Леони Сазиас

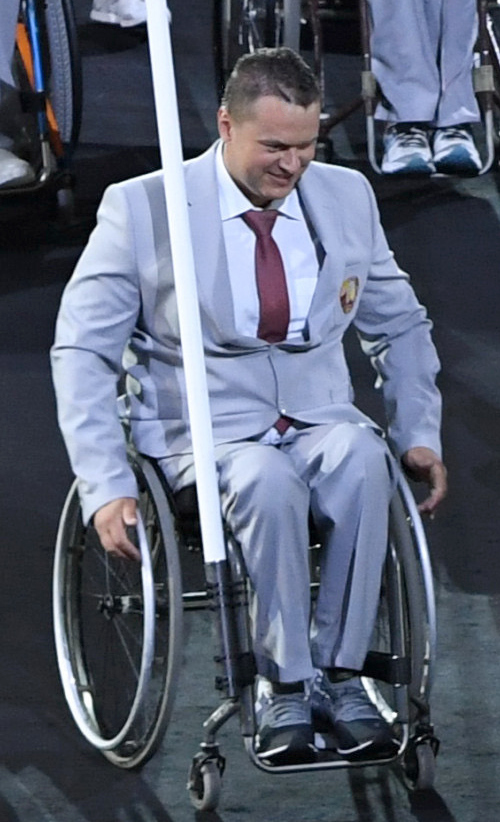
Александр Трипуть

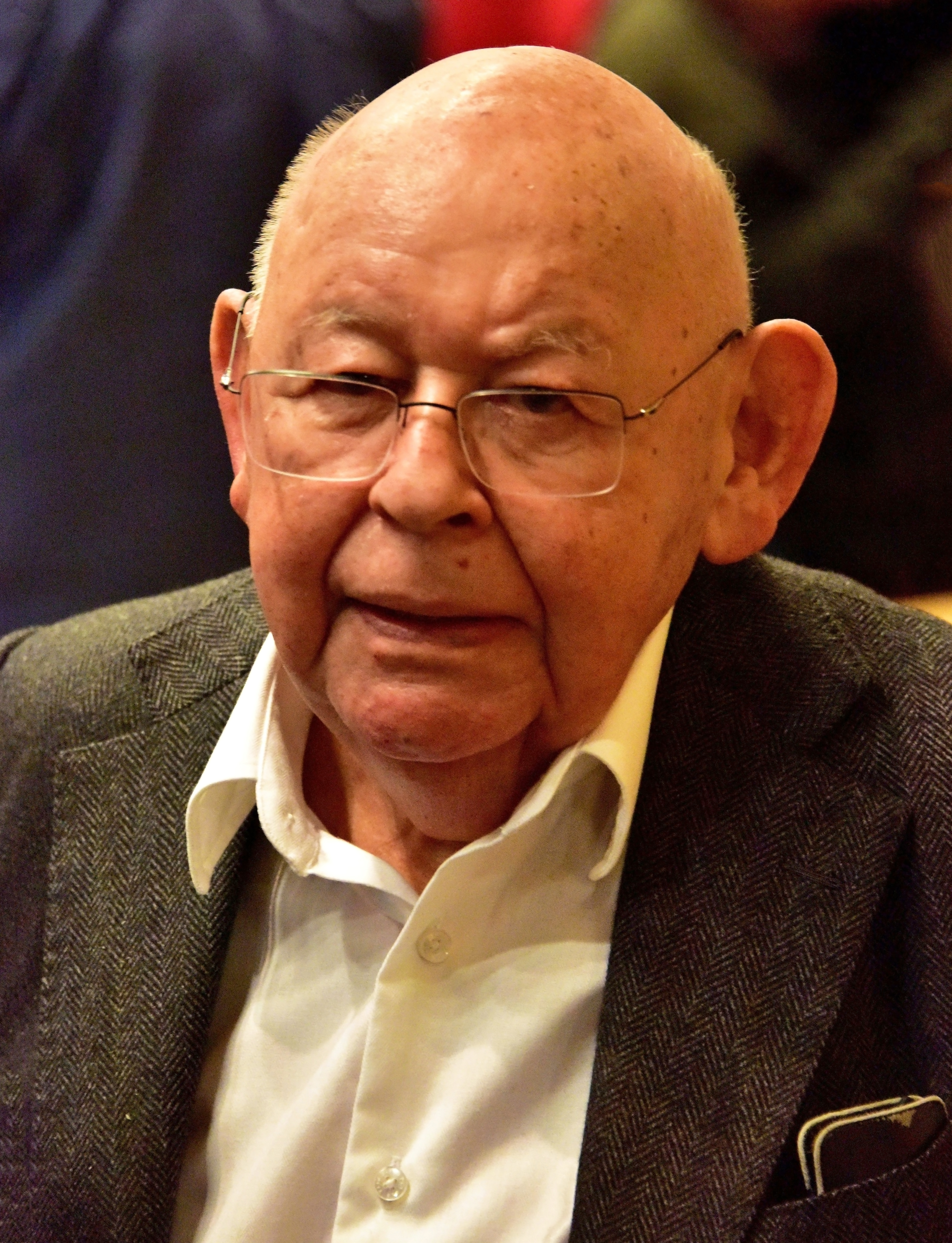
Ежи Урбан

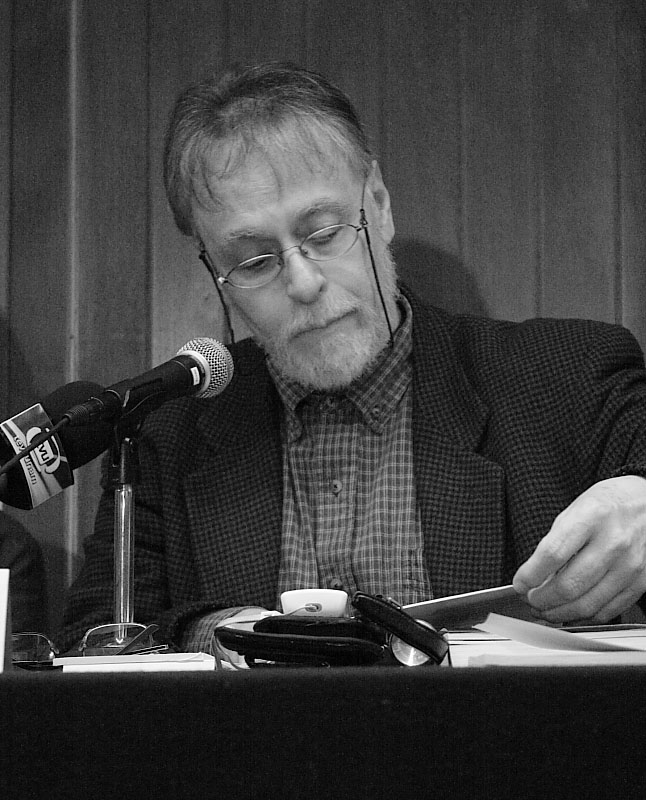
Дэвид Уэрта

- Бредесен, Пер (91) — норвежский футболист[377].
- Бреннан, Барбара (83) — американская целительница[378].
- Брюстер, Уильям К.[англ.] (80) — американский политик, член Палаты представителей (1991—1997)[379].
- Ван Хунфань[кит.] (89) — китайский политик, депутат Всекитайского собрания народных представителей (1993—1998)[380].
- Грассо, Марио[итал.] (90) — итальянский поэт, писатель, эссеист, литературный критик[381].
- Джексон, Тиффани (37) — американская профессиональная баскетболистка[382].
- Заломир, Флорин[рум.] (41) — румынский саблист, серебряный призёр Олимпийских игр (2012), чемпион мира (2009) и Европы (2006); самоубийство[383].
- Ким Чен Ги (47) — южнокорейский художник-иллюстратор и карикатурист[384].
- Риос, Фабиан[исп.] (58) — аргентинский политик, сенатор (2003—2009), член Палаты депутатов (2011—2013)[385].
- Сазиас, Леони (65) — нидерландская телеведущая и политик[386].
- Тепляков, Сергей Иванович (72) — советский и российский хоккеист[387].
- Тихобразофф, Николя[фр.] (76) — французский художник, член Национального общества изобразительных искусств (2001), основатель франко-российского художественного клуба (Artcorusse) (2007)[388].
- Трипуть, Александр Чеславович (40) — белорусский легкоатлет-паралимпиец[389].
- Урбан, Ежи (89) — польский журналист, публицист и политический деятель[390].
- Уэрта, Давид (73) — мексиканский поэт, эссеист и переводчик[391].
- Франц, Рон (76) — американский профессиональный баскетболист[392].
- Фуллер, Чарльз[англ.] (83) — американский драматург, лауреат Пулитцеровской премии (1982)[393].

## 2 октября

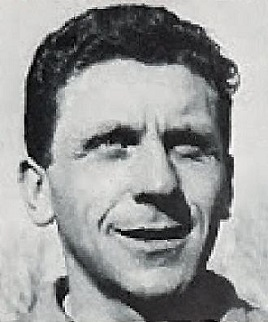
Франсуа Реметтер

- Белюсенко, Владимир Николаевич (73) — советский и российский оперный певец (баритон), заслуженный артист Российской Федерации (1996)[394].
- Даванков, Вадим Александрович (84) — советский и российский химик, доктор химических наук, сотрудник ИНЭОС РАН[395].
- Дармарадж, Даршан[англ.] (41) — шри-ланкийский актёр[396].
- Жофри, Эдер (86) — бразильский профессиональный боксёр, чемпион мира в наилегчайшем весе (1960—1965), чемпион мира в полулёгком весе (1973—1974)[397].
- Катриос, Темис[греч.] (70) — греческий баскетболист («Арис»)[398].
- Киркланд, Дуглас (88) — американский фотограф[399].
- Кугель, Элиэзер (98) — израильский раввин и общественный деятель[400].
- Куприс, Винцентас[лит.] (85) — советский и литовский оперный певец (бас), народный артист Литовской ССР (1980)[401].
- Кульшетов, Валерий Дмитриевич (69) — советский и российский композитор, заслуженный деятель искусств Российской Федерации (2004)[402].
- Куц, Владимир Терентьевич (94) — последний участник Второй мировой войны в составе американской и Красной армий[403].
- Маккейб, Эмон[англ.] (74) — британский фотограф[404].
- Мёрк-Эйдем, Бьярне[норв.] (85) — норвежский политик и государственный деятель, министр по сотрудничеству Северных стран (1986—1989), министр рыбного хозяйства (1986—1989), генеральный аудитор Норвегии (1990—2005), член Стортинга (1969—1993)[405].
- Митько, Валерий Брониславович (81) — советский и российский гидрофизик, доктор технических наук, профессор[406].
- Реметтер, Франсуа (94) — французский футболист[407].
- Сакчи Лакатош, Бела[венг.] (79) — венгерский джазовый пианист и композитор, национальный артист, лауреат преми имени Кошута (2006)[408].
- Сашин Литтлфезер (75) — американская актриса, модель и активистка движения за гражданские права коренных американцев[409].
- Синедо, Андре[англ.] (44) — новокаледонский футболист, игрок национальной сборной[410].
- Скрябин, Александр Серафимович (75) — советский и российский музыкальный деятель[411].
- Уокер, Карл[англ.] (88) — британский полицейский инспектор, награждённый крестом Георга (1972)[412].
- Фабрис, Пьетро[итал.] (87) — итальянский политик, сенатор (1987—1996)[413].
- Фролов, Георгий Васильевич (96) — советский и российский хозяйственный и общественный деятель[414].
- Хакен, Вольфганг (94) — немецкий и американский математик, профессор Иллинойсского университета, лауреат премии Фалкерсона[415]
- Ходаковский, Феликс Викентьевич (84) — советский и российский строитель, Герой Социалистического Труда (1966)[416].

## 1 октября

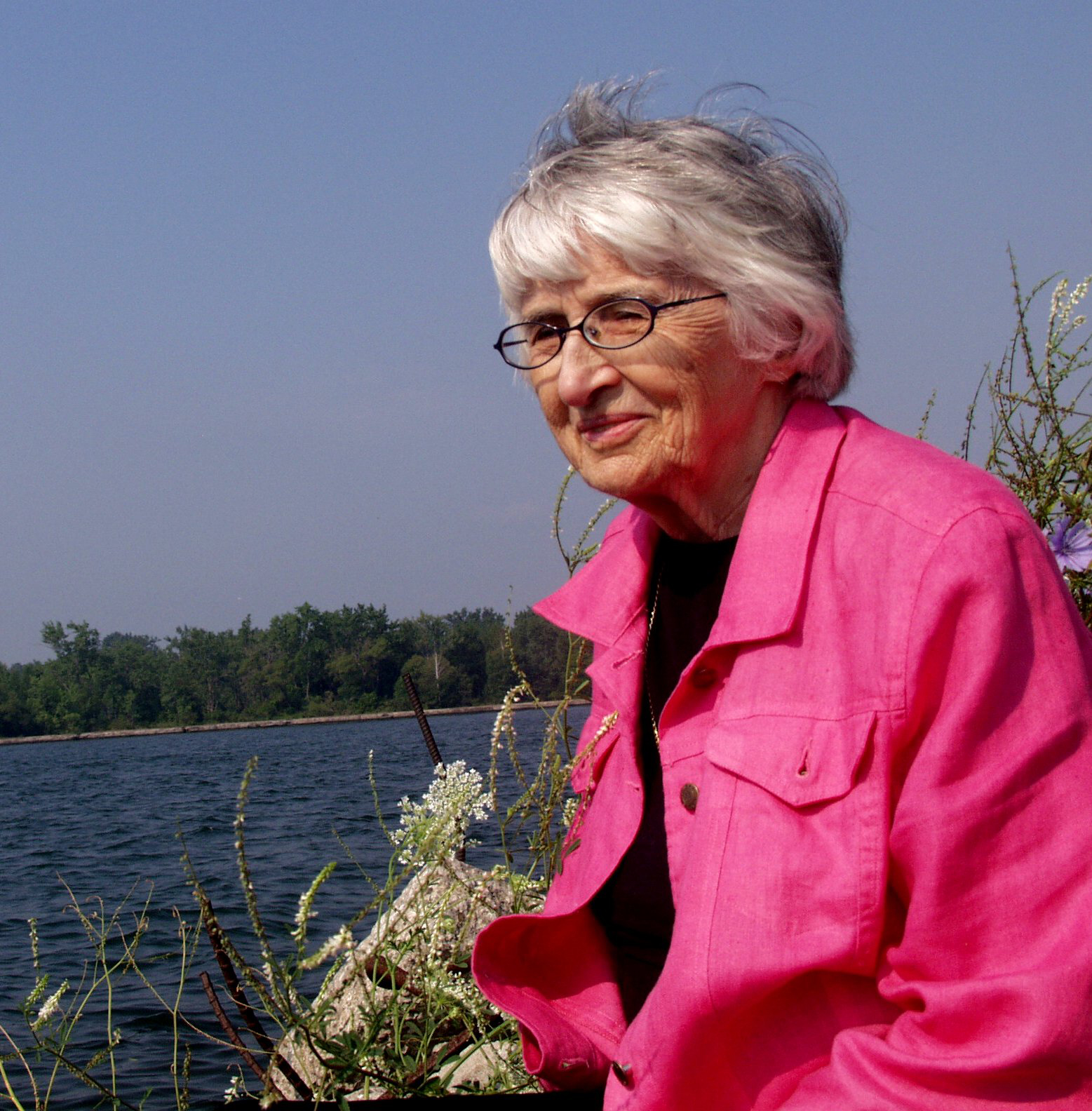
Маргерит Андерсен

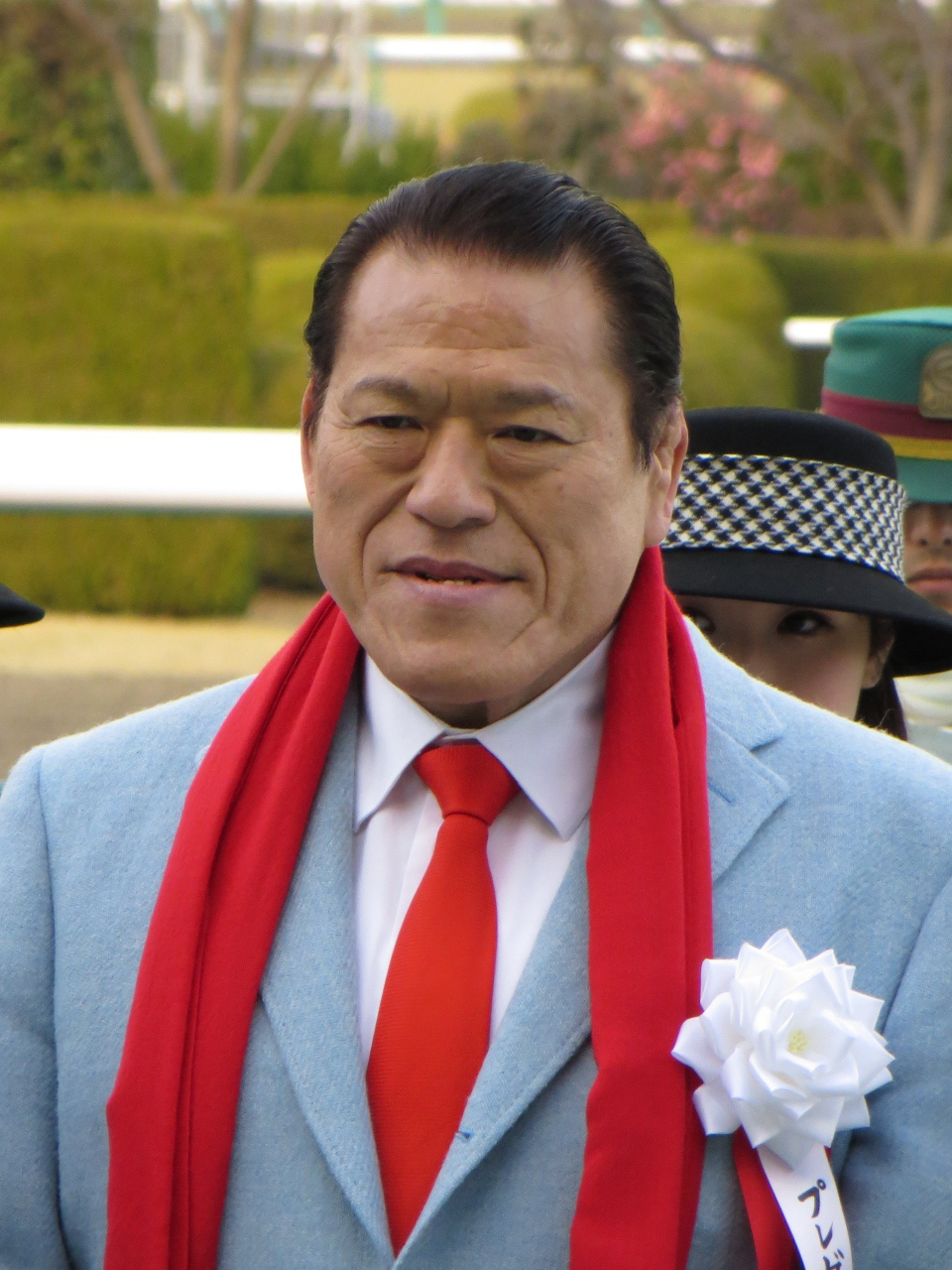
Антонио Иноки

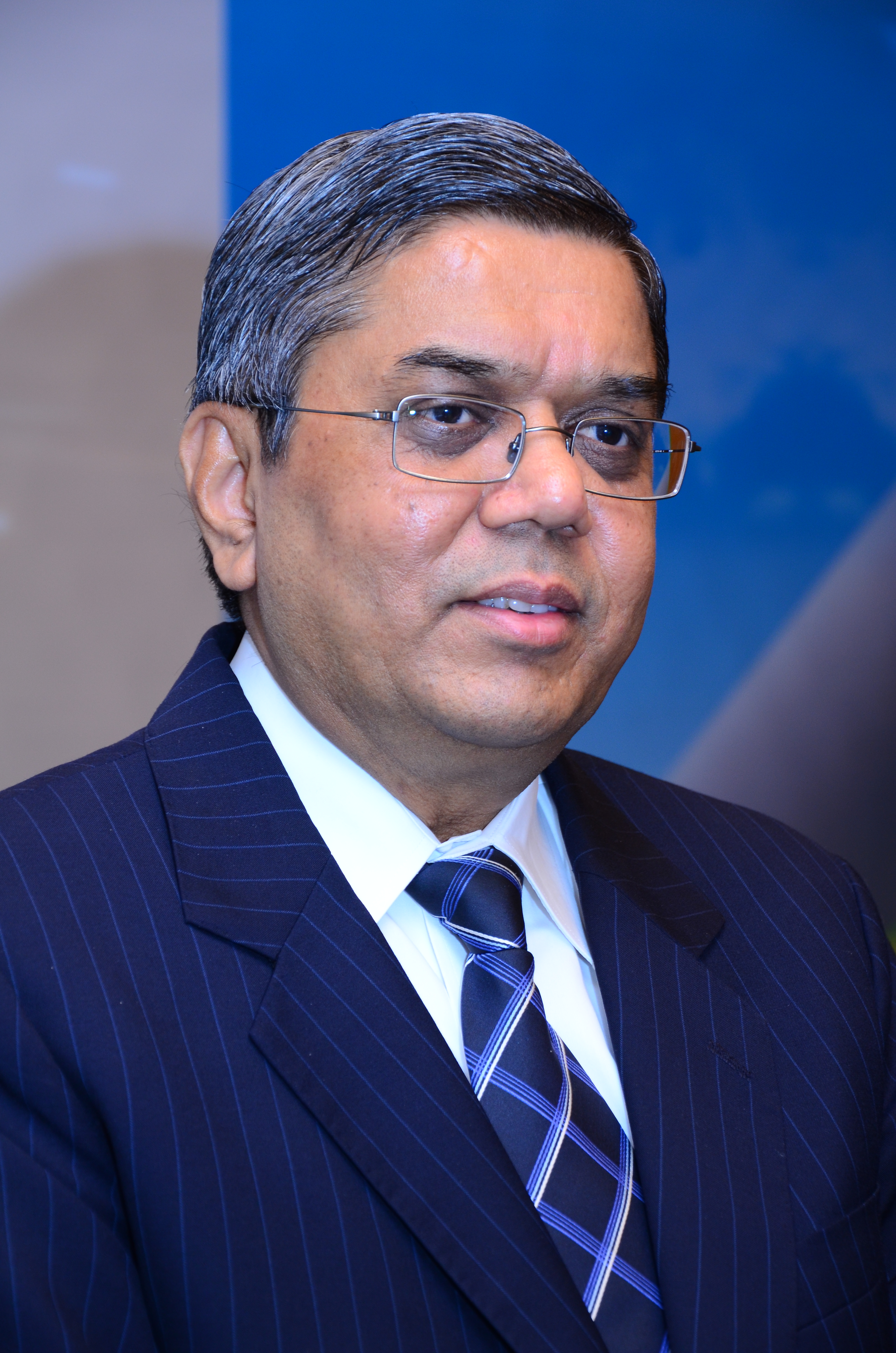
Тулси Танти

- Андерсен, Маргерит (97) — канадская франкоязычная писательница[417].
- Бенасерраф, Берил[англ.] (73) — американский радиолог, профессор акушерства, гинекологии, репродуктивной биологии и радиологии в Гарвардской медицинской школе, пионер в использовании пренатального ультразвука для диагностики аномалий развития плода, дочь Баруха Бенасеррафа[418].
- Бокстел, Джон[англ.] (92) — нидерландский и канадский скульптор[419].
- Гасюто, Игорь Аркадьевич (67) — советский футболист, советский и белорусский футбольный тренер[420].
- Гомолко, Николай Николаевич (84) — советский гребец, участник Олимпийских игр (1960)[421].
- Григорьева, Ирина Владимировна (92) — советский и российский историк-итальянист, доктор исторических наук (1975), заслуженный профессор МГУ (2000)[422].
- Добжаньский, Эдвард[пол.] (93) — польский актёр[423].
- Ермольев, Юрий Михайлович (85) — советский и украинский математик и кибернетик, академик АН УССР / АНУ / НАНУ (1988)[424].
- Иноки, Антонио (79) — японский рестлер, боец смешанных единоборств и политик, член Палаты советников (1989—1995, 2013—2019)[425].
- Кокотас, Стаматис (85) — греческий эстрадный певец[426].
- Лой, Розетта (91) — итальянская писательница[427].
- Локи, Лорри[англ.] (95) — американский бизнесмен, основатель компании Business Wire (1961)[428].
- Папшицкий, Лех Кшиштоф[пол.] (75) — польский юрист и политик, депутат Сейма (1989—1991), судья Верховного суда (1999—2016), первый председатель Верховного суда (2014)[429].
- Танти, Тулси (64) — индийский предприниматель, владелец компании Suzlon Energy[430].
- Шнюков, Евгений Фёдорович (92) — советский и украинский геолог, академик АН УССР / АНУ / НАНУ (1982)[431].